# Список персонажей телесериала «Агенты Щ.И.Т.»

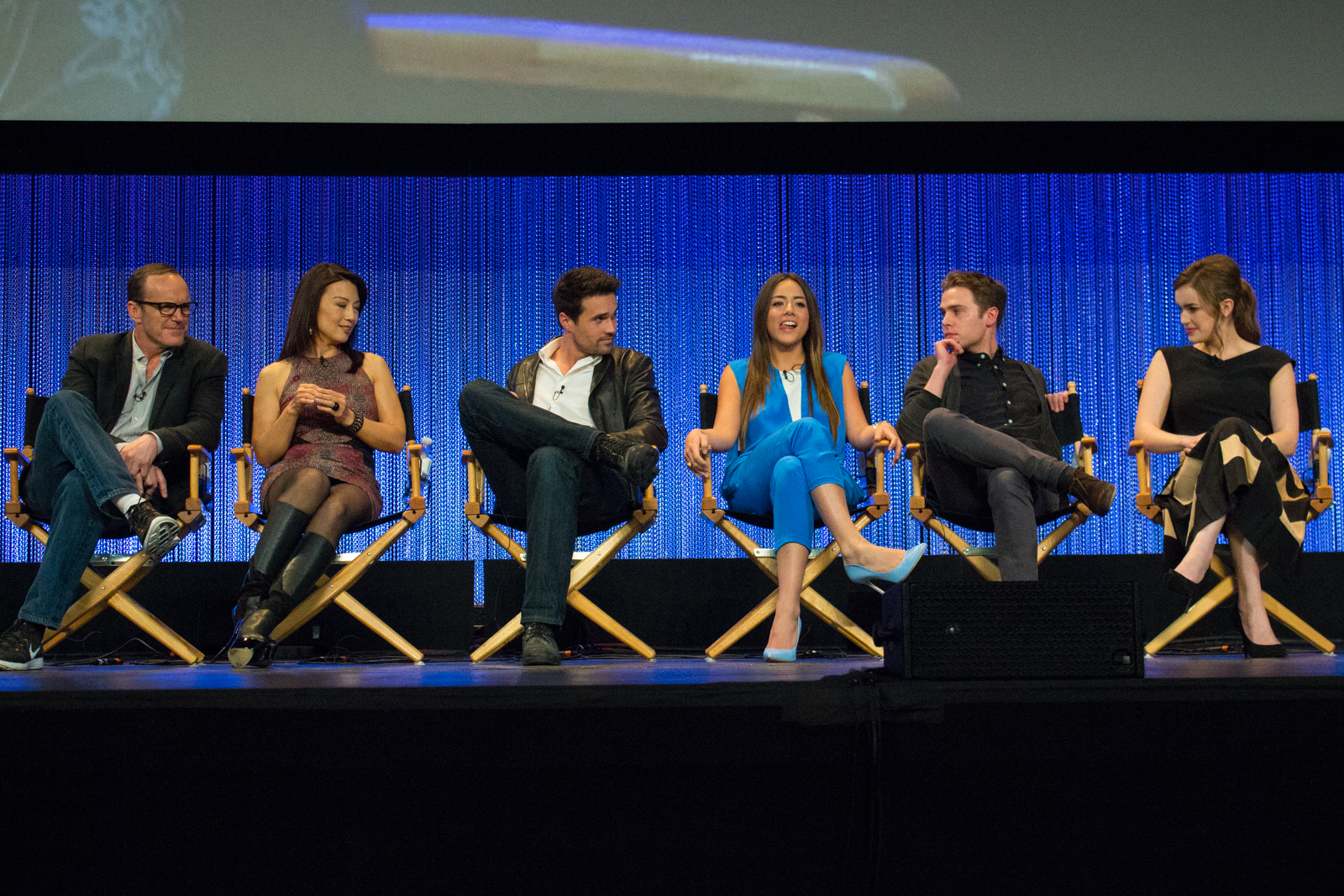
Члены основного актёрского состава (Л-П) Грегг, Вен, Далтон, Беннет, Де Кэскер и Хенстридж на PaleyFest 2014

«Агенты „Щ.И.Т.“», или «Щ.И.Т.» (англ. Agents of S.H.I.E.L.D.) — американский телесериал, созданный для телеканала ABC Джоссом Уидоном, Джедом Уидоном и Мориссой Танчароен и основанный на организации «Щ.И.Т.» из Marvel Comics, которая является вымышленным миротворческим и шпионским агентством в мире супергероев. Действие происходит в Кинематографической вселенной Marvel (КВМ), разделяя непрерывность с полнометражными и короткометражными фильмами франшизы.
В сериале снимается Кларк Грегг, повторяющий свою роль Фила Колсона из фильмов, а также Минг-На Вен, Бретт Далтон, Хлоя Беннет, Иэн Де Кэскер и Элизабет Хенстридж. Ник Блад и Эдрианн Палики присоединились к актёрскому составу во втором и третьем сезонах, в то время как Генри Симмонс и Люк Митчелл играли повторяющиеся роли во втором сезоне, прежде чем были переведены в основной состав для третьего. Джон Ханна, который появился в третьем сезоне, присоединился к основному актёрскому составу в четвёртом, в то время как Наталия Кордова-Бакли, которая появилась как в третьем, так и в четвёртом сезонах, была переведена в основной состав пятого сезона сериала. Джефф Уорд был повышен до основного актёрского состава в шестом сезоне после периодического появления в пятом. Кроме того, несколько других персонажей из фильмов Кинематографической вселенной Marvel и Marvel One-Shots также появляются на протяжении всего сериала, наряду с другими персонажами, основанными на различных собственностях Marvel Comics. Несколько персонажей из сериала также появляются в дополнительном цифровом сериале «Агенты „Щ.И.Т.“: Йо-Йо».

## Участие
| Персонаж                           | Актёр                   | Появления                             | Появления          | Появления          | Появления          | Появления          | Появления          | Появления          | Появления          |
| Персонаж                           | Актёр                   | Первый эпизод                         | Сезон 1            | Сезон 2            | Сезон 3            | Сезон 4            | Сезон 5            | Сезон 6            | Сезон 7            |
| Основные персонажи                 | Основные персонажи      | Основные персонажи                    | Основные персонажи | Основные персонажи | Основные персонажи | Основные персонажи | Основные персонажи | Основные персонажи | Основные персонажи |
| ---------------------------------- | ----------------------- | ------------------------------------- | ------------------ | ------------------ | ------------------ | ------------------ | ------------------ | ------------------ | ------------------ |
| Фил КолсонS                        | Кларк Грегг             | «Пилот»                               | Постоянно          | Постоянно          | Постоянно          | Постоянно          | Постоянно          | Постоянно          | Does not appear    |
| Сержант / Пачакутик                | Кларк Грегг             | «Недостающие детали»                  | Does not appear    | Does not appear    | Does not appear    | Does not appear    | Does not appear    | Постоянно          | Does not appear    |
| Фил Колсон (ЖСМ Хроником)          | Кларк Грегг             | «Новая жизнь»                         | Does not appear    | Does not appear    | Does not appear    | Does not appear    | Does not appear    | Постоянно          | Постоянно          |
| Мелинда МэйS                       | Минг-На Вен             | «Пилот»                               | Постоянно          | Постоянно          | Постоянно          | Постоянно          | Постоянно          | Постоянно          | Постоянно          |
| Грант Уорд                         | Бретт Далтон            | «Пилот»                               | Постоянно          | Постоянно          | Постоянно          | Повторяющийся      | Does not appear    | Does not appear    | Does not appear    |
| Улей                               | Бретт Далтон            | «4722 часа»                           | Does not appear    | Does not appear    | Постоянно          | Does not appear    | Гость[a]           | Does not appear    | Does not appear    |
| Скай / Дейзи Джонсон ДрожьS        | Хлоя Беннет             | «Пилот»                               | Постоянно          | Постоянно          | Постоянно          | Постоянно          | Постоянно          | Постоянно          | Постоянно          |
| Лео ФитцS                          | Иэн Де Кэскер           | «Пилот»                               | Постоянно          | Постоянно          | Постоянно          | Постоянно          | Постоянно          | Постоянно          | Гость              |
| Джемма СиммонсS                    | Элизабет Хенстридж      | «Пилот»                               | Постоянно          | Постоянно          | Постоянно          | Постоянно          | Постоянно          | Постоянно          | Постоянно          |
| Лэнс Хантер                        | Ник Блад                | «Тени»                                | Does not appear    | Постоянно          | Постоянно          | Does not appear    | Гость              | Does not appear    | Does not appear    |
| Бобби Морс                         | Эдрианн Палики          | «Курица в волчьем доме»               | Does not appear    | Постоянно[b]       | Постоянно[b]       | Does not appear    | Does not appear    | Does not appear    | Does not appear    |
| Альфонсо «Мак» МаккензиS           | Генри Симмонс           | «Тени»                                | Does not appear    | Повт.              | Постоянно          | Постоянно          | Постоянно          | Постоянно          | Постоянно          |
| Линкольн Кэмпбелл                  | Люк Митчелл             | «Загробье»                            | Does not appear    | Повт.              | Постоянно          | Does not appear    | Does not appear    | Does not appear    | Does not appear    |
| Холден Рэдклифф                    | Джон Ханна              | «Сингулярность»                       | Does not appear    | Does not appear    | Повт.              | Постоянно          | Does not appear    | Does not appear    | Does not appear    |
| Елена «Йо-Йо» РодригесS            | Наталия Кордова-Бакли   | «На круги своя»                       | Does not appear    | Does not appear    | Повт.              | Повт.              | Постоянно          | Постоянно          | Постоянно          |
| Дик Шоу                            | Джефф Уорд              | «Ориентация»                          | Does not appear    | Does not appear    | Does not appear    | Does not appear    | Повт.              | Постоянно          | Постоянно          |
| Второстепенные персонажи           |                         |                                       |                    |                    |                    |                    |                    |                    |                    |
| Майк Питерсон Детлок               | Дж. Огаст Ричардс       | «Пилот»                               | Повт.              | Гость              | Does not appear    | Does not appear    | Гость              | Does not appear    | Does not appear    |
| Иэн Куинн                          | Дэвид Конрад            | «Актив»                               | Повт.              | Does not appear    | Does not appear    | Does not appear    | Гость              | Does not appear    | Does not appear    |
| Рейна                              | Рут Негга               | «Девушка в цветочном платье»          | Повт.              | Повт.              | Does not appear    | Does not appear    | Гость              | Does not appear    | Does not appear    |
| Виктория Хэнд                      | Саффрон Берроуз         | «Штаб»                                | Повт.              | Does not appear    | Does not appear    | Does not appear    | Does not appear    | Does not appear    | Does not appear    |
| Виктория Хэнд                      | Ракеле Шенк             | «Конец близок»                        | Does not appear    | Does not appear    | Does not appear    | Does not appear    | Does not appear    | Does not appear    | Гость              |
| Дэвис                              | Максимилиан Осински     | «Восстановление»                      | Гость              | Does not appear    | Does not appear    | Гость              | Повт.              | Повт.              | Гость              |
| Анна Уивер                         | Кристин Адамс           | «Дурное влияние»                      | Гость              | Повт.              | Does not appear    | Does not appear    | Does not appear    | Does not appear    | Does not appear    |
| Джон Гарретт Ясновидец             | Билл Пэкстон            | «Т.А.И.Т.И.»                          | Повт.              | Does not appear    | Does not appear    | Does not appear    | Does not appear    | Does not appear    | Does not appear    |
| Джон Гарретт Ясновидец             | Джеймс Пэкстон          | «Украденный»                          | Does not appear    | Does not appear    | Does not appear    | Does not appear    | Does not appear    | Does not appear    | Гость              |
| Антуан Триплетт                    | Б. Дж. Бритт            | «Т.А.И.Т.И.»                          | Повт.              | Повт.              | Does not appear    | Гость              | Does not appear    | Does not appear    | Does not appear    |
| Гленн Тэлбот Гравитон              | Эдриан Пасдар           | «Провидение»                          | Гость              | Повт.              | Повт.              | Повт.              | Повт.              | Does not appear    | Does not appear    |
| Кёниги                             | Пэттон Освальт          | «Провидение»                          | Гость              | Повт.              | Does not appear    | Гость              | Does not appear    | Does not appear    | Гость              |
| Кэлвин Джонсон                     | Кайл Маклахлен          | «Начало конца»                        | Гость              | Повт.              | Does not appear    | Does not appear    | Does not appear    | Does not appear    | Does not appear    |
| Вернер Райнхардт / Дэниел Уайтхолл | Рид Даймонд             | «Тени»                                | Does not appear    | Повт.              | Гость              | Does not appear    | Гость              | Does not appear    | Does not appear    |
| Сунил Бакши                        | Саймон Кассианидис      | «Тени»                                | Does not appear    | Повт.              | Does not appear    | Гость              | Does not appear    | Does not appear    | Does not appear    |
| Карл Крил                          | Брайан Патрик Уэйд      | «Тени»                                | Does not appear    | Гость              | Гость              | Does not appear    | Повт.              | Does not appear    | Does not appear    |
| Кара Паламас Агент 33              | Майя Стоян              | «Дружба и влияние на людей»           | Does not appear    | Повт.              | Does not appear    | Does not appear    | Does not appear    | Does not appear    | Does not appear    |
| Дзяйин                             | Дичен Лакмэн            | «То, что мы хороним»                  | Does not appear    | Повт.              | Does not appear    | Does not appear    | Does not appear    | Does not appear    | Гость              |
| Гордон                             | Джейми Харрис           | «То, чем они стали»                   | Does not appear    | Повт.              | Does not appear    | Does not appear    | Does not appear    | Does not appear    | Does not appear    |
| Гордон                             | Фин Аргус               | «После, до»                           | Does not appear    | Does not appear    | Does not appear    | Does not appear    | Does not appear    | Does not appear    | Гость              |
| Эндрю Гарнер Лэш                   | Блэр Андервуд           | «Один из нас»                         | Does not appear    | Гость              | Повт.              | Does not appear    | Does not appear    | Does not appear    | Does not appear    |
| Эндрю Гарнер Лэш                   | Мэттью Уиллиг           | «Законы природы»                      | Does not appear    | Does not appear    | Повт.              | Does not appear    | Гость              | Does not appear    | Does not appear    |
| Роберт Гонсалес                    | Эдвард Джеймс Олмос     | «Любовь во время Гидры»               | Does not appear    | Повт.              | Does not appear    | Does not appear    | Does not appear    | Does not appear    | Does not appear    |
| Алиша Уитли                        | Алисия Вела-Бэйли       | «Шрамы»                               | Does not appear    | Гость              | Повт.              | Does not appear    | Does not appear    | Does not appear    | Does not appear    |
| Кибо                               | Дез Кроуфорд            | «Спасите наши души»                   | Does not appear    | Гость              | Повт.              | Does not appear    | Does not appear    | Does not appear    | Does not appear    |
| Розалинд Прайс                     | Констанс Зиммер         | «Законы природы»                      | Does not appear    | Does not appear    | Повт.              | Does not appear    | Does not appear    | Does not appear    | Does not appear    |
| Лютер Бэнкс                        | Эндрю Ховард            | «Законы природы»                      | Does not appear    | Does not appear    | Повт.              | Does not appear    | Does not appear    | Does not appear    | Does not appear    |
| Джоуи Гутьеррес                    | Хуан Пабло Раба         | «Законы природы»                      | Does not appear    | Does not appear    | Повт.              | Does not appear    | Does not appear    | Does not appear    | Does not appear    |
| Вернер фон Штрукер                 | Спенсер Трит Кларк      | «Предназначение в машине»             | Does not appear    | Does not appear    | Повт.              | Does not appear    | Повт.              | Does not appear    | Does not appear    |
| Гидеон Малик                       | Пауэрс Бут              | «Среди нас скрывается…»               | Does not appear    | Does not appear    | Повт.              | Does not appear    | Does not appear    | Does not appear    | Does not appear    |
| Гидеон Малик                       | Кэмерон Палатас         | «Потерянный рай»                      | Does not appear    | Does not appear    | Гость              | Does not appear    | Does not appear    | Does not appear    | Гость              |
| Гийера                             | Марк Дакаскос           | «Многие главы одной истории»          | Does not appear    | Does not appear    | Повт.              | Does not appear    | Does not appear    | Does not appear    | Does not appear    |
| Полли Хинтон                       | Лола Глодини            | «Пространство-время»                  | Does not appear    | Does not appear    | Гость              | Does not appear    | Повт.              | Does not appear    | Does not appear    |
| Дж. Т. Джеймс Адское пламя         | Аксель Уайтхед          | «Потерянный рай»                      | Does not appear    | Does not appear    | Повт.              | Гость              | Does not appear    | Does not appear    | Does not appear    |
| АндерсонS                          | Александр Рэйт          | «Потерянный рай»                      | Does not appear    | Does not appear    | Гость              | Гость              | Does not appear    | Does not appear    | Does not appear    |
| Натаниэль Малик                    | Джоэл Дэбни Кортни      | «Потерянный рай»                      | Does not appear    | Does not appear    | Гость              | Does not appear    | Does not appear    | Does not appear    | Does not appear    |
| Натаниэль Малик                    | Томас Э. Салливан       | «Форель в молоке»                     | Does not appear    | Does not appear    | Does not appear    | Does not appear    | Does not appear    | Does not appear    | Повт.              |
| Пайпер                             | Бриана Венскус          | «Провалившиеся эксперименты»          | Does not appear    | Does not appear    | Гость              | Гость              | Повт.              | Повт.              | Гость              |
| Аида «Офелия» Мадам Гидра          | Мэллори Дженсен         | «Вознесение»                          | Does not appear    | Does not appear    | Гость              | Повт.              | Does not appear    | Does not appear    | Does not appear    |
| Робби Рейес Призрачный гонщик      | Гэбриел Луна            | «Призрак»                             | Does not appear    | Does not appear    | Does not appear    | Повт.              | Does not appear    | Does not appear    | Does not appear    |
| Гейб Рейес                         | Лоренцо Джеймс Хенри    | «Призрак»                             | Does not appear    | Does not appear    | Does not appear    | Повт.              | Does not appear    | Does not appear    | Does not appear    |
| Люси Бауэр                         | Лилли Бёрдселл          | «Призрак»                             | Does not appear    | Does not appear    | Does not appear    | Повт.              | Does not appear    | Does not appear    | Does not appear    |
| Джеффри Мейс ПатриотS              | Джейсон О’Мара          | «Встречайте нового босса»             | Does not appear    | Does not appear    | Does not appear    | Повт.              | Does not appear    | Does not appear    | Does not appear    |
| Эллен Надир                        | Парминдер Награ         | «Восстание»                           | Does not appear    | Does not appear    | Does not appear    | Повт.              | Does not appear    | Does not appear    | Does not appear    |
| Бёрроуз                            | Патрик Кавана           | «Восстание»                           | Does not appear    | Does not appear    | Does not appear    | Повт.              | Does not appear    | Does not appear    | Does not appear    |
| Элай Морроу                        | Хосе Суньига            | «Позволь погреться у твоего огня»     | Does not appear    | Does not appear    | Does not appear    | Повт.              | Does not appear    | Does not appear    | Does not appear    |
| Антон Иванов Главный               | Зак Макгоуэн            | «Горячая картошка»                    | Does not appear    | Does not appear    | Does not appear    | Повт.              | Гость              | Does not appear    | Does not appear    |
| Хоуп Маккензи                      | Джордан Ривера          | «Идентичность и изменение»            | Does not appear    | Does not appear    | Does not appear    | Повт.              | Does not appear    | Does not appear    | Does not appear    |
| Инок                               | Джоэл Стоффер           | «Конец света»                         | Does not appear    | Does not appear    | Does not appear    | Гость              | Повт.              | Повт.              | Повт.              |
| Тесс                               | Ив Харлоу               | «Ориентация»                          | Does not appear    | Does not appear    | Does not appear    | Does not appear    | Повт.              | Does not appear    | Does not appear    |
| Касиус                             | Доминик Рэйнс           | «Ориентация»                          | Does not appear    | Does not appear    | Does not appear    | Does not appear    | Повт.              | Does not appear    | Does not appear    |
| Синара                             | Флоранс Февр            | «Ориентация»                          | Does not appear    | Does not appear    | Does not appear    | Does not appear    | Повт.              | Does not appear    | Does not appear    |
| Грилл                              | Пруитт Тейлор Винс      | «Ориентация»                          | Does not appear    | Does not appear    | Does not appear    | Does not appear    | Повт.              | Does not appear    | Does not appear    |
| Флинт                              | Кой Стюарт              | «Потраченная жизнь»                   | Does not appear    | Does not appear    | Does not appear    | Does not appear    | Повт.              | Гость              | Гость              |
| Хейл                               | Кэтрин Дент             | «Перемотка»                           | Does not appear    | Does not appear    | Does not appear    | Does not appear    | Повт.              | Does not appear    | Does not appear    |
| Руби                               | Дав Кэмерон             | «Все удобства дома»                   | Does not appear    | Does not appear    | Does not appear    | Does not appear    | Повт.              | Does not appear    | Does not appear    |
| Ковас                              | Питер Менса             | «Комплекс дьявола»                    | Does not appear    | Does not appear    | Does not appear    | Does not appear    | Повт.              | Does not appear    | Does not appear    |
| Маркус Бенсон                      | Барри Шабака Хенли      | «Недостающие детали»                  | Does not appear    | Does not appear    | Does not appear    | Does not appear    | Does not appear    | Повт.              | Does not appear    |
| Джако                              | Уинстон Джеймс Фрэнсис  | «Недостающие детали»                  | Does not appear    | Does not appear    | Does not appear    | Does not appear    | Does not appear    | Повт.              | Does not appear    |
| Снежинка                           | Брук Уильямс            | «Недостающие детали»                  | Does not appear    | Does not appear    | Does not appear    | Does not appear    | Does not appear    | Повт.              | Does not appear    |
| Пакс                               | Мэтт О'Лири             | «Недостающие детали»                  | Does not appear    | Does not appear    | Does not appear    | Does not appear    | Does not appear    | Повт.              | Does not appear    |
| Малахи                             | Кристофер Джеймс Бейкер | «Страх и ненависть на планете Китсон» | Does not appear    | Does not appear    | Does not appear    | Does not appear    | Does not appear    | Повт.              | Does not appear    |
| Айзель                             | Каролина Выдра          | «Я же говорил»                        | Does not appear    | Does not appear    | Does not appear    | Does not appear    | Does not appear    | Повт.              | Does not appear    |
| Уилфред «Фредди» Малик             | Даррен БарнетНил Бледсо | «Новая сделка»                        | Does not appear    | Does not appear    | Does not appear    | Does not appear    | Does not appear    | Does not appear    | Повт.              |
| Люк                                | Тобайас Джелинек        | «Новая сделка»                        | Does not appear    | Does not appear    | Does not appear    | Does not appear    | Does not appear    | Does not appear    | Повт.              |
| Дэниел Суза                        | Энвер Джокай            | «Пришельцы-коммунисты из будущего!»   | Does not appear    | Does not appear    | Does not appear    | Does not appear    | Does not appear    | Does not appear    | Повт.              |
| Сивилла                            | Тамара Тейлор           | «Пришельцы-коммунисты из будущего!»   | Does not appear    | Does not appear    | Does not appear    | Does not appear    | Does not appear    | Does not appear    | Повт.              |
| Кора                               | Дайян Доан              | «После, до»                           | Does not appear    | Does not appear    | Does not appear    | Does not appear    | Does not appear    | Does not appear    | Повт.              |

a. ↑ В пятом сезоне Далтон появляется в качестве приглашённой звезды в эпизоде «Реальная сделка», используя архивные кадры.
b. ↑ Во втором сезоне Палики начала сезон в качестве повторяющейся приглашённой звезды. Она была повышена до основного актёрского состава с эпизодом «Последствия».
S. ↑ Эти персонажи и актёры появляются в сериале «Агенты „Щ.И.Т.“: Йо-Йо».

## Главные герои

### Фил Колсон
Филлип «Фил» Колсон (актёр — Кларк Грегг) — агент «Щ.И.Т.», ответственный за проект Т.А.И.Т.И., предназначенный для возвращения потенциального мёртвого Мстителя к жизни с помощью препарата, полученного из древнего трупа инопланетянина. После его смерти в «Мстителях» Фьюри воскресил Колсона с помощью Т.А.И.Т.И. и заменил его воспоминания о проекте. Колсон собирает команду агентов, и они путешествуют по миру, занимаясь новыми странными делами. За это время «Гидра», как выяснилось, проникла в «Щ.И.Т.», что привело к уничтожению последнего. Фьюри назначает Колсона новым директором «Щ.И.Т.» и поручает ему перестроить агентство «правильным способом». Колсон вступает в романтические отношения с Розалиндой Прайс, лидером анти-нелюдской правительственной целевой группы, вплоть до её смерти от рук Гранта Уорда, одного из бывших агентов Колсона. Он мстит, раздавливая грудь Уорда своей протезной рукой. После подписания Заковианского договора, «Щ.И.Т.» вновь узаконен, и всё ещё официально мёртвый Колсон заменён на посту директора. В виртуальной реальности Скелета Колсон рассказывает об опасностях, которые представляют нелюди. Позже обнаруживается, что Фил Колсон умирает из-за побочного эффекта от присутствия в нём Призрачного гонщика во время финальной битвы с Аидой. После финальной битвы с усиленным гравитонием Гленном Тэлботом, Колсон уходит, чтобы дожить свои последние дни на Таити с Мэй.

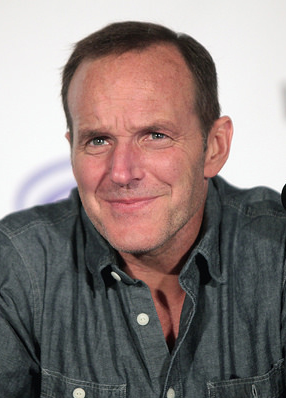
Кларк Грегг

Фил Колсон был создан для «Железного человека»; он был первым агентом «Щ.И.Т.», представленным в КВМ, и его роль исполнил Грегг, который играл персонажа в нескольких других фильмах КВМ и Marvel One-Shots. На New York Comic Con 2012 года было объявлено, что Грегг сыграет главную роль Колсона в «Агентах „Щ.И.Т.“», несмотря на смерть персонажа в «Мстителях». В апреле 2013 года Грегг сказал, что он нашёл объяснение создателя Джосса Уидона о воскрешении Колсона «увлекательным» и «верным миру комиксов и мифологии в целом». О том, будет ли воскресший Колсон таким же, как до его смерти, Грегг сказал: «Я думаю, что если бы он не прошёл через какие-то изменения, это не было бы хорошо». После того, как Колсона повысили до директора «Щ.И.Т.», Грегг сказал: «Он вроде как получил работу своей мечты, о которой я даже не думаю, что он когда-либо мечтал, что ему дадут… это потребует от него немного продвинуться в направлении более прагматичной фигуры, такой как Ник Фьюри». Обсуждая развитие персонажа Колсона в течение трёх сезонов, исполнительный продюсер Джеффри Белл сказал: «В первом сезоне Колсон избил бы Уорда, а затем перекинул бы его через плечо, вернул бы его на Землю и запер его. Во втором сезоне Колсон победил бы его и оставил там, на другой планете, на произвол судьбы», в то время как в третьем сезоне Колсон сделал паузу, когда портал на Землю уже закрывался, чтобы потратить время на убийство Уорда. Говоря о заключительном эпизоде пятого сезона, в котором Колсон уходит, чтобы дожить свои последние дни на Таити, Грегг сказал: «Я так понимаю, что Фила Колсона больше нет в живых. Его вернули, он действительно ясно дал понять, что не хочет, чтобы сверхъестественные меры применялись снова. Мне всегда казалось, что он думал почти так, как будто его здесь не должно было быть… Я не думаю, что есть реальный выкуп за тот факт, что эта сделка, которую он заключил с Призрачным гонщиком, убивает его тело». Грегг также отметил, что он разговаривал с шоураннерами сериала о том, чтобы появиться в той или иной форме в шестом сезоне, так как был некоторый интерес к его включению.

#### Сержант / Пачакутик
Сержант (актёр — Кларк Грегг) — человек, похожий на Фила Колсона; даже имеющий ту же ДНК. Он ведёт группу наёмников, состоящую из Джако, Пакса и Снежинки, на Землю с миссией, связанной с нападением на людей, одержимых инопланетными паразитами. Затем они совершили налёт на технологическую компанию Дика Шоу, чтобы нацелиться на самого Дика, что заканчивается тем, что Сержант и Снежинка убегают с Мэй, в то время как Джако и Пакс задержаны. После того, как ей пришлось убить другого заражённого паразитом человека, Мэй узнаёт, что Сержант — долгоживущий инопланетянин, который возглавлял свою группу в охоте на паразитов, называемых Сорокопутами, которые уничтожали миры от имени их создателя, и что Сержант намерен остановить их раз и навсегда. Мэй одолевает Сержанта и Снежинку, забирает их машину и едет обратно к Маяку. В то время как он и его группа находятся под стражей в «Щ.И.Т.е», Сержант раскрывает, что создатель Сорокопутов, Айзель, уничтожила его планету и его семью, что привело его на путь мести. После его неудачной попытки взорвать башню Сорокопутов и захватить корабль Айзель, Сержанта задерживает «Щ.И.Т.». Мэй появляется в его камере и стреляет в него, будучи одержимой Айзель. После выздоровления и исцеления Сержант освободился от своих оков и противостоит Айзель, где находится генератор гравитония, удерживающий силы Ди’Алл. Сержант остаётся в замешательстве, когда Айзель утверждает, что он из нематериального мира, как и она, и что «семья» — это воспоминания Колсона о его команде. Затем Сержант вспоминает, что его настоящее имя Пачакутик и что он просто обладает телом-клоном Колсона, которое было создано силами Ди’Алл и отправлено на сто лет в прошлое на его с Айзель родную планету. Несмотря на это, он всё ещё верит, что Айзель его враг, хотя он неосознанно начинает проявлять силы. После столкновения с Дейзи и полного осознания его способностей выяснилось, что следы Колсона лежат внутри Сержанта, и что он хочет умереть, прежде чем причинит вред кому-либо ещё. Когда дело дошло до драки с Айзель, Сержант вспомнил, кто и что он такое, и ударил Мэй своим мечом, отправляя её на другую сторону в качестве знака. Затем он сразился с Маком и Дейзи, когда была раскрыта его истинная форма. Как только Мэй вернулась с другой стороны и ударила Айзель мечом, Дейзи ошеломила его своими способностями, чтобы Мак смог уничтожить Пачакутика его мечом.

#### Фил Колсон (ЖСМ Хроником)
После смерти Айзель и Сержанта, Инок и Симмонс создали Жизнеспособную модель Фила Колсона, улучшенную с помощью технологии хроникомов, используя остатки предыдущих ЖСМ и воспоминания о Колсоне, сохранённые в Скелете. Получив информацию о том, что произошло с тех пор, он присоединяется к команде, чтобы остановить изменение истории хроникомами. По пути он в полной мере использует своё улучшенное тело, чтобы пережить повреждения, которые не смог бы пережить ни один человек, такие как уничтожение корабля хроникомов-охотников и сохранение своего разума в энергосистеме, прежде чем его команда сможет построить ему новое тело. Через год после победы над хроникомами ЖСМ Колсона получает машину своего варианта, Лолу, и путешествует по миру.

### Мелинда Мэй
Мелинда Цяолян Мэй (актриса — Минг-На Вен) — пилот и эксперт по вооружению «Щ.И.Т.», прозванная «Кавалерией», вопреки её желанию, после миссии в Бахрейне, в которой она спасла всю команду «Щ.И.Т.» от беглого нелюдя. Без ведома «Щ.И.Т.а», она сделала это, убив молодую девушку по имени Катя Белякова. Всё ещё пытаясь справиться с этим событием спустя годы, Мэй соглашается понаблюдать за своим старым другом и партнёром Колсоном для Ника Фьюри, отчитываясь перед последним и ища потенциальные побочные эффекты проекта Т.А.И.Т.И. в первом. Когда Колсон становится новым директором «Щ.И.Т.», Мэй выступает в качестве его заместителя и со временем начинает проходить мимо событий Бахрейна и даже развивать семейные отношения с такими персонажами, как Скай. К середине пятого сезона у неё начинаются отношения с Филом Колсоном. После борьбы с усиленным гравитонием Гленном Тэлботом, Мэй присоединяется к Колсону в его последние дни на Таити. В шестом сезоне она помогает справляться с угрозами, связанными с группой Сержанта и Айзель, хотя в процессе она получает тяжёлое ранение. После того, как Симмонс оживила её в седьмом сезоне, Мэй обнаруживает, что обрела способности к эмпатии, которые она использует во время финальной битвы с хроникомами, чтобы загрузить эмпатию в хроникомов-охотников. Год спустя Мэй становится преподавателем в Академии Колсона в «Щ.И.Т.е», а Флинт — одним из её учеников.

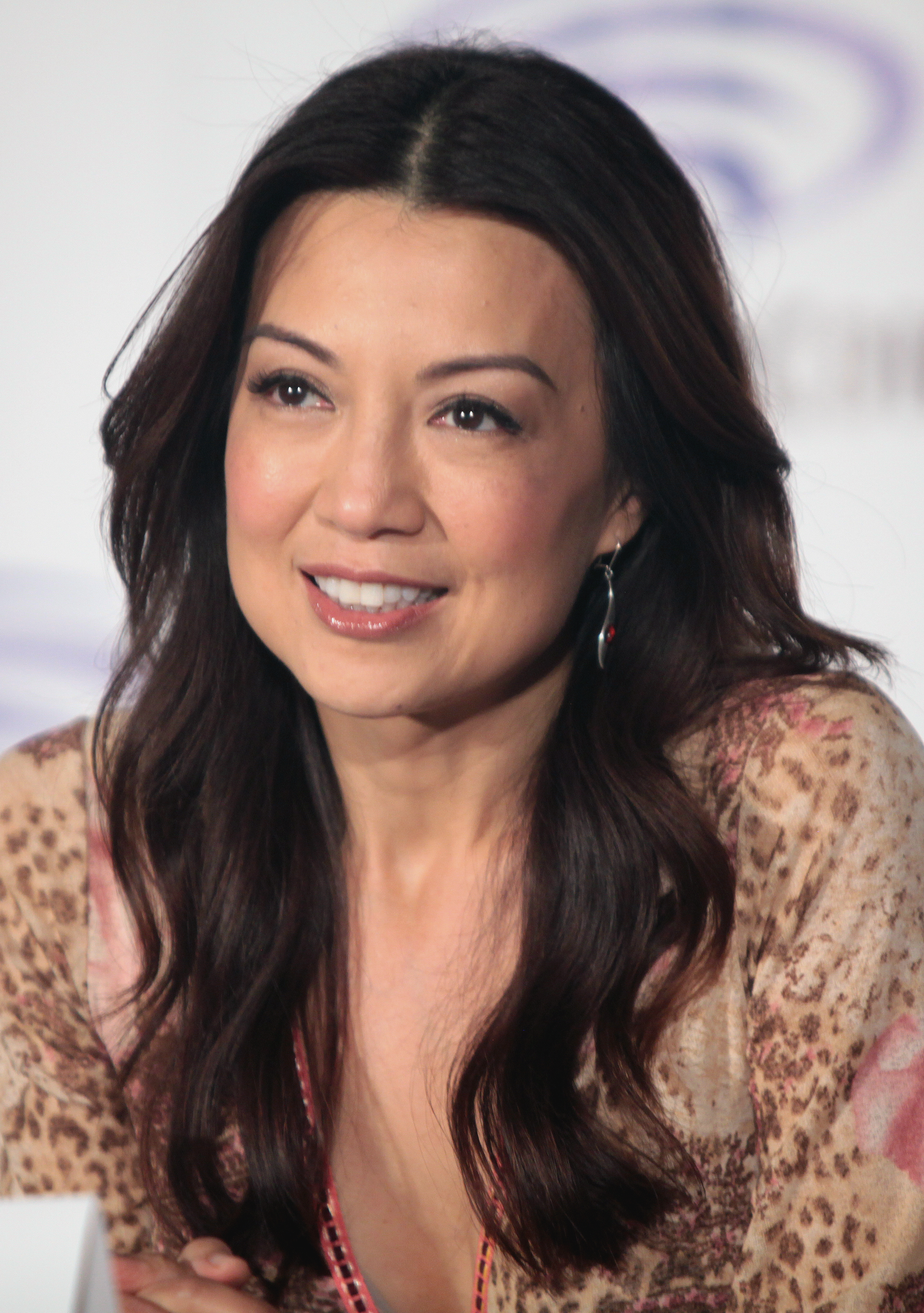
Минг-На Вен

Вен была на «переднем крае» в списках продюсеров, желавших, чтобы она появилась в сериале, и после общего собрания добивалась её появления;:24 В октябре 2012 года Вен получила роль Мэй. У Уидона был персонаж, который первоначально был указан с именем агент Алтея Райс на листах кастинга, который в течение долгого времени «крутился у него в голове». При подготовке к роли Вен «рассказали пару предысторий» о Мэй, но ей было сложно играть персонажа, которого уважают окружающие, когда аудитория не знает почему, заявив: «Это вызов во многих смыслах… Я использую кое-что из своего личного опыта, когда мы были травмированы или сильно разочарованы». Когда прошлое Мэй было раскрыто в «Мелинде», Вен назвала это «опустошительным», объяснив: «Она была замужем, она была влюблена в Эндрю, у неё была работа, в которой она преуспевала, любила и верила — так что её мир был довольно совершенным… Узнав, что она должна была сделать для блага многих… Я могу понять, почему это так сильно травмировало бы её и заставило отступить». Рубашка Мэй такого же синего цвета, как у многих агентов «Щ.И.Т.» в «Мстителях», таких как Мария Хилл, чтобы обеспечить некоторую непрерывность между её униформой и униформой, установленной в фильмах. Остальная часть её костюма вдохновлена военными лётными костюмами, включая кожаный жилет и брюки с эластичными вставками, которые помогают в бою.
После премьеры сериала Вен поддразнила персонажем, сказав, что «она очень наблюдательна, и всякий раз, когда она хочет внести свои два цента, это то, что вам стоит послушать и как бы обратить внимание… Она медленно приспосабливается к части группы и снова находится в поле». Говоря о причинах, по которым Мэй осталась в «Щ.И.Т.е», Вен объяснила: «Дружба Мэй и…верность и её любовь к Колсону [удерживают её там]. Может быть, не романтическая [любовь], это просто действительно — это трудно описать — это связь, она нерушима, и она будет присматривать за Колсоном, заботиться о нём и помогать ему во всём, что ему нужно на данном этапе его жизни… Она хочет быть рядом с ним, и если это послужит «Щ.И.Т.у», на самом деле это просто более или менее побочный эффект». Вен признала, что Мэй развивает отношения со Скай в течение сериала, переходя от мысли о Скай как о «ком-то, кого она не хотела видеть в команде, и не понимала, почему Колсон хотел её», до «желания, чтобы Скай была лучшим агентом, которым она может быть». Обнаружив, что Скай — нелюдь, Вен заявила, что «это похоже на то, когда у вас есть ребёнок или ваша дочь, теряющая контроль или связывающаяся с ситуациями или людьми, в которых вы не уверены. У тебя больше нет контроля. Это очень страшно. Для Скай, будучи неизвестным существом, Мэй всё ещё питает надежду. Она надеется, что обучение с ней поможет ей контролировать её новые способности, но никогда не знаешь наверняка. Иногда сила превосходит всё остальное».
О том, как Мэй справляется с тем, что её бывший муж Эндрю стал убийцей-нелюдем Лэшем, Вен сказала: «Она пришла к пониманию, что это было то, что он не мог контролировать. Предательством может быть то, что он не поделился с ней информацией о том, что с ним случилось. Я думаю, она понимает, что в некотором смысле он был напуган и пытался защитить их отношения и делал всё это по неправильным причинам. Я думаю, в конечном счёте, агент Мэй как бы отключается, когда дело доходит до Лэша и Эндрю на данный момент. Вот почему она перенаправляет всю свою энергию обратно в «Щ.И.Т.», снова находясь рядом с Колсоном. Вот где она чувствует себя наиболее комфортно». Вен далее описала Мэй как «нетрадиционно материнскую… она заботится о Симмонс и действительно верит, что ей нужно быть в состоянии защитить себя, она очень, очень беспокоится о благополучии семьи».
Вен получила номинации в категориях «Любимая актриса в новом телесериале» на 40-й церемонии People’s Choice Awards и «Любимая звезда телевидения — семейное шоу» на 29-й церемонии Kids’ Choice Awards. TVLine также назвал Вен «Исполнительницей недели» за неделю 12 апреля 2015 года за её выступление в эпизоде «Мелинда», особенно за её изображение Мэй в сценах-флэшбэках.

### Грант Уорд
Грант Дуглас Уорд (актёр — Бретт Далтон), сын политиков, подвергался жестокому обращению со стороны своих родителей и старшего брата Кристиана в детстве. После попытки убить Кристиана, спалив их дом дотла, Грант встречает Джона Гарретта, двойного агента «Гидры» в «Щ.И.Т.е», который обучает Гранта быть квалифицированным агентом. Позже, будучи назначенным в команду Колсона в качестве мускула группы и специалиста по мокрухе, Грант раскрывается как агент «Гидры», когда эта организация раскрывается миру, и после смерти Гарретта становится заключённым «Щ.И.Т.а». Будучи влюблённым в своего бывшего товарища по команде Скай, Грант сбегает из-под стражи, очевидно, убивает Кристиана и их родителей и проникает в «Гидру», чтобы Скай могла встретиться со своим отцом. Несмотря на это, Скай восстаёт против Уорда и стреляет в него, и он убегает только с помощью бывшего агента «Щ.И.Т.» Кары Паламас, с которой у него складываются романтические отношения. Он случайно убивает Паламас, когда она маскируется под Мэй, и, обвиняя «Щ.И.Т.», решает захватить «Гидру», теперь лишённую лидера. Объединив усилия с одним из предыдущих лидеров «Гидры», Гидеоном Маликом, Уорд отправляется через портал на чужую планету в поисках древнего нелюдя Улья, но там его убивает Коулсон. Это позволяет Улью использовать тело Уорда в качестве носителя.
В Скелете, созданном Холденом Рэдклиффом, он является бойфрендом Джонсон и коллегой-агентом «Гидры». Выяснилось, что он всё ещё является двойным агентом, теперь работающим на сопротивление Нелюдей, из-за его вербовки Викторией Хэнд.

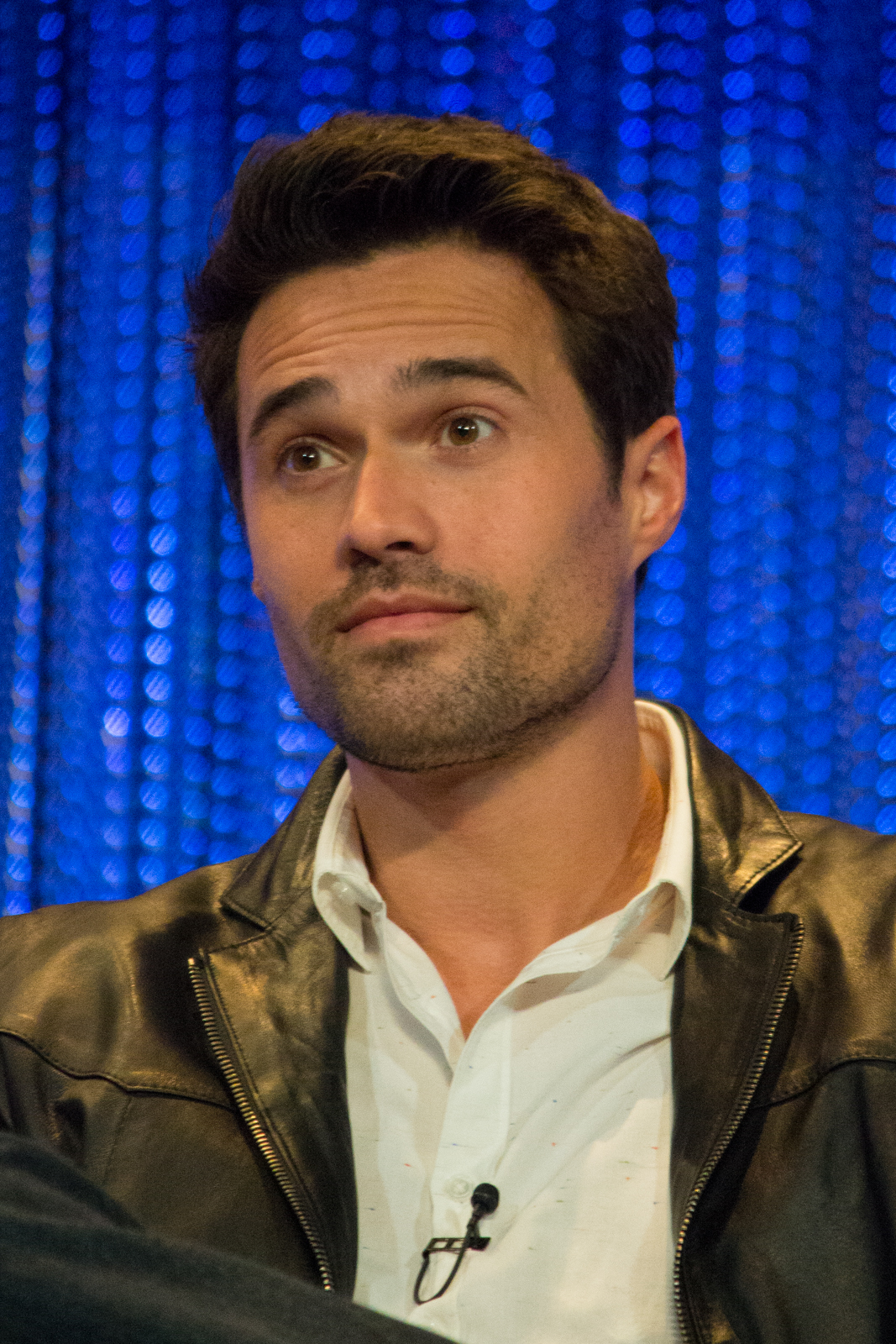
Бретт Далтон

Далтон получил роль в ноябре 2012 года. С момента создания сериала было решено, что Грант Уорд будет предателем, причём исполнительный продюсер Джед Уидон сказал: «Поскольку [события фильма „Первый мститель: Другая война“] являются проникновением, основанным на предательстве в массовом масштабе, мы хотели, чтобы это было в малом масштабе, и это был действительно личный удар кинжалом в сердце». Первоначальные костюмы Уорда были вдохновлены Джейсоном Борном и Итаном Хантом, и его внешний вид был основан исключительно на функциях, и с приглушённой цветовой палитрой, отражающей его серьёзное отношение. После того, как Уорд был разоблачён как член «Гидры» и стал заключённым «Щ.И.Т.а», Далтон отрастил бороду для персонажа, объяснив, что «Щ.И.Т.» не предоставит заключённому бритву, «так что просто получилось, что у меня есть борода, и бороды могут иметь своего рода злой оттенок». Остин Лайон изображает молодого Уорда.
Я думаю, что то, что мне дали, было просто огромной возможностью сыграть кого-то более сложного, более интересного, более опасного, более страшного, чем Уорд. В каком-то смысле я играю двух разных персонажей
Далтон описал Уорда, когда он впервые появился в сериале, как «парня, которому можно доверять, который засучил рукава, выполнил всю тяжёлую работу и на самом деле не ставил под сомнение авторитет. Вы знаете, специалист по оценке рисков по книге». Хотя в конечном итоге выяснилось, что Уорд был самозванцем «Гидры», Далтон отметил, что это не обязательно означает, что отношения, которые персонаж построил со своей командой в «Щ.И.Т.е», не были подлинными, поскольку работа под прикрытием означала ослабление его бдительности, чтобы заставить других персонажей доверять ему, открываясь для этих отношений, несмотря на его скрытые мотивы.

После смерти Гарретта был задан вопрос: «Кто такой [Грант Уорд], если ему никто не говорит, что делать?» Далтон ответил, что «он действительно хорошо выполняет команды. Он может делать и принимать трудные решения, и иногда он может совершать неприятные поступки во имя чего-то, во что, как ему кажется, он верит. Но… Я не думаю, что Уорд сам знает ответ на этот вопрос». Далтон назвал персонажа «подстановочным знаком», так как он был предан Гарретту как отцовской фигуре, а не «Гидре», «и он больше заботился о своих товарищах по команде, а не о команде», позже уточнив, что «Это не совсем хороший парень, это не совсем плохой парень. Это не попытка снова связаться с „Щ.И.Т.ом“, это не попытка связаться с „Гидрой“. Он действительно на своём собственном пути. Он живёт по своему кодексу в данный конкретный момент жизни». Объясняя отношения Уорда с Паламас, Далтон заявил 
Когда они только начали эти отношения, я подумал, что они два человека, которые испытали нечто подобное, выполняя приказы, а затем обнаруживают, что не знают, кто они такие, когда кто-то не говорит им, что делать… Но на самом деле это [переросло] во что-то гораздо более сложное, чем это. Там есть отношения между учителем и учеником, а также то, что кажется по-настоящему романтическими отношениями. Вы видите нас по-настоящему влюблёнными в кабине, и от этого всех вокруг тошнит. В некотором смысле у нас самые здоровые отношения из всех других динамик в шоу, и это о чём-то говорит, потому что Уорд не из тех, кто бывает влюблённым. Интересно, что сейчас у него, вероятно, самые стабильные отношения из всех существующих.
 Когда Уорд случайно убивает Паламас в финале второго сезона, Далтон сказал, что «Это влияет на него глубоко и надолго. В нём была частичка человечности, и всегда была возможность и мысль, что он может быть искуплён… После смерти Кары — это на самом деле от моих рук — после всего времени, усилий и энергии, которые были вложены в эти отношения, это превращает его. Вы видите это в его глазах… Вся эта история с завершённостью всплывает снова и снова. В мире так много завершённости, которой необходимо достичь. Он хочет исправить много несправедливости, поэтому мы видим кого-то решительного, кто знает, кто он такой, и говорит: „Хорошо, если ты хочешь называть меня плохим парнем, буду плохим парнем“.»
Говоря о монологе, который Уорд произносит в «Мавете», Далтон отметил, что некоторые зрители подумали, что Уорд звучит как «возрождённый, набожный, не в своём уме человек в тот момент», но Далтон чувствовал, что это был «настоящий момент для Уорда, когда он на самом деле чувствует, что есть нечто большее, чем месть, и все эти мелкие эмоции; на самом деле есть нечто большее, чем то, частью чего он является». После смерти Уорда позже в эпизоде, Джеффри Белл обсудил, рассматривали ли авторы когда-либо возможность искупления персонажа, сказав: «Ни один персонаж не слишком высок, чтобы упасть, или слишком низок, чтобы быть искуплённым, теоретически… но для того, чтобы кто-то был искуплён, им нужно попросить прощения, или хотеть быть искупленными… [Уорд] никогда не чувствовал, что ему нужно извиняться за то, что он сделал». Далтон вернулся в сериал в четвёртом сезоне, чтобы изобразить Уорда в Скелете. Далтон чувствовал, что возвращение к персонажу в этом качестве позволило ему «наконец-то получить арку героя, которую заслуживает Грант Уорд».
Далтон победил в номинации «Breakout Star» на премии Teen Choice Awards 2014. Персонаж Гранта Уорда собрал поклонников, а группа, известная как «Воины Уорда», часто использует хэштег «Standwithward» в социальных сетях. Далтон был удивлён тем, что люди «похоже, стоят рядом с Уордом, что бы он ни делал… есть люди, которые, кажется, просто следуют за этим персонажем, куда бы он ни пошёл. Я думаю, что это блестяще… В сериале нет такого персонажа, как он, и я бы сказал, даже в каноне Marvel». В качестве «отклика» этим фанатам, Паламас говорит «Я всегда буду с Уордом» в финале второго сезона, что Далтон назвал «завещанием фанатам, этой невероятно преданной фанатской базе, которая теперь повлияла на сценарий нашего шоу».

### Улей
Улей (от лат. Alveus) — один из первых нелюдей, паразит, который может соединяться с разумами других нелюдей и контролировать их, а также питаться людьми или овладевать ими. Крии создали его из охотника майя (актёр — Джейсон Гловер), чтобы он возглавил армию нелюдей против человечества, но в конечном итоге Улей спровоцировал восстание, объединив людей и нелюдей, чтобы изгнать Крии с Земли. Вскоре фракция последователей Улья, которые боялись его власти, изгнала его через портал на планету Мавет, где он уничтожил целую цивилизацию за несколько веков. В конце концов он выжил только благодаря человеческим жертвоприношениям, посланным через портал последователями и их потомками, всё ещё верными ему — «Гидрой». Улей убегает обратно через портал в наше время, завладев телом Гранта Уорда. Он сохраняет воспоминания обо всех телах, в которых он обитал, включая теперь брата лидера «Гидры» Гидеона Малика Натаниэля, и наказывает Гидеона за то, что он принёс в жертву Натаниэля, убив его дочь Стефани, прежде чем взять под контроль Джонсон, в которую был влюблён Уорд, и использовать её, чтобы убить Гидеона. Затем Улей предпринимает шаги, чтобы воссоздать первоначальный эксперимент Крии, который его создал, планируя использовать боеголовку для распространения патогена по всему миру и превращения всех людей в примитивных нелюдей. Он уничтожен, когда «Щ.И.Т.» заманивает его в квинджет с боеголовкой и взрывает его в космосе.
Что так здорово в [Уорде], так это то, что он начинал как один из хороших парней, как один из первоначальной команды. И вот мы, совершаем полный круг, и он находится на совершенно противоположной стороне этого. Он не просто один из плохих парней — он самый плохой парень!…У меня такое чувство, что мне приходилось играть трёх персонажей.
Основанный на Улье, «генетическом эксперименте, созданном „Гидрой“» в комиксе «Secret Warriors», Улей овладевает трупами сначала Уилла Дэниелса, а затем Гранта Уорда в шоу, причём Диллон Кейси и Бретт Далтон изображают соответствующие ожившие тела. Джейсон Гловер ненадолго появляется в качестве оригинальной человеческой форме Улья, в то время как Далтон изображает истинную, созданную с помощью CGI нелюдскую форму Улья с помощью захвата движения. По поводу того, что Улей овладел телом Уорда, Уидон объяснил, что Уорд «некоторое время был плохим парнем, и я подумал, что это хороший способ усилить этого персонажа… там всё ещё есть воспоминания. Так что в нём всё ещё есть аспект человека, которого мы полюбили ненавидеть, но мы хотели придать ему немного больше энергии, и мы хотели дать Бретту ещё один вызов, где он должен изменить своего персонажа».

Истинная форма Улья, изображённая Далтоном с помощью захвата движения

Далтон стремился подражать героине Мерил Стрип из фильма «Дьявол носит Prada», которая никогда не говорила выше «разговорного уровня…Она не била себя в грудь и не убеждалась, что все знают, какая она сильная, она просто была такой». Далтон также изменил свой голос, чтобы представить воспоминания Уилла Дэниелса и Натаниэля Малика «совсем немного. Я пытался изменить свой голос там, я пытался изменить даже свой уровень выражения там, потому что я должен был направлять кого-то совершенно другого». Далтон назвал пальто, которое Улей носит позже в третьем сезоне «знаковым и вневременным», отметив, что «мода не была на переднем плане в сознании [Уорда]», в то время как Улей более театрален, «красочен без особых усилий».
Конечная цель Улья — «связь», причём Далтон сказал: «У всех этих нелюдей есть цель. Улей обнаруживает, что его цель связана с тем, чтобы каким-то образом соединить всех нелюдей. То, что мы видим — это попытка Улья выполнить то, что он считает своей судьбой…эта отчаянная потребность соединиться». Грегг назвал Улья «идеальным злодеем для этого шоу, потому что он несёт с собой воспоминания, желания, ненависть и планы Уилла и Гранта Уорда. В то же время у него гораздо более глубокая, масштабная повестка дня, которой тысячи лет, и она породила „Гидру“». Далтон описал его как «выживальщика», который «не думает о мелочах. Этот человек существует слишком долго, чтобы думать о чём-то другом, кроме глобальных понятий». Он видел в этом фундаментальное различие между персонажем и Уордом, который «просто становится целеустремлённым и одержимым одной вещью за раз… Улей — это противоположность. Он видит каждое движение на шахматной доске. Это то, что мы видим с точки зрения мышления Улья. Речь идёт о своего рода новом мировом порядке». О том, насколько сильно воспоминания тех, в чьих телах обитает Улей, влияют на персонажа, Далтон сказал: «Всё дело в мотивациях…вы видите вспышку этого. Это почти как увидеть своего ребёнка. Там есть проблески тебя… но опять же, это не я».
Далтон понял, что Улей не будет долго участвовать в шоу, когда он принял эту роль, и что «самый большой плохиш», скорее всего, не продержится так долго, как «антигерой», такой как Уорд. По поводу финальной сцены Улья в финале третьего сезона Далтон отметил, что персонажу не было бы смысла делать что-либо, кроме как размышлять: «Это всё равно, что смотреть в огонь. Каким-то образом правда выходит наружу. Ты смотришь на Землю, чувак. Это так далеко. И вы получите представление о вещах. Для Улья, он пытался изменить всё это и всех, кто там был… Я думаю, что есть большое раскаяние [в том, что он не смог] достичь этой связи и сделать всё то, что [он] хотел сделать. Но было и принятие».

### Скай / Дейзи Джонсон / Дрожь
Дейзи Джонсон (актриса — Хлоя Беннет) родилась в Китае в семье Кэлвина Джонсона и его жены-нелюдя Дзяйин, но вскоре была похищена агентами «Щ.И.Т.» и воспитана монахинями как сирота. Взяв имя «Скай», она стала опытной хактивисткой, выступающей против таких организаций, как «Щ.И.Т.». Это привело к её связи с Колсоном, который решил завербовать её и поручить Уорду, а затем Мэй, обучить её быть грозным полевым агентом. После воссоединения со своим отцом Скай решает прогнать его, зная, что он монстр и убийца, хотя его желания, чтобы она исполнила своё предназначение — открыв свои Нелюдские способности, — исполняются, когда она непреднамеренно вступает в контакт с Туманами Терригена, которые дают ей способности, вызывающие землетрясения. Скай вскоре встречает Дзяйин, которая помогает Скай контролировать свои способности. Лояльность Скай проверяется, когда Дзяйин пытается начать войну с «Щ.И.Т.ом», и она в конечном итоге встаёт на сторону «Щ.И.Т.а». Теперь, используя своё имя при рождении, Джонсон формирует команду «Щ.И.Т.а», состоящую из Нелюдей, названную Секретные воины. После краткого общения с Ульем и наблюдения за тем, как Линкольн Кэмпбелл, с которым у неё сложились романтические отношения, жертвует собой ради неё, Джонсон покидает «Щ.И.Т.» и становится известной публике как мощный линчеватель «Дрожь». Позже она возвращается в «Щ.И.Т.» после боя с Элаем Морроу в четвёртом сезоне сериала. Во время путешествие во времени, чтобы помешать хроникомам изменить историю в седьмом сезоне, она вступает в отношения с агентом Дэниелом Сузой и обнаруживает, что у неё была старшая сводная сестра Кора, которая умерла в первоначальной линии времени. После того как Дейзи помогла более ранней версии Коры присоединиться к команде, она продолжает работать с ней и Сузой через год после победы над хроникомами.

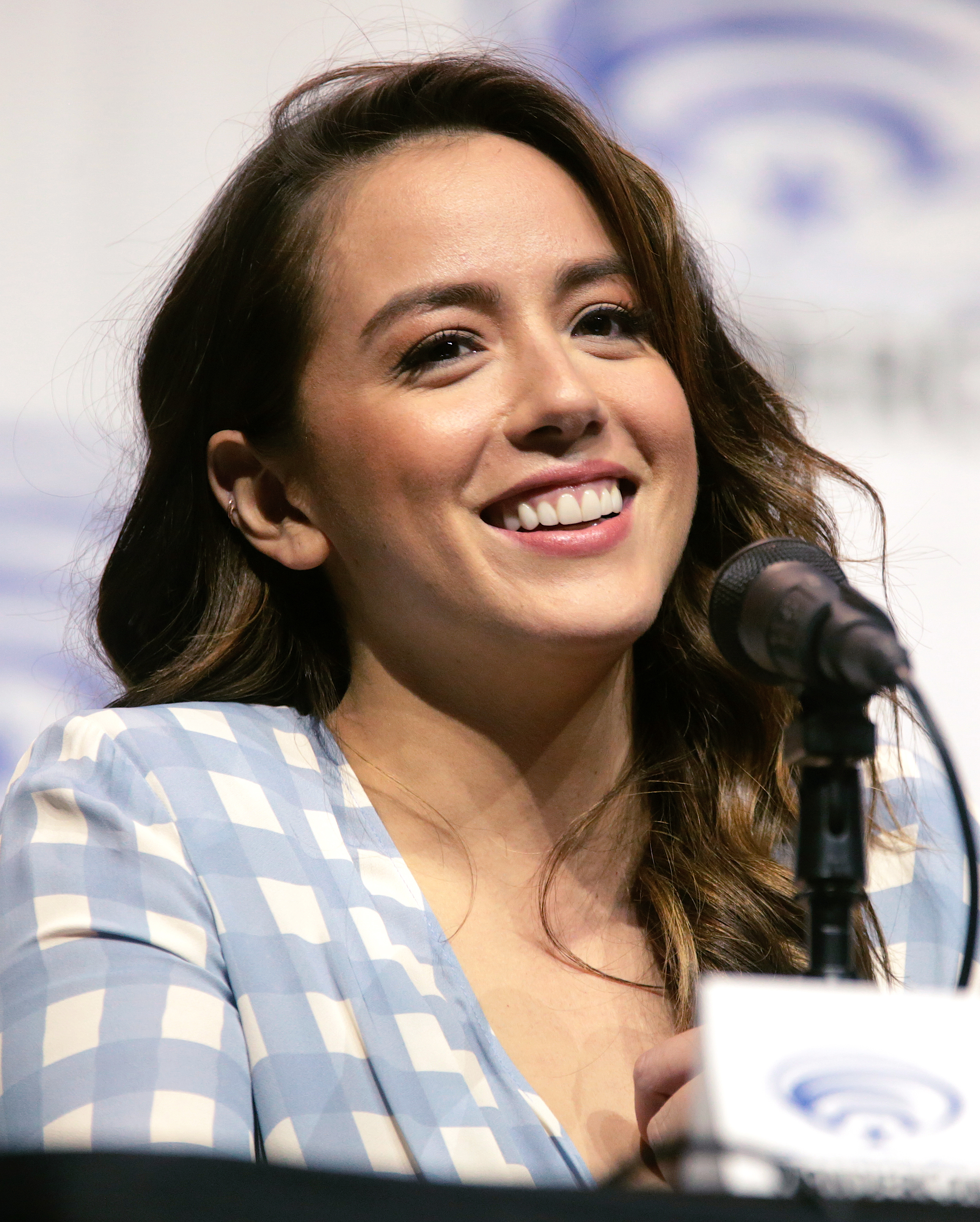
Хлоя Беннет

Дейзи Джонсон была создана Брайаном Майклом Бендисом и Габриэле Дель’Отто для «Secret War» #2. Когда персонаж Скай была представлена в сериале, всегда предполагалось, что она будет версией Джонсон в КВМ, как объяснила исполнительный продюсер Морисса Танчароен: «Всегда есть ряд разрешений, но мы всегда знали, что хотим превратить Скай во что-то другое. Дейзи Джонсон была главной героиней, на которую мы хотели пойти. Мы получили подтверждение об этом очень рано, так что с тех пор мы идём по этому пути». Беннет была выбрана на роль Скай в декабре 2012 года из более чем 400 актрис, которые прослушивались на эту роль. Танчароен заявила: «Со Скай мы искали горячую девушку, с которой каждый парень хочет тусоваться, и которой вроде как хочет быть каждая девушка». Беннет описала себя как «технологически неумелую», стремясь выучить термины, необходимые для изображения Скай, поскольку она хорошо разбирается в технологиях. Беннет также начала брать уроки бокса, чтобы подготовиться к этой роли.:25 В отличие от версии из комиксов, Скай — Нелюдь; Джед Уидон объяснил, что «Мы создали для неё другое происхождение… мы объединили эти две идеи вместе ещё и потому, что там есть такие бешеные фанаты, что если мы будем придерживаться оригинальных сюжетных моментов из комиксов, они будут чуять сюжетные моменты за много миль. Эти два фактора привели нас к другому представлению о том, как она получила свои способности». Во время сцены боя, снятой одним кадром, в эпизоде «Грязные полдюжины» Беннет сломала руку и закончила второй сезон без гипса.
Первоначальный дизайн костюма Скай был предназначен для того, чтобы она была знакомой и понятной зрителю, вдохновляясь блогами уличного стиля, но поскольку во втором сезоне она стала более опытным агентом «Щ.И.Т.», она получила более тактическую экипировку. В третьем сезоне Беннет подстригла волосы, чтобы продолжить превращение своего персонажа в Дейзи Джонсон, как она изображена в комиксах, хотя она не подстригла волосы так коротко, как её версия из комиксов; Беннет объяснила, что «у версии Дейзи Джонсон из комиксов очень короткие волосы в стиле Майли Сайрус. Мы хотели остаться верными персонажу из комиксов, которую любят фанаты; я хотела угодить им, но также убедиться, что в волосах всё ещё есть какое-то движение, длина и сексуальность». Беннет также получила супергеройский костюм для третьего сезона, снова приблизив персонажа к версии из комиксов. Фоули чувствовала, что «одной из самых важных вещей было то, что символ был включён в её костюм, но особенно на рукавицах, а также на задней части её костюма, что было забавным небольшим штрихом, который мы добавили. Что касается силуэта, мы хотели остаться верными комиксам и отдать дань уважения этим оригинальным дизайнам. Я также хотела включить золотой цвет, который я видела на некоторых иллюстрациях её костюма в комиксах, вот почему у нас есть золотые линии, которые мы видим на костюме. Наконец, лично для меня я хотела сделать кивок в сторону её тактического образа из прошлого сезона, поэтому, если вы посмотрите на линии стиля вокруг верхней части костюма, вы увидите, что они похожи на её тактический капюшон из 2 сезона». Костюм был «сделан из набивного EuroJersey, который хорошо подходит для этих костюмов, потому что он растягивается в четыре стороны, что даёт Хлое возможность двигаться и выполнять свои трюки… Но в её костюме гораздо больше кожи, чем в некоторых других». Legacy Effects создала культовые перчатки Джонсон из комиксов, сделав их «из гибких материалов, окрашенных в цвет металла», чтобы никто не пострадал во время трюков.
Беннет, говоря о приверженности Скай к «Щ.И.Т.у», заявила, что «Я думаю, что в начале она пришла в „Щ.И.Т.“, думая, что это была правительственная штука типа ЦРУ, где они не для людей и их мотивы не были хорошими. Но на протяжении всего [первого] сезона, будучи в команде и видя, что происходит, она действительно узнала, почему существует „Щ.И.Т.“. Это действительно делается для защиты людей, и цель, стоящая за организацией, чиста… Я думаю, она находит параллель между „Щ.И.Т.ом“ и Колсоном, и я думаю, что именно поэтому она так глубоко предана этому делу». Уточняя это, Беннет сказала: «У неё всегда была эта невысказанная связь с Колсоном, это очень близкие отношения между отцом и дочерью, где ясно, что любовь, которую они испытывают друг к другу, проявляется очень заботливо».
Переходя ко второму сезону, Беннет отметила по поводу персонажа: «Я думаю, что она всегда будет носить своё сердце на рукаве, но я думаю, что сейчас она намного умнее, если в этом есть какой-то смысл. Я не думаю, что она из тех людей, которые могут наполовину превзойти что-либо, и это включает в себя эмоции. Если она что-то чувствует, значит, она что-то чувствует. Но она знает, как лучше это контролировать». Говоря об изменениях в персонаже после того, как выяснилось, что она была Дейзи Джонсон и Нелюдем, Танчароен сказала: «С этим открытием придут некоторые последствия, особенно в её отношениях со всеми вокруг неё, особенно с Колсоном… Излишне говорить, что для неё это будет очень сложное, эмоциональное путешествие. У нас есть возможность в телевизионном шоу по-настоящему исследовать это эмоциональное путешествие. Что это значит теперь, когда у неё есть такая способность? Хочет ли она этого?» Объясняя некоторые из этих изменений в персонаже, Беннет заявила, что «Я обязательно постараюсь, чтобы Дейзи из первого сезона сплелась с новой, крутой Дейзи… [но] она сильно изменилась. Она вошла в организацию „Щ.И.Т.“, ненавидя такие организации, как „Щ.И.Т.“, и теперь она является воплощением „Щ.И.Т.а“. Она верит во всё, во что они верят».
Обсуждая, как персонаж становится лидером Секретных воинов, Беннет сказала: «Что делает её таким хорошим лидером, так это то, через что она прошла, поэтому она может общаться со всеми в команде, и у неё действительно так много сочувствия, и это то, что мне нравится, когда я играю её. Она действительно искренне заботится обо всех так глубоко, и это тяжело сказывается на ней, потому что она, очевидно, прошла через эту большую Нелюдскую перемену… И поэтому я думаю, что делает её таким хорошим… нетрадиционным лидером то, что она действительно всё ещё учится, и я думаю, что это так реалистично, что лидеры — это почти как когда ты вырастаешь и понимаешь, что твои родители — просто люди, воспитывающие детей». Вен отметила, как персонаж «превратился из такого анти-истеблишмента во внезапно ставшего кем-то, кто хочет создать учреждение, которое помогло бы и улучшило мир», на что Беннет сказала: «Она была потеряна в течение очень долгого времени, она была сиротой, и она хотела найти своих родителей, и вдруг она это делает, и это не то, чего она ожидала. Знаешь, когда твоя мама пытается тебя убить, а твой отец — Хайд. Так что она вроде как выросла в это».
Вступая в четвёртый сезон, Беннет чувствовала, что после событий заключительного эпизода третьего сезона Джонсон оказалась «в более тёмном месте. Она в трауре. Она так заботится о команде, что ей кажется, что она защищает их, как бы отталкивая их, потому что я думаю, что она чувствует, что всё плохое происходит вокруг неё, и она не может не создавать проблем. Её способ заботиться о людях, о которых она заботится — это как бы отталкивать их, что… не есть самое лучшее». Она также добавила, что физически Джонсон будет не в лучшей форме, так как она больше не находится под наблюдением «Щ.И.Т.а», «содержащего и помогающего мне развивать свои способности», так что будут «последствия от её использования этих способностей и… злоупотребления своим телом».
Беннет получила номинации в категориях «Любимая актриса телевидения» и «Любимая звезда телевидения — семейное шоу» на 28-й и 29-й церемониях премии Kids’ Choice Awards соответственно.

### Лео Фитц
Леопольд «Лео» Джеймс Фитц (актёр — Иэн Де Кэскер) принят в команду Колсона в качестве специалиста по инженерным и оружейным технологиям и обеспечивает техническую поддержку команды на протяжении всего первого сезона. У него тесная связь с агентом Симмонс, так как они оба вместе окончили академию «Щ.И.Т.а». В конце первого сезона он признаётся Симмонс в своих чувствах, прежде чем чуть не погибнуть в попытке спасти её. Оставшись с тяжёлым повреждением головного мозга, Фитц борется с технологиями и речью, но со временем снова становится полноправным членом команды. Когда его сознание погружается в Скелет, Фитц становится «Доктором», безжалостным вторым во главе «Гидры», и вступает в отношения с Мадам Гидрой. Этот опыт меняет его, сохраняя воспоминания об этой другой жизни и оставляя его преследуемым своими прошлыми действиями. После того, как Инок отправляет его команду в будущее через Монолит, он помогает Фитцу добраться туда в капсуле циростазиса, прежде чем помочь им вернуться в настоящее, после чего Фитц и Симмонс женятся. Во время финальной битвы с Гленном Тэлботом, усиленным гравитонием, Фитц смертельно ранен. Пока Дейзи и Симмонс ведут поиски криогенно замороженного Фитца в космосе, Инок преждевременно освобождает его, когда они подвергаются нападению. В конце концов они воссоединяются с Симмонс, но хроникомы захватывают их и заставляют понять, как путешествовать во времени. Однако Инок спасает их и помогает им построить машину времени, чтобы они могли спасти своих друзей и помешать хроникомам изменить историю. Год спустя Фитц и Симмонс уходят на пенсию из «Щ.И.Т.а», чтобы они могли растить свою дочь Алию.

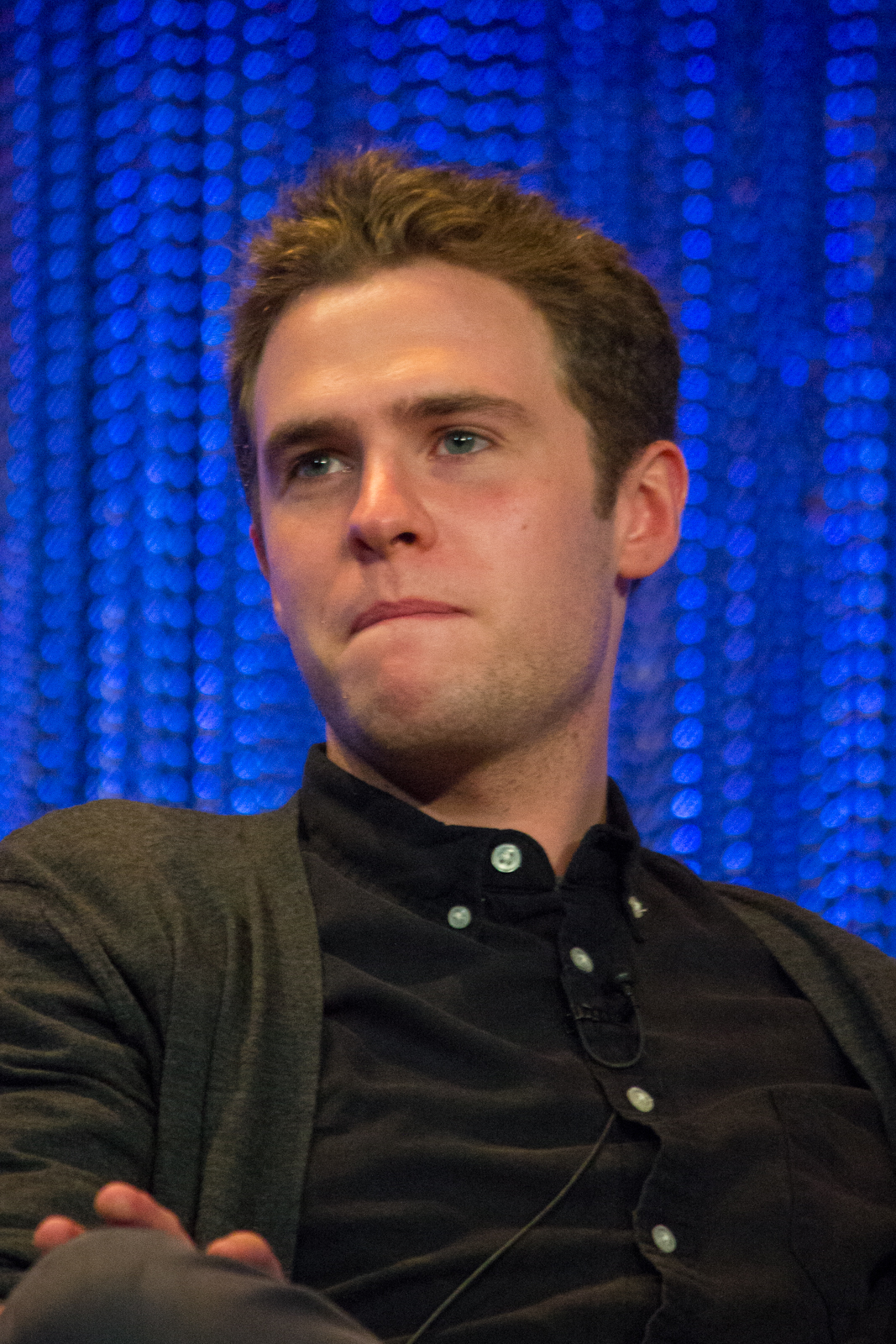
Иэн Де Кэскер

В ноябре 2012 года Иэн Де Кэскер получил роль Лео Фитца. Продюсеры знали о Де Кэскере по его работе над сериалом BBC Three «Призраки». Первоначально предполагалось, что Фитц будет более дерзкой личностью, но он превратился в «неуверенного в себе гения», как только Де Кэскер получил эту роль.:26 После травм, полученных персонажем в конце первого сезона, сериал начал заниматься травмой головного мозга, как объяснил Де Кэскер: «С самого начала, ещё до того, как я узнал об этом, у сценаристов была идея, и они провели много исследований с врачами. Когда я узнал об этом, я провёл собственное исследование и сопоставил его вместе. Это просто то, что никогда не следует упрощать. Травма головного мозга — это реальная и серьёзная вещь для многих людей, поэтому мы просто должны постоянно относиться к ней с уважением. Мы всё время говорим об этом. Даже если вы этого не видите или это не очевидно, в наших головах всегда есть что-то, что мы продолжаем делать. Это осознание того, что вы никогда не станете полностью лучше, речь идёт о том, чтобы принять новую сторону себя и заставить её работать в мире, в котором вы находитесь. Я предполагаю идею лечения — я не знаю, может ли это произойти». Для дизайна костюмов Фитца Фоули старалась сделать так, чтобы его одежда отражала его индивидуальность, не «становясь слишком клишированным… мы пытаемся воспроизвести его „стиль наследия“… используя классические детали дизайна, такие как пейсли и кожаные нашивки на локтях, и смешивая их с различными пледами».
Де Кэскер, описывая персонажа, сказал, что «у Фитца такой забавный характер. Он очень увлечён тем, что делает. Поэтому в те моменты, когда… Я не думаю, что он тот, кто действительно очень быстро реагирует на эмоции; он на самом деле не так хорошо понимает эмоции». У Фитца много взаимодействия с Симмонс в сериале, и Де Кэскер объясняет: «Мой персонаж, он инженер, поэтому он занимается компьютерной и технической стороной всего. Он поглощён этим миром, и он очень тесно сотрудничает с Симмонс, которая занимается биохимией. У них такая странная химия, и они просто очень странно подходят друг другу». Что касается меняющейся динамики с течением времени между Фитцем и Симмонс, Де Кэскер сказал: «Я полагаю, что с начала второго сезона до середины сезона они стали намного сильнее как личности, я думаю. Но я думаю, что они всё ещё заботятся друг о друге и очень нуждаются друг в друге, и они также лучше работают вместе, когда они вместе. Но я думаю, что есть много вещей, которые ещё не были сказаны и, надеюсь, выйдут наружу, некоторые конфликты, которые всё ещё кипят».
Несмотря на то, что он был объявлен как член основного актёрского состава в седьмом сезоне, Де Кэскер не появляется в первых десяти эпизодах, так как он был занят в другом проекте, когда начались съёмки сезона. Он впервые появляется в сценах-флэшбэках в эпизоде «Прекрасный новый день», и он был указан в качестве приглашённой звезды за свое появление.
TVLine назвал Де Кэскера «Исполнителем недели» за неделю 27 сентября 2015 года за его выступление в эпизоде «Законы природы», особенно за финальную сцену эпизода.

#### Доктор
В четвёртом сезоне, когда сознание Фитца погружается в Скелет, виртуальную реальность, созданную Холденом Рэдклиффом, он становится «Доктором», также известным как Леопольд, безжалостным вторым во главе «Гидры», и он имеет отношения с Аидой, которая теперь носит имя Офелия / Мадам Гидра. Заняв должность Главы «Гидры» после выведения Аиды из строя, он создаёт для Аиды машину, чтобы стать реальным человеком, и «Щ.И.Т.» вытаскивает его Скелета, после чего Фитц травмирован своим поведением там в качестве Доктора.
Из-за множества стрессовых факторов в разных линиях времени в пятом и шестом сезонах, Фитц испытывает психический раскол, который позволяет его личности «Доктора» из Скелета временно всплыть на поверхность. В первой линии времени Фитц, по его приказу, приступает к диссекции Дейзи Джонсон, в то время как во второй линии времени Доктор влюбляется в личность Джеммы Симмонс.

### Джемма Симмонс
Джемма Энн Симмонс (актриса — Элизабет Хенстридж) принята в команду Колсона в качестве специалиста по наукам о жизни (как человеческим, так и инопланетным) и имеет тесную связь с агентом Фитцем, так как они оба вместе окончили академию «Щ.И.Т.а». Она растёт с недоверием ко всему инопланетному и сверхчеловеческому, но, несмотря на это, демонстрирует свою преданность Колсону, когда они сталкиваются с соперничающей фракцией «Щ.И.Т.а». После борьбы с нелюдями Симмонс поглощается монолитом Крии, порталом на чужую планету Мавет. Там она влюбляется в Уилла Дэниелса, который жертвует собой, чтобы она могла вернуться на Землю. Симмонс в конце концов отпускает Дэниелса, заводит отношения с Фитцем и в конце концов выходит за него замуж. После того, как Фитц был убит, Симмонс приняла участие в миссии по поиску сохранившегося тела, которое было у Инока. Они временно воссоединились до того, как хроникомы похитили их, чтобы заставить их придумать путешествие во времени, чтобы они могли спасти их родную планету. Однако Инок спасает их и помогает им спасти своих друзей, прежде чем построить машину времени, чтобы помочь им помешать хроникомам изменить историю. После успеха миссии Фитц и Симмонс уходят из «Щ.И.Т.а», чтобы растить свою дочь Алию.

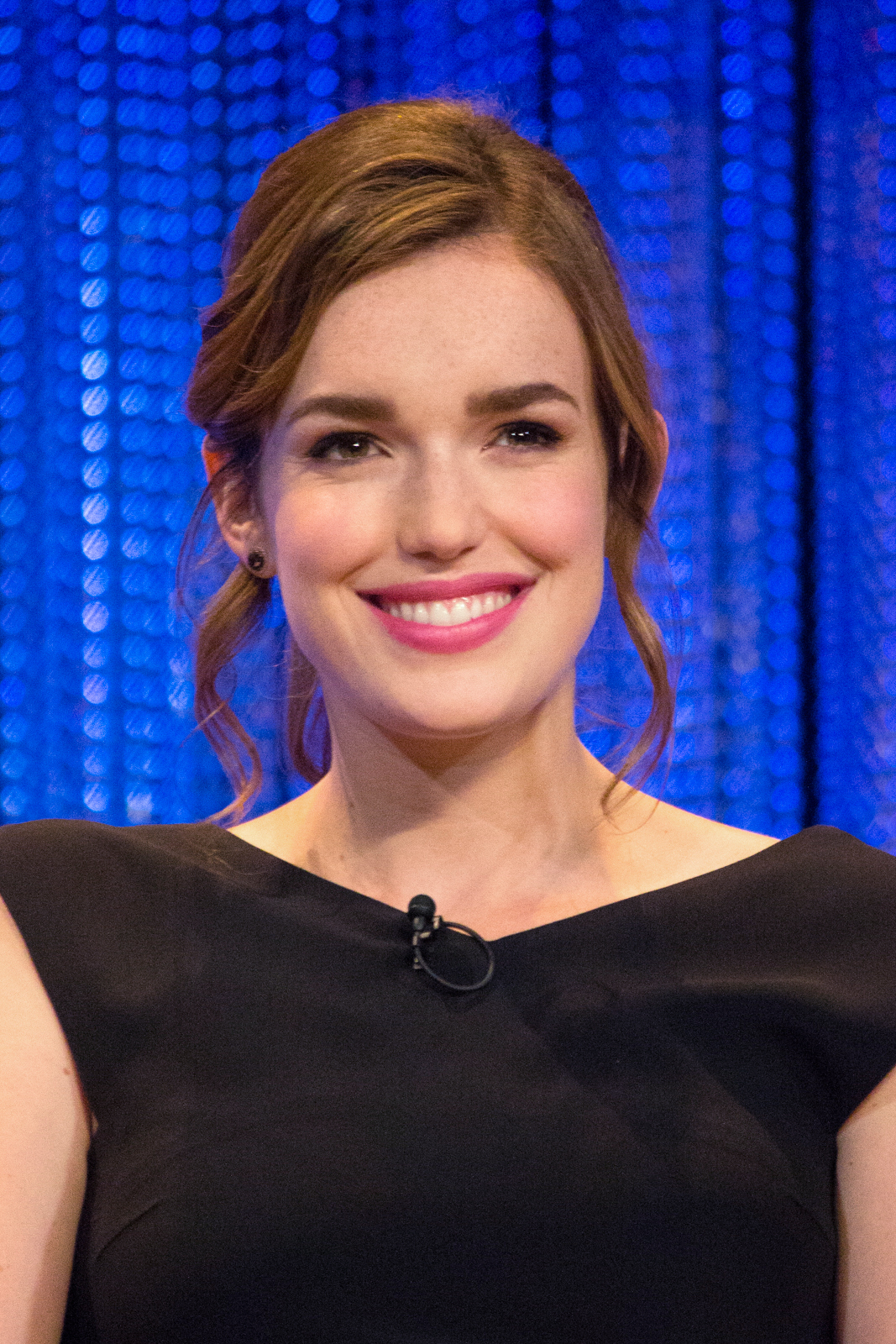
Элизабет Хенстридж

Хенстридж также получила роль в ноябре 2012 года. Персонаж изначально задумывался как «ворчливый беспокойный» в команде, но изменился, когда Хенстридж привнесла энтузиазм в роль, который искали продюсеры.:27 Она описала своего персонажа как «эксперта по биохимии. Она молода и голодна, и эту женщину замечательно играть, потому что она умна, сосредоточена и любопытна, и она не извиняется за это. У неё прекрасные отношения с Фитцем. Они как бы отскакивают друг от друга». После того, как во время премьеры второго сезона выяснилось, что Фитц просто воображал себе Симмонс в эпизоде, Хенстридж объяснила, что шоураннеры «говорят вам, что вам нужно знать, чтобы играть в своих сценах, ну а что-то после этого, не знаешь наверняка». Для дизайна костюмов Симмонс Фоули старалась сделать так, чтобы её одежда отражала её индивидуальность, не «становясь слишком клишированным… мы смешиваем жёсткое с мягким — мы сочетаем женские элементы, такие как воротнички Питера Пэна, шёлковые блузки и цветочные узоры с мужскими штрихами как галстуки». Ава Мирей изображает молодую Симмонс.
Хенстридж рассказала о том, что персонажи Фитца и Симмонс были разлучены в течение сериала, отметив, что они «никогда не были друг без друга. Когда вы видите их друг без друга, это придаёт совершенно новую динамику только им как персонажам, открывающим для себя, каково это — быть независимыми». По поводу вины Симмонс в повреждении мозга Фитца Хенстридж сказала: «Она чувствует огромную вину. Там происходит много эмоций. Многое из этого вращается вокруг Фитца и Уорда. Она испытывает сильный гнев и негодование по поводу сложившейся ситуации. Когда с кем-то, кого вы любите, случается что-то катастрофическое или возникает ситуация, которая затрагивает людей, которых вы любите больше всего, если вы впервые оказались в таком положении, вы никогда не знаете, что делать». Когда эти отношения развивались во втором сезоне, Хенстридж сказала: «Я не думаю, что они полностью осознают, насколько они далеки друг от друга. Там так много боли. Я не думаю, что они осознают, чем жертвуют, не выясняя этого». Говоря о более жёсткой стороне Симмонс, увиденной позже во втором сезоне, после раскрытия Нелюдей и последующей смерти агента Триплетта, Хенстридж объяснила, что в начале сериала Симмонс была «очень математичной», но на протяжении всего первого сезона «понимала, что это больше касается человеческих отношений и того, что значит спасти чью-то жизнь». Теперь, «у неё было травмирующее событие, и она сразу вернулась к тому, что она знает, пытаясь разделить всё на чёрно-белое», и поэтому «Это имеет смысл [для неё], если есть эти люди — называйте их как хотите; Нелюди — которые вызывают разрушение, и вы можете избавиться от них, тогда они больше не будут разрушением[sic]… Конечно, это не так» просто».
После того, как Симмонс застревает на планете Мавет в течение шести месяцев, она становится «совершенно другой», и Хенстридж описывает её как «определённо всё ещё её сущность — она не просто полностью меняется. Но она через многое прошла. Она ожесточилась. Ей пришлось столкнуться с вещами, которые она никогда бы не вообразила, в том числе в одиночку без Фитца, так что она определённо изменилась, стала сильнее и отчасти пострадала». Описывая отношения, которые Симмонс развивает с Дэниелсом на планете, и сравнивая их с Фитцем, Хенстридж сказала: «Это очень интуитивно. Это более первобытно и интенсивно. Это просто происходит от необходимости выживать во враждебной среде, имея только друг друга на всей планете. Ставки всегда так высоки, так что это более физическое, чем её отношения с Фитцем. ФитцСиммонс — это медленное развитие, на которое уходят годы и годы, и они связаны интеллектом, в то время как она и Уилл — это что-то вроде „мы против всего мира“». После того, как Дэниелс умирает, и Симмонс в конце концов уходит с Фитцем, последние двое консуммируют свои отношения после построения в течение нескольких сезонов. «Мы представляем, что они проводят утро после того, как много смеялись над тем, что только что произошло», — сказали Уидон и Танчароен, — «Мы хотим, чтобы их отношения были похожи на их дружбу, потому что все лучшие отношения именно так и выглядят. Так что, продвигаясь вперёд, хотя это изменение в их дружбе, мы надеемся, только углубит их связь, оно также неизбежно немного усложнит ситуацию».
TVLine назвал Хенстридж «Исполнительницей недели» за неделю 25 октября 2015 года за её выступление в эпизоде «4722 часов», особенно за то, что она сама вела эпизод.

### Лэнс Хантер
Лэнс Хантер (актёр — Ник Блад), лейтенант SAS, ставший наёмником, который присоединяется к после-Гидровскому «Щ.И.Т.у» по просьбе Колсона по рекомендации его бывшей жены Бобби Морс. Несмотря на бурные отношения с Морс, Хантер становится штатным агентом «Щ.И.Т.» и рискует своей жизнью, чтобы спасти её, когда её похищают. После инцидента в России, связанного с почти убийством премьер-министра Ольшенко, Хантер и Морс решают отречься от «Щ.И.Т.а», чтобы защитить Колсона и команду. Хантер продолжает заниматься наёмнической работой, и Фитц в конце концов обращается к Хантеру, чтобы он освободил его с базы генерала Хейл, выдавая себя за адвоката. Хантер помогает Фитцу спасти Колсона и команду, когда они переносятся в 2091 год, где их след привёл их к Иноку.

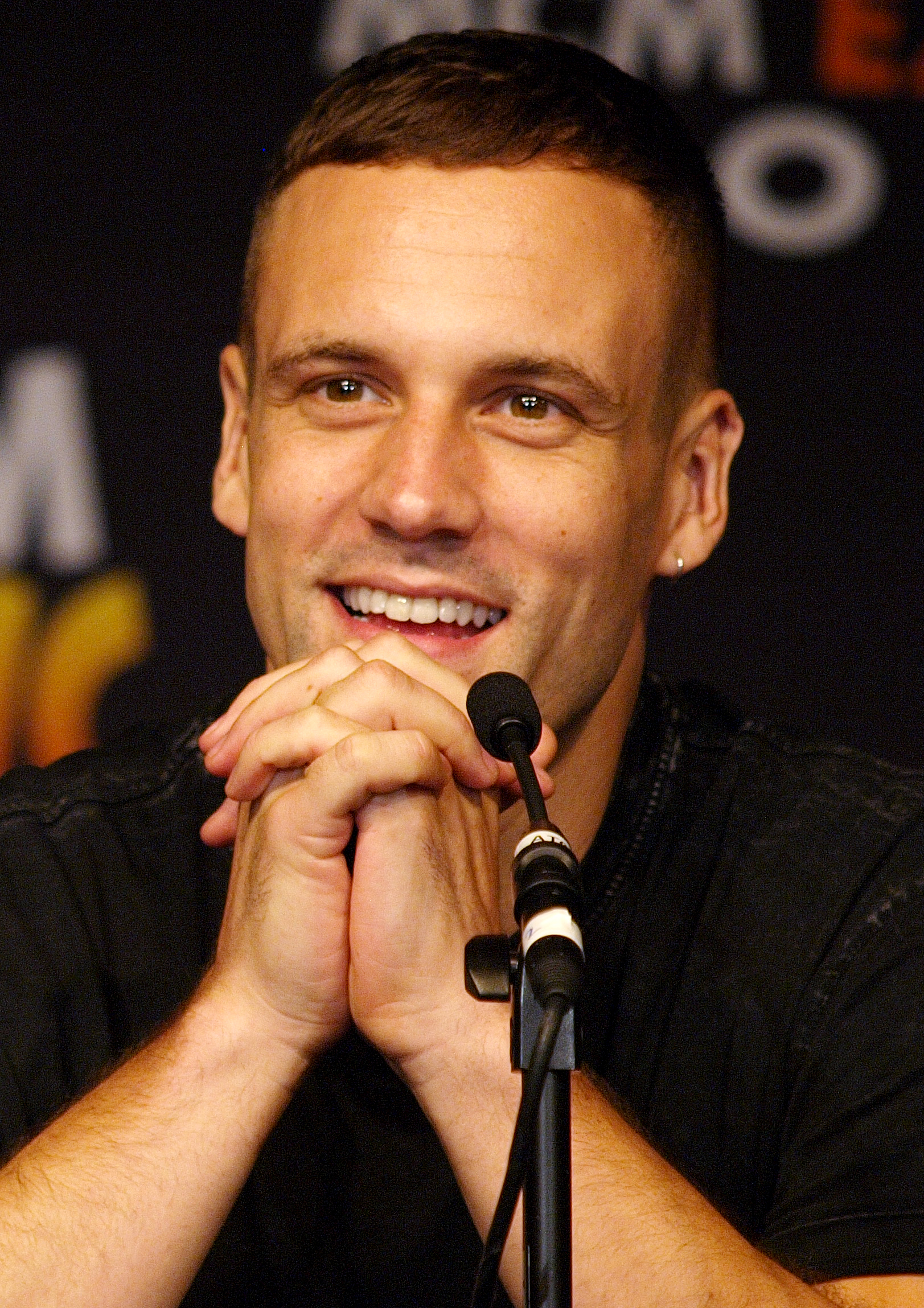
Ник Блад

Лэнс Хантер, созданный Гэри Фридриком в качестве британской версии Ника Фьюри для «Captain Britain Weekly», был утверждён в сентябре 2014 года в качестве члена основного состава второго сезона. Блад был объявлен как член актёрского состава на San Diego Comic-Con в 2014 году, где персонаж был описан не как агент «Щ.И.Т.», а как наёмник. По поводу присоединения его персонажа к актёрскому составу Блад объяснил, что «каждый отдельный персонаж, оригинальные персонажи, по-разному реагируют на [Хантера]. В целом я думаю, что они немного насторожены, немного подозрительны, [но также] немного удивлены им. Потому что самое приятное в том, что он пришёл в эту группу, это то, что Лэнса на самом деле не очень волнует, что люди думают о нём. Так что он очень похож на себя и чувствует себя в этом очень комфортно. Он не склоняется перед этикетом иерархии „Щ.И.Т.а“».
Говоря об интеграции Хантера в команду после предложения Колсона стать штатным агентом, Блад сказал: «Я чувствую, что Хантер, вероятно, всё ещё чувствует себя очень независимым, поэтому я не думаю, что он хотел бы признать, что он не посторонний, что он часть этого… Он не слишком уважает власть и титулы, особенно в этом мире, но я думаю, что он принимает каждое решение по мере его поступления. Если Колсон делает что-то, что он уважает, это всё хорошо. Если он этого не сделает, он что-нибудь скажет. Но я думаю, что он видит, что [Колсон] пытается поступать правильно, и в этом смысле он очень уважает его». Кроме того, по поводу периодических отношений Хантера с Морс, Блад сказал: «Я думаю, что динамика отличная. Я думаю, что это действительно хорошо, и в этом много правды о тех отношениях, которые у вас есть, где это вроде как „не могут жить друг с другом, не могут убивать друг друга“ и тому подобное». После того, как Хантер убивает человека в эпизоде «Разыскиваемый (Не)людь», Блад сказал: «Я думаю, что это, вероятно, в новьё для аудитории, чем для Хантера. Я думаю, что Хантер в своём прошлом, вероятно, совершил некоторые морально сомнительные поступки… не говоря уже о том, что он когда-либо был порочным, мстительным или аморальным человеком. Я думаю, что он просто переступил черту между правильным и неправильным».
Блад покинула сериал после эпизода третьего сезона «Шпионское прощанье», чтобы сняться в спин-оффе шоу «Особо опасные». Поскольку в мае 2016 года было принято решение не снимать этот сериал, в сентябре 2017 года было объявлено, что Блад вернётся к «Агентам „Щ.И.Т.“» в течение пятого сезона. О том, где был Хантер, когда он вернулся, чтобы помочь Фитцу добраться до 2091 года, чтобы спасти Колсона и команду, Блад сказал: «Он проделывал свои обычные трюки, выполнял какую-то наёмническую работу и ссорился с Бобби… У него не обязательно есть доступ ко всем прибамбасам и приспособлениям, которые были у «Щ.И.Т.», поэтому ему приходится использовать своё обаяние и остроумие, чтобы ломать двери и просить о нескольких одолжениях своих изворотливых друзей».

### Бобби Морс
Барбара «Бобби» Морс (актриса — Эдрианн Палики) — бывшая жена Хантера и агент «Щ.И.Т.». Член-основатель «настоящего „Щ.И.Т.а“» после неподчинения приказам Фьюри спасти сотни жизней «Щ.И.Т.а», она проникает в группу Колсона для разведки. Колсон посылает её под прикрытием в «Гидру», где она выдала местонахождение Агента 33, вместо того, чтобы рисковать жизнями многих других агентов «Щ.И.Т.». Позже она соглашается вместе со своими коллегами-лидерами «настоящего „Щ.И.Т.а“» объединить свою фракцию с фракцией Колсона. Затем Уорд похищает её в попытке заставить её признаться в том, что она выдала Агента 33 «Гидре», но когда Морс не раскаивается, Уорд ставит ловушку для Хантера, которая убьёт его у неё на глазах. Морс принимает пулю за Хантера, едва выжив. После инцидента в России, связанного с почти убийством премьер-министра Ольшенко, Морс и Хантер решают отречься от «Щ.И.Т.а», чтобы защитить Колсона и команду.

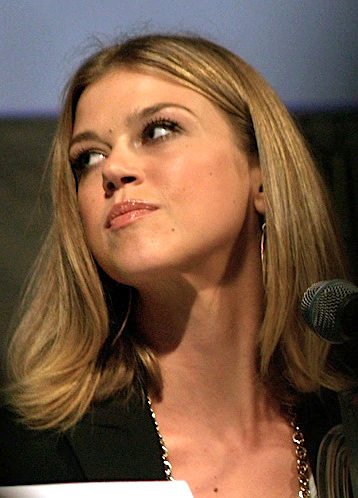
Эдрианн Палики

На San Diego Comic-Con 2014 было раскрыто, что персонаж Бобби Морс / Пересмешница, которая была впервые представлена Джерри Конвеем в «Astonishing Tales» #6, появится во втором сезоне. В августе того же года Палики была приглашена на роль Морс в качестве гостя, чтобы появиться в эпизоде «Курица в волчьем доме», но с возможностью вернуться. К Палики, фанату комиксов, шоураннеры обратились специально для этой роли, и сначала она не решалась взять на себя эту роль, думая: «Я никогда не смогу сыграть другого персонажа Marvel, если буду продвигаться в этой роли». Палики уже обучалась боевым искусствам и стрельбе из пистолета, но ей пришлось научиться использовать фирменные арнис-палочки персонажа, и она отметила сходство между стилем боя Морс и Чёрной вдовой Скарлетт Йоханссон из фильмов КВМ. Палики была повышена до основного актёрского состава с эпизодом второго сезона «Последствия».
Подходя к костюму Морс, Фоули «посмотрела на все её появления в комиксах и действительно хотела попытаться привнести элементы образа из комиксов в костюм, который мы сейчас делаем для шоу… но нам пришлось изменить его, очевидно, для практичности, потому что он должен был вписаться в наш мир. В нём тоже должно было быть какое-то тактическое чувство, чтобы оно имело смысл в нашей вселенной. У неё есть заклёпки, которые находятся в ремнях на груди, и они там, как дань пуговицам, которые спускаются по бокам её костюма [из самого последнего комикса]». Костюм персонажа комиксов традиционно тёмно-синего и белого цвета, который для сериала был изменён на тёмно-синий и серый. Было изготовлено три комплекта костюма: два для Палики и один для её дублёра. Фоули использовала «много эластичных панелей» и кожу, чтобы обеспечить свободу движений во многих боевых сценах персонажа.
С раскрытием верности Морс фракции «настоящий „Щ.И.Т.“», Палики объяснила, что персонаж «не делал ничего плохого в её [собственных] глазах… Это был её выбор, который она сделала. Она прошла через ад с этими людьми. Она действительно заботится о команде Колсона. Она разрывается из-за Хантера, и у неё слабость к Колсону. Но в конце концов, она действительно настоящий солдат, и она чувствует, что был достигнут компромисс, и ей нужно позаботиться об этом». Белл, отвечая на вопрос о том, было ли у Морс больше секретов, чем раскрыто во втором сезоне, заявил, что «она и Хантер хранили секреты друг от друга, очевидно, в течение многих лет. И одна из вещей, которую я нахожу в ней интересной, заключается в том, что она, похоже, больше идеолог — она верна идее — и иногда краткосрочное то, что кажется предательством или краткосрочным конфликтом, часто происходит из-за того, что она считает высшим благом. И это интересный персонаж в мире, где Колсон гораздо больше в стиле „нам нужно защитить или спасти этого человека“. Верны ли вы человеку? Ты верен парню в бункере рядом с тобой? Или вы верны более широкой концепции того, за что мы боремся?»
Когда её спросили о потенциальном появлении её персонажа в фильме КВМ, Палики сказала: «Это была одна из вещей, которые обсуждались, когда я готовилась к роли, и знаете, мы посмотрим, что произойдёт. Это такой прекрасный мир, в котором мы живём, что сейчас такое пересечение может происходить так часто, чего в прошлом никогда не было, видеть, как эти миры объединяются на маленьком экране, и большой экран действительно классный». Палики покинула сериал после эпизода третьего сезона «Шпионское прощанье», чтобы сняться в спин-оффе шоу «Особо опасные».
Палики была названа почётным упоминанием в категории «Выступление недели» от TVLine за неделю 20 марта 2016 года за её выступление в «Шпионском прощании».

### Альфонсо «Мак» Маккензи
Альфонсо «Мак» Маккензи (актёр — Генри Симмонс), механик из «Щ.И.Т.» под руководством Роберта Гонсалеса, является одним из основателей «настоящего „Щ.И.Т.а“» и проникает в группу Колсона вместе с Морс. После того, как его разум был под чужим контролем с помощью технологии Крии, недоверие Мака к инопланетянам и сверхлюдям усилилось, и он решает покинуть «Щ.И.Т.», когда его коллеги-лидеры соглашаются объединить усилия с Колсоном. Однако после войны с нелюдями Колсон убеждает Мака остаться и назначает его ответственным за все инопланетные материалы. Колсон назначает Мака исполняющим обязанности директора «Щ.И.Т.», когда он отправляется за Уордом и «Гидрой». В Скелете дочь Мака, Хоуп, всё ещё жива. После того, как «Гидра» использовала его, чтобы раскрыть, что Джонсон из реального мира, он ищет сопротивление «Щ.И.Т.», чтобы помочь им. Когда точка выхода из Скелета найдена, Мак решает остаться, говоря, что время, которое он провёл с версией Хоуп из Скелета, было для него достаточно реальным. Позже он покидает Скелет, когда Хоуп исчезает среди крушения Скелета. После смерти Колсона Мак становится новым директором «Щ.И.Т.». В течение седьмого сезона Мак принимает участие в миссии по предотвращению переписывания истории хроникомами. Спустя год после успеха миссии Мак продолжает руководить «Щ.И.Т.ом» из нового хеликэриэра.

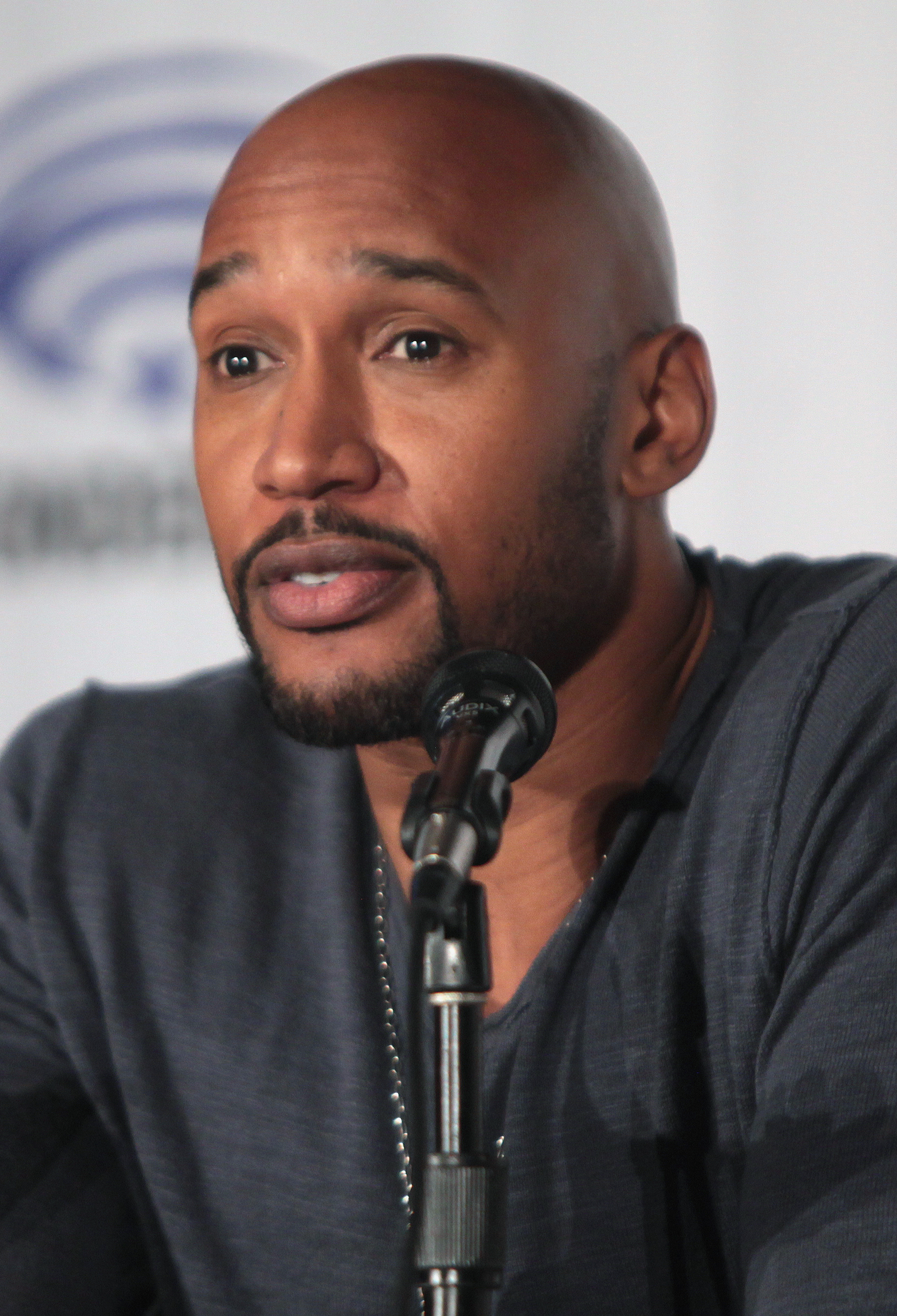
Генри Симмонс

В августе 2014 года Симмонс присоединился к актёрскому составу в роли Мака, повторяющегося персонажа, вдохновлённого персонажем, который впервые появился в комиксе «Nick Fury vs. S.H.I.E.L.D.» #3. Он был повышен до основного актёрского состава в третьем сезоне.
Симмонс описал Мака как «большого парня. То есть, у него большое сердце, но когда дело доходит до этого и дело должно быть сделано, есть другая его сторона, которая делает это… Он хочет что-то изменить, вот почему он хочет быть частью этой команды». О другой динамике, которую механик привносит в команду «Щ.И.Т.», Симмонс сказал: «Я думаю, что у моего парня действительно есть немного другой элемент, [потому что] другие люди испытывают стресс в повседневной жизни или в смертельно опасных ситуациях. У Мака этого ещё нет. У него стресс от того, что он что-то делает, потому что он хочет внести свой вклад, но он не работает в этой области… У них могут быть свои остроты и всё такое, но всё очень серьёзно. Я вижу, что мой парень привносит немного другой цвет во всё. В нём немного больше юмора, он немного более непринуждённый». Что касается позиции Мака в отношении насилия, Симмонс подтвердил, что «Мак действительно парень, который вообще не любит насилие, но, когда его подталкивают, это „любыми средствами необходимо“. Ему это не нравится, но он сделает то, что должен».
После того, как обнаружилась преданность Мака фракции «настоящий „Щ.И.Т.“», и по мере того, как его недоверие к Колсону росло на протяжении второго сезона, Симмонс рассказал о чувствах Мака к Колсону: «Он уважает Колсона. И я думаю, что ему искренне нравится Колсон. Но я думаю, что он просто считает, что Колсон не подходит для этой работы… послушайте, я лоялен, но если глава собирается делать то, что на самом деле не входит в наши должностные обязанности, и он использует нас, чтобы делать что-то по личным причинам, а затем один из моих братьев умирает из-за этого? Да, у меня есть проблема. И у всех остальных тоже должно быть так… когда Колсон находится в своём самом безумном состоянии и на грани убийства Себастьяна Дерика, никто никогда не видел Колсона таким. Скай была свидетелем этого, но у неё с ним другие отношения; это похоже на отношения отца и дочери. Так что из всей команды я был единственным, кто видел его таким, полностью вышедшим из-под контроля. Я попытался объяснить это Хантеру — если это произошло в тот момент, что произойдёт, когда всё будет на кону? Как он собирается действовать? — и Хантер как бы отмахнулся от этого. Но это ещё одна причина, по которой Мак очень, очень глубоко скептичен».
В шестом сезоне Мак становится новым директором «Щ.И.Т.». Симмонсу «нравилось быть директором „Щ.И.Т.“», но чувствовал, что «единственное, что может помешать способности Мака руководить — это его нежелание подвергать людей, которых он любит, опасности», что приводит к «самому сложному решению Мака как директора».

### Линкольн Кэмпбелл
Линкольн Кэмпбелл (актёр — Люк Митчелл) — врач-Нелюдь, обладающий способностью контролировать электрические заряды. Он помогает Скай приспособиться к её новой жизни после терригенезиса, а его более поздняя попытка защитить её от «Щ.И.Т.а» и «Гидры» приводит к его поимке и экспериментам в руках доктора Листа. Скай спасает ему жизнь, и когда она восстаёт против Дзяйин, осознав её истинные намерения, Кэмпбелл вскоре делает то же самое. После смерти Дзяйин Кэмпбелл пытается жить нормальной жизнью, убеждённый, что его нелюдские способности являются проклятием, но за ним охотится ОГПУ и он становится беглецом. Впоследствии он присоединяется к «Щ.И.Т.у» для защиты и для того, чтобы быть рядом со Скай — которую теперь зовут Дейзи Джонсон и с которой у Кэмпбелла складываются отношения — и становится Секретным Воином. Кэмпбелл решает пожертвовать собой, чтобы спасти команду и мир от плана Улья, отправив Улей и ядерную боеголовку в космос на квинджете, где оружие может взорваться, не затрагивая Землю.
Дейзи упоминала, что у Линкольна есть сестра по имени Аманда, которой Дейзи посылает деньги на помощь.

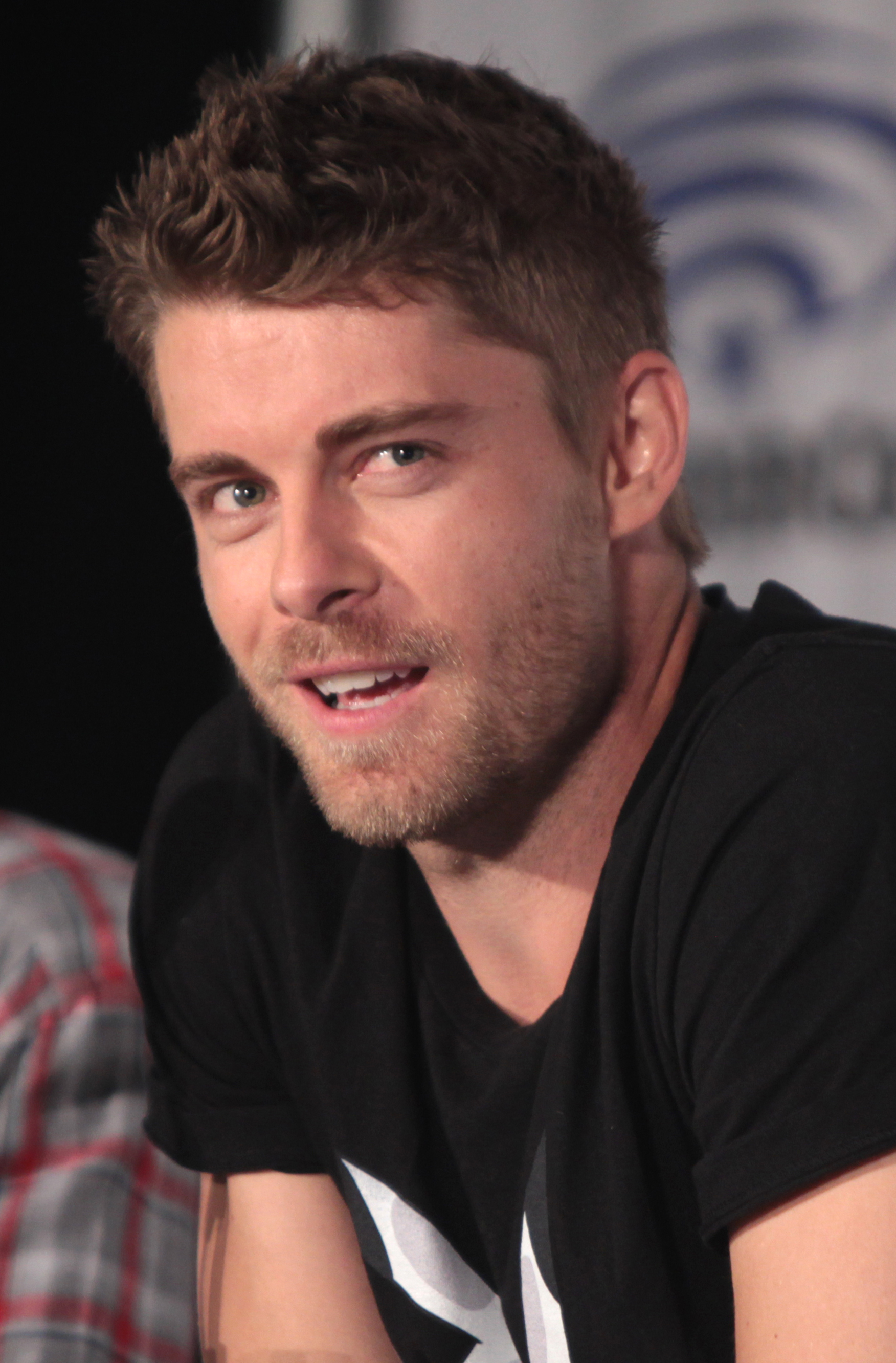
Люк Митчелл

Митчелл был представлен как повторяющийся персонаж Линкольн Кэмпбелл во втором сезоне. Он был повышен до основного актёрского состава в третьем сезоне. Что касается введения персонажа, Белл заявил, что «Встреча с персонажем Люка в мире Нелюдей просто создаёт новую динамику. Мы берём Скай в группу с целой кучей разных людей. Пока что мы видели, что есть парень без глаз, и есть женщина, которая теперь покрыта шипами. И, как и в мире Людей Икс, есть горстка людей, которые больше похожи на них, но многие из них оказываются просто привлекательными людьми, обладающими способностями. И мы подумали: „Эй, давайте тоже возьмём что-нибудь из этого!“ Мы искали нового персонажа, и Люк просто действительно произвёл на нас впечатление. Он был хорошим актёром, обладал приятными качествами, и мы чувствовали, что он может быть хорошим человеком, чтобы как бы ввести Скай в этот другой мир».
Входя в третий сезон, Митчелл объяснил, что «Линкольн, с которым зрители познакомились во втором сезоне, был одной из сторон Линкольна, и эта сторона Линкольна не обязательно была ложью или правдой или чем-то ещё, но мы все надевали разные лица в разных условиях… Я думаю, что в той среде Линкольн был очень сильно очарован Старейшинами-Нелюдями. Он играл свою роль в тамошней иерархии и верил в дело, которое затем было разоблачено как зло. Затем, в третьем сезоне, это похоже на: вау, как он справляется с событиями во втором сезоне?» По повод тёмной стороны Линкольна в третьем сезоне, Митчелл сказал: «Я думаю, мы увидим гораздо больше проблем Линкольна с его прошлым, в частности, возможно, некоторые проблемы с гневом, которые были нерешены. Время от времени они поднимают головы. Конечно, в вопросах конфликта, в ситуациях давления».
Об отношениях, которые Кэмпбелл развивает с Джонсон, единственным человеком, которая может «держать его в узде, когда дело доходит до его гнева», Митчелл сказал: «Он хочет что-то сделать в своей жизни, но он ничего не видит без Дейзи на картинке», и «если бы что-то случилось с Дейзи, я думаю, Линкольн не остался бы в „Щ.И.Т.е“. Дейзи — это его жизнь. Он сделает всё, чтобы вернуть её». Это видно, когда он соглашается носить «жилет убийцы» в качестве предохранителя, и когда он не подчиняется приказу протестировать экспериментальный антитоксин на себе — «Как только он это делает, и это не работает, тогда они помещают его в модуль сдерживания для его же пользы, потому что его иммунная система готова. Это становится невероятно неприятным». Митчелл добавил: «Он принимает эти решения, но вы всё равно видите в нём страх, когда он это делает. Это не просто бравада… В нём есть глубокий колодец эмоций».
Эпизод «На круги своя» начинается с «таинственного флешфорварда через три месяца в будущем, показывающего неопознанного агента „Щ.И.Т.“, который, видимо, умер в космосе», что ведёт к «четырёх-серийному событию» для финальных эпизодов сезона, рекламируемых как «Агенты „Щ.И.Т.“: Павший агент».
Постер, созданный Грегом Лэндом для этого события, воссоздал обложку «культового» выпуска «The Amazing Spider-Man» #121, который служил первым выпуском сюжетной арки «The Night Gwen Stacy Died», и в преддверии финала сезона Marvel выпустила серию видеороликов, которые «увековечили» каждого из потенциальных персонажей, которые могли бы быть Павшим агентом. Финальный эпизод сезона показывает, что умирает Кэмпбелл, о чём исполнительные продюсеры знали ещё в начале сезона, когда формировали арки для Линкольна, Дейзи и Уорда. Белл сказал, что он «заслужил это», добавив, что Линкольн приходит к тому моменту, когда он осознаёт, какова его цель, в то время как Уидон объяснил, что решение было основано на том факте, что сериал «не хотел быть шоу с подсчётом трупов, но это реальный мир с реальными ставками. Чего мы ещё не делали, так это героической смерти и полной самопожертвования смерти. Это было сознательное решение. Мы также думаем, что есть поэзия в том факте, что человек, делающий это, не считает себя героем. В этом прелесть момента — это не только для [Дейзи], но это так, и это не только для него, но это так».

### Холден Рэдклифф

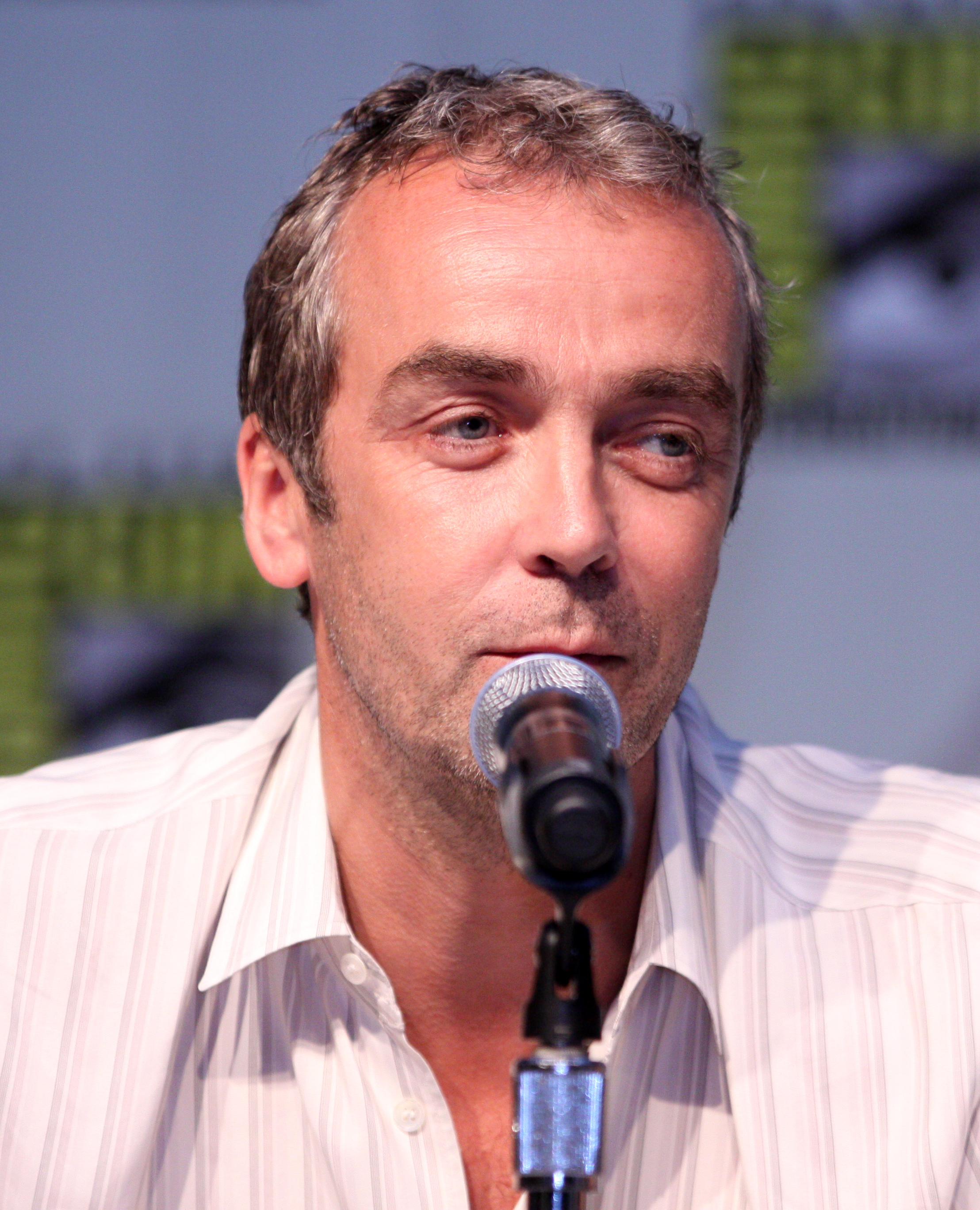
Джон Ханна

Холден Рэдклифф (актёр — Джон Ханна) — трансгуманист, который верит в улучшение человечества через совершенствование. Из-за его исследований паразитов, Фитц и Симмонс обращаются к нему за помощью в противодействии способностям Улья, но сначала его похищает Улей, чтобы помочь воссоздать оригинальный эксперимент Крии, который создал Нелюдей. После налёта «Щ.И.Т.» на базу Улья Рэдклифф сбегает и соглашается сотрудничать с Колсоном и Тэлботом. После того, как его оправдали, Рэдклифф переводит свой искусственный интеллект АИДА в Жизнеспособную Модель Человека (ЖСМ), старый проект «Щ.И.Т.», который Рэдклифф также называет «Аидой». Увидев страницы из Даркхолда, Рэдклифф начинает использовать свои ЖСМ, в том числе Аиду и модель Мэй, чтобы попытаться взять его для себя в попытке узнать секрет вечной жизни. Опасаясь за свою безопасность, Рэдклифф также создаёт модель самого себя и ищет защиты у Сторожевых псов. Используя Даркхолд и ресурсы Главного Сторожевого пса, Рэдклифф создаёт целый цифровой мир внутри Скелета. Чувствуя, что Рэдклифф однажды может сам поставить под угрозу Скелет, Аида перерезает запястья Рэдклиффа и загружает его разум в Скелет, в то время как его тело умирает. Внутри Скелета его сознание находилось на Огигии вместе с Агнес в обмен на то, чтобы он не вмешивался в работу Аиды в качестве Мадам Гидры. После того, как он искупил свою вину, Холден был стёрт во время краха Скелета.
Ханна периодически появлялся в роли Рэдклиффа в конце третьего сезона, прежде чем его повысили до основного актёрского состава в четвёртом сезоне. О том, как Рэдклифф перенёс свой искусственный интеллект АИДА в Жизнеспособную Модель Человека, Уидон сказал: «У Рэдклиффа доброе сердце, но он готов на всё ради науки. Он в восторге от этой перспективы. Он сказал, что у Фитца и Симмонс умерли друзья, и, возможно, они не должны были это делать. Он явно открывает ящик. Является ли это ящиком Пандоры или нет, мы ещё посмотрим. Он думает, что есть что-то за пределами людей». Танчароен добавила: «Для кого-то вроде Рэдклиффа он мог бы поверить, что это всего лишь следующий шаг в эволюции человека. Сейчас есть много людей, которые занимаются модификацией тела, так что же это значит? В чём корень этого?»
Ханна чувствовал, что изображать Рэдклиффа было «довольно интересно», описывая его как «человека, который не является добрым, добросердечным хорошим парнем», но всё же не «плохим парнем». Он также отметил отцовские чувства Рэдклиффа к Аиде, заявив: «Возможно, по мере развития [их отношений], поскольку она доказывает, что существует почти отцовский… заботливый и сочувствующий способ, которым эта технология развила самосознание и как это самосознание разочаровывает. Немного похоже на то, как вы поступили бы с ребёнком, когда ребёнок осознаёт свои собственные ограничения, свои собственные недостатки. Я бы сказал, что в этом, безусловно, есть очень мягкое чувство божества – мягкое… не диктатура, а мягкое родительское отношение к этому».

### Елена «Йо-Йо» Родригес

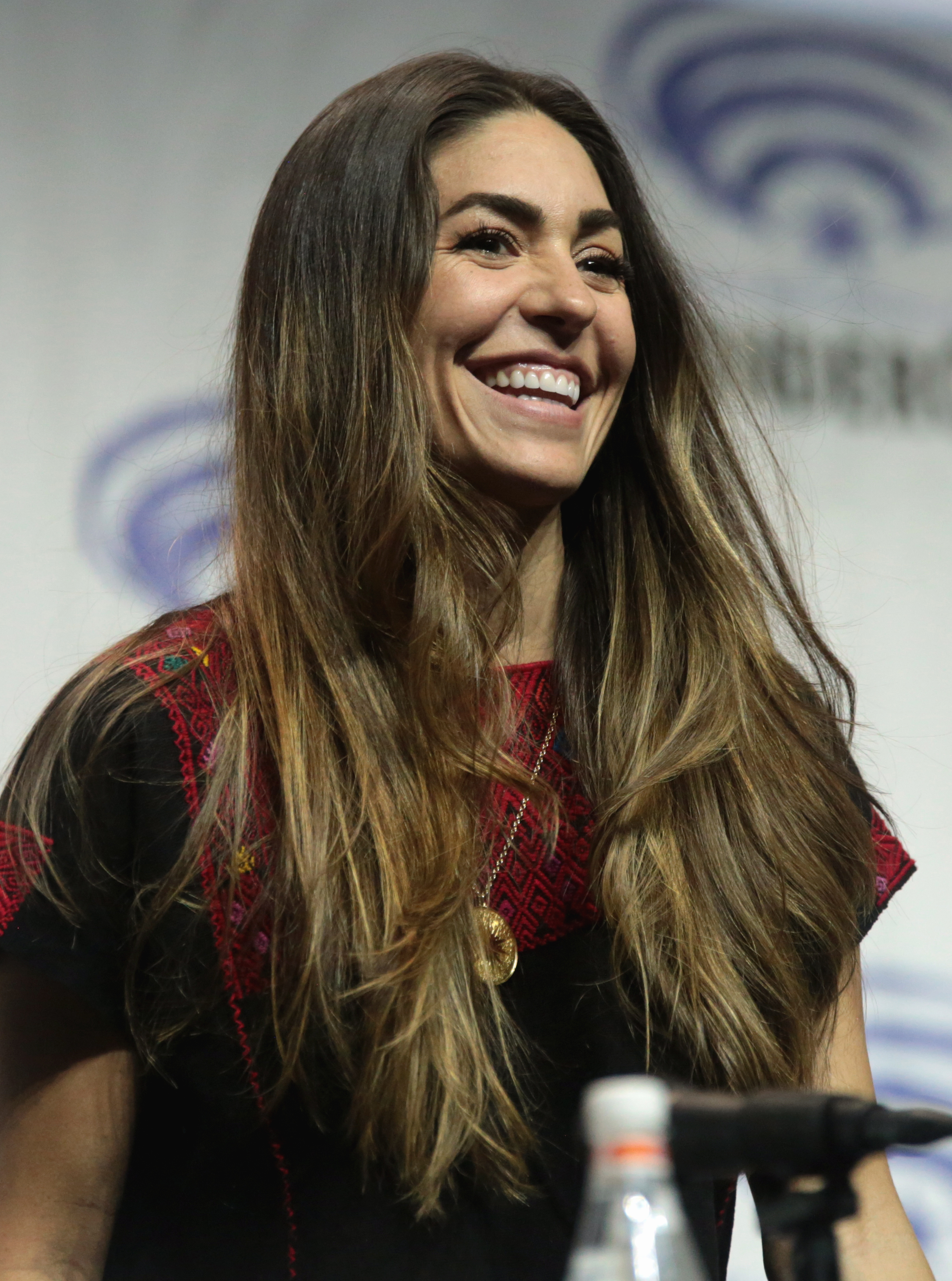
Наталия Кордова-Бакли

Елена Родригес (актриса — Наталия Кордова-Бакли) — колумбийский нелюдь, которая может двигаться со сверхскоростью в течение одного удара сердца, прежде чем вернуться в точку, с которой она начала двигаться. В юном возрасте она потеряла отца из-за наркоторговцев и была вынуждена жить со своим дядей Оскаром и двоюродным братом Франсиско. Когда один из наркоторговцев совершил налёт на дом её дяди, она спрятала ожерелье своей бабушки ценой жизни своего дяди. Она вступает в контакт с «Щ.И.Т.ом», когда они расследуют её за кражу оружия у коррумпированных сотрудников Национальной полиции Колумбии после того, как они убили Франсиско. После присоединения к команде она сближается с Маком, который называет её «Йо-Йо» из-за её способностей. После подписания Заковианского договора Родригес возвращается к своей жизни, и «Щ.И.Т.» периодически наблюдает за ней. Родригес позже помогает Дейзи Джонсон и Джемме Симмонс проникнуть в Скелет. При попытке помочь команде победить Айзель, она стала одержимой одним из Сорокопутов Айзель, прежде чем он растворился после её смерти. Однако этот опыт лишил её возможности использовать свои силы. Пока команда путешествовала во времени, чтобы победить хроникомов, она навестила прошлую версию Дзяйин, которая диагностировала её проблему как результат ментального блока. Работая с Мелиндой Мэй, Родригес восстановила свои силы и открыла способность двигаться со сверхскоростью, не отскакивая назад. После поражения хроникомов она стала одним из лучших агентов «Щ.И.Т.», работая с агентами Пайпер и Дэвисом.
К февралю 2016 года Кордова-Бакли получила роль «Йо-Йо» Родригес, основанной на одноимённой Секретной воительнице из комиксов. Кордова-Бакли узнала об этой роли после того, как её взяли в сериале, и впоследствии исследовала комиксы в поисках вдохновения. Она описала персонажа, как она изначально представлена в сериале, как борца за свободу, которая «во многих отношениях хочет помочь своему народу в Колумбии, и она хочет делать добро со своими способностями, и она убеждена, что она очень непреклонна в том, как она поступает». Она также отметила редкость духовности персонажа, сказав, что у неё «есть вся эта духовная связь с её силами, которую редко можно увидеть в фильме о супергероях… Она хочет использовать [свои силы] как то, что она называет благословением и даром от Бога, чтобы помогать другим, так что это очень уникальный подход ко всему этому». Во время первого изображения персонажа Кордова-Бакли улыбалась всякий раз, когда Родригес собиралась использовать свои способности, чтобы показать прилив адреналина и ощущение обладания такой силой. После положительных откликов от фанатов на это, актриса превратила эту черту характера в более озорную личность для персонажа. Перед началом пятого сезона выяснилось, что Кордова-Бакли была повышена до основного актёрского состава. София Рэйб-Мартинес изображает молодую Елену.

### Дик Шоу

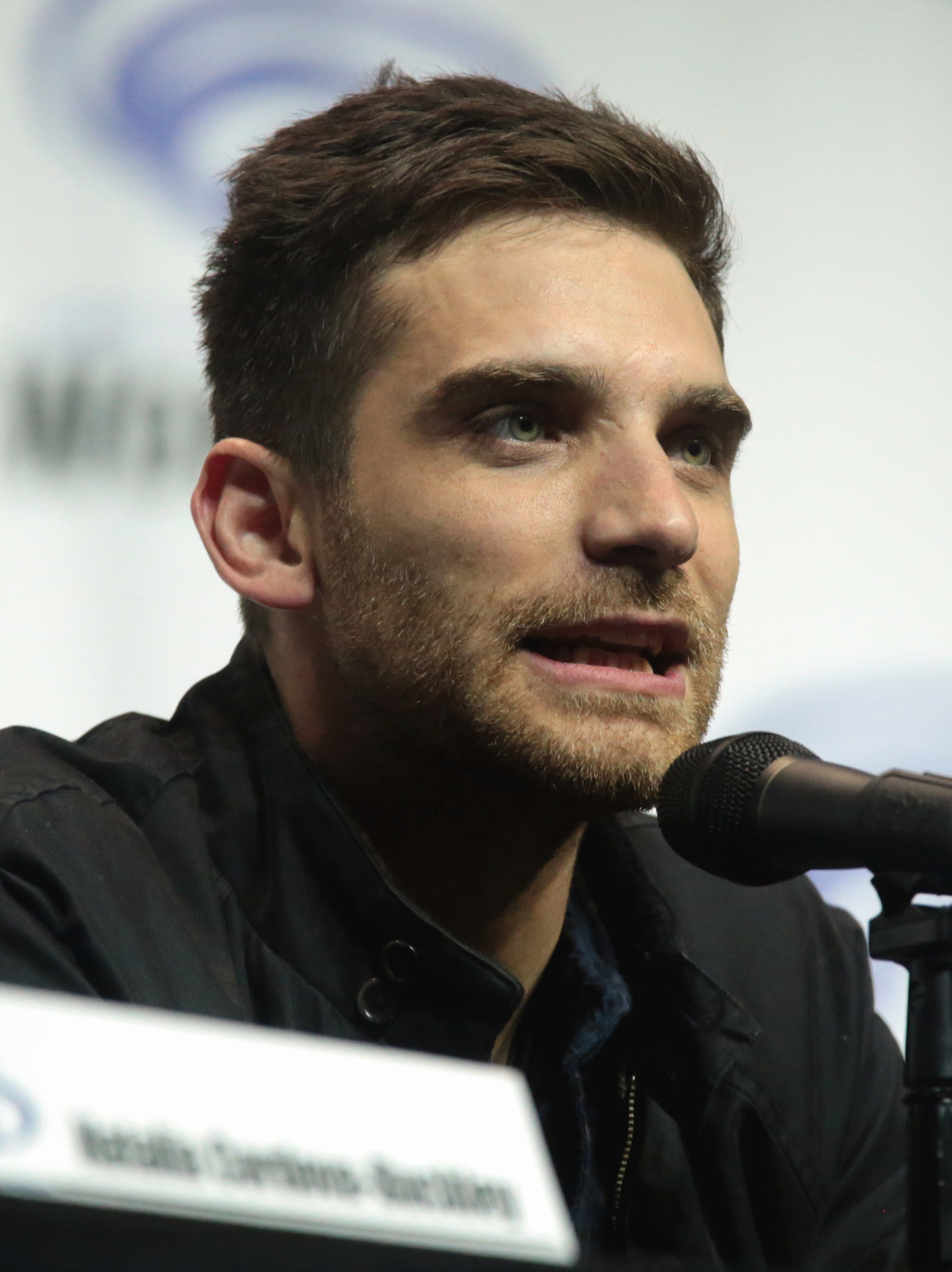
Джефф Уорд

Дик Шоу (актёр — Джефф Уорд) — «последний выживший» и «плутоватый мусорщик» на космической станции Маяк в 2091 году. Обладая острым умом и сообразительностью, он обладает способностью приобретать предметы за определённую цену. Во время финальной битвы с Крии Касиусом, Инок и Дик жертвуют своими жизнями, чтобы вернуть команду Фила Колсона в своё время. Однако Дик был отправлен в настоящее время вместе с Колсоном, его находит Дейзи. Позже он понимает, что он внук Фитца и Симмонс. После битвы с Гленном Тэлботом, усиленным гравитонием, Дик покидает «Щ.И.Т.».
В шестом сезоне Дик основывает технологическую компанию, «заимствуя» технологии «Щ.И.Т.а» для создания новых инноваций, таких как использование Скелата в качестве видеоигры виртуальной реальности. Несмотря на это, «Щ.И.Т.» следил за ним через агента Тревора Кхана, который работал под прикрытием в качестве его партнёра. Дик был мишенью группы Сержанта, которая приняла его за носителя Сорокопута из-за его странных показаний, прежде чем его спасли Мак и Мэй. Хотя он помогает команде «Щ.И.Т.а» сорвать план Сержанта по уничтожению сорокопутов Айзель, Дик влюбился в помощницу Сержанта Снежинку после того, как Сержант бросил её ради своей мести.
В седьмом сезоне Дик помогает команде «Щ.И.Т.» помешать хроникомам изменить историю, прежде чем в конечном итоге добровольно остаться в альтернативной линии времени, чтобы помочь им вернуться к своей. Несмотря на это, он становится новым директором «Щ.И.Т.», работая под прикрытием в качестве рок-звезды.
Уорд получил роль в августе 2017 года; его роль была объявлена в ноябре 2017 года. Уорда первоначально взяли на роль Вёрджила, персонажа, который умирает в первом эпизоде. Во время читки эпизода основной актёрский состав почувствовал, что Уорд «уловил образ» в роли Вёрджила, и хотел, чтобы он остался в роли Дика, которому ещё не нашли актёра. Продюсеры обратились к Уорду после читки, чтобы он прошёл прослушивание на роль Дика, и в конечном итоге его утвердили на эту роль.
На San Diego Comic-Con 2018 стало известно, что Уорд был повышен до основного актёрского состава для шестого сезона.

## Второстепенные персонажи
Ниже приведён список приглашённых персонажей, которые играют повторяющиеся роли на протяжении всего сериала. Персонажи перечислены по работам в КВМ или сезонах, в которых они впервые появились.

### Представленные в фильмах

#### Гидеон Малик
Гидеон Малик (актёр — Пауэрс Бут) — бывший член Мирового Совета Безопасности и тайный лидер «Гидры», который пришёл к власти после смерти своего отца Уилфреда в 1970 году. К Гидеону присоединился его брат Натаниэль, но вскоре они узнали об уловке, которую использовал их отец, чтобы избежать жертвоприношения Улью, и когда Гидеон последовал его примеру, Натаниэль был принесён в жертву. Гидеон успешно открывает портал, чтобы позволить Улью вернуться на Землю, но Улей раскрывает, что он сохранил воспоминания Натаниэля, и наказывает Гидеона, убив его дочь Стефани. После того, как его захватил «Щ.И.Т.», Гидеон сотрудничает с Колсоном против Улья. Гидеона убивает Дейзи Джонсон, пока она находится под контролем Улья.
В октябре 2015 года было объявлено, что Бут присоединится к сериалу в качестве повторяющегося персонажа в начале третьего сезона, повторив свою роль из «Мстителей» (где он был зачислен только как «Мировой Совет Безопасности»). О том, насколько сериал будет использовать персонажа позже в третьем сезоне, после финала середины сезона, Уидон заявил, что «мы были бы дураками, если бы не использовали его больше. Мы не могли бы быть большими поклонниками [Бута] в изображении этой роли. Мы знали, входя, что получим кое-что за свои деньги, и нам нравилось писать персонажа. Нам нравится, как он атакует сцены. Мы планируем держать его рядом, потому что мы были бы идиотами, если бы не сделали этого». Кэмерон Палатас изображает молодого Гидеона Малика.

### Представленные в других телесериалах

#### Дэниел Суза
Дэниел Суза (актёр — Энвер Джокай) — глава отделения «Щ.И.Т.а» в Лос-Анджелесе. Как агент Стратегического Научного Резерва (СНР), он был союзником Пегги Картер. Он носит протез ноги и передвигается с помощью костыля.

### Представленные в первом сезоне

#### Майк Питерсон / Детлок
Майк Питерсон (актёр — Дж. Огаст Ричардс) — обычный человек, который был искусственно усилен сывороткой «Сороконожки», содержащей Экстремис, в рамках проекта «Сороконожка». Позже Питерсон присоединяется к «Щ.И.Т.у», но попадает во взрыв и просыпается без правой ноги и под контролем «Ясновидца», который даёт ему бионический протез конечности в рамках «Проекта Детлок». После поражения Сороконожки и «Ясновидца», Питерсон тайно работает на Колсона и помогает в уничтожении лидера «Гидры» доктора Листа. Позже Петерсон вернулся с несколькими агентами «Щ.И.Т.», чтобы помочь Филу Колсону запечатать разлом в Маяке, из которой вытекали разные страхи. После этого он присутствовал на свадьбе Фитца и Симмонс.
Ричардс появился в «Ангеле» Джосса Уидона в роли Чарльза Ганна, прежде чем получить роль Питерсона, который, как выяснилось, был версией Детлока в КВМ в январе 2014 года. Детлок был создан Ричем Баклером и Дугом Манчем в 1974 году, и он прошёл через множество различных итераций в комиксах. Ричардс назвал роль «сбывшейся мечтой» и описал костюм и грим персонажа, на которые ушли «около пяти отделов…два часа, чтобы нанести грим, а затем [примерно] 15 или 20 минут, чтобы влезть в костюм», как «ограничивающий. Мне нравится этот костюм, и он действительно помогает мне играть персонажа, потому что он заставляет меня чувствовать себя наполовину машиной, наполовину человеком». Костюм Детлока был разработан художником по костюмам Энн Фоули, а иллюстратор Филипп Бутт-мл. разработал броню и оружие. Фоули также тесно сотрудничала с главным операционным директором Marvel Джо Кесадой, который помог доработать дизайн до того, как он был отправлен в Film Illusions, чтобы его создали.:226 Костюм также должен был быть дополнен визуальными эффектами, включая добавление роботизированной ноги и установленной на руке ракетной установки, а также наполовину металлического черепа с роботизированным глазом для того, чтобы Детлока можно видеть с помощью рентгеновского зрения. Костюм был обновлён и доработан, чтобы быть ближе к версии из комиксов для появления Детлока во втором сезоне.
Ричардс обнаружил, что «тема Детлока [должна быть] о глубоком внутреннем конфликте, и это то, что мы привносим в эту [версию]». Ричардс вдохновлялся «Франкенштейном», чтобы изобразить «падение персонажа в тёмное место».:33 После возвращения в конце второго сезона Ричардс оглянулся назад и почувствовал, что его первоначальная неловкость и нежелание с персонажем и костюмом отразили собственное путешествие Питерсона в становлении Детлоком. Он также отметил, что, когда персонаж говорит «Майк Питерсон мёртв», «единственная возможность, чтобы эта реплика имела значение, [это] если бы это было неправдой. Я всегда думаю о том, что Майк Питерсон лежит в основе этого персонажа, и что бы ни случилось в результате этого, это всё Майк Питерсон».

#### Иэн Куинн
Иэн Куинн (актёр — Дэвид Конрад) — богатый промышленник/филантроп, генеральный директор Quinn Worldwide и бывший партнёр Франклина Холла, который связан с Ясновидцем. Он приобретает технологию Детлок для Майка Питерсона и пытается продать больше Детлок-солдат американским военным. После того, как Гарретт побеждён, Куинн поглощается гравитонием Рейны.

#### Рейна
Рейна (актриса — Рут Негга) была воспитана Кэлвином Джонсоном и выросла с рассказами о своём Нелюдском наследии и о своём потенциале стать чем-то большим. Став рекрутером проекта «Сороконожка» из-за её интереса к людям с суперсилами, Рейна работает с «Гидрой» в попытке воспроизвести сыворотку GH-325, которая использовалась для воскрешения Колсона. В конце концов она проходит Терригенезис, обретая силу предвидения, но также и чудовищную внешность. Рейна смиряется со своими новыми обстоятельствами, а позже позволяет Дзяйин убить её, чтобы Скай могла узнать об истинных намерениях первой. Позже выяснилось, что Рейна заставила гравитоний поглотить Иэна Куинна.
Негга впервые появилась в качестве приглашённой звезды в октябре 2013 года, а исполнительный продюсер Джеффри Белл позже объяснил, что «Рут Негга появилась, и мы просто влюбились в неё и нашли способы использовать её за пределами нашей первоначальной концепции». Негга изначально прослушивалась на роль Симмонс, и когда появилась роль Рейны, продюсеры знали, что Негга идеально подойдёт для этой роли.:78 Фоули была проинформирована о Рейне заранее, что позволило ей дополнить персонажа иллюстрациями, а также напечатать конкретную ткань. Когда Рейна представлена в «Девушке в цветочном платье», Фоули и Негга «хотели показать прогресс в её платьях, который отражает то, куда может пойти её персонаж», с её изначально неясными намерениями в сочетании с «более мягким силуэтом» и узором из белого с чёрными цветами. Для её второго появления в эпизоде «становится ясно, что у неё есть план», поэтому платье более обтекаемое, а цвета изменены на чёрный с белыми цветами. Для её последнего появления в эпизоде её платье красное с чёрными цветами. Фоули заключила: «К тому времени, когда вы снова увидите её в [„Мосте“], вы поймёте, что она не шутит». Для её появления в «Мосте» Фоули добавила кожу к её платью, чтобы придать ему «больше остроты». Каждое платье сшито на заказ из определённой ткани и имеет разный силуэт. Фоули также работала с Танчароен, чтобы подобрать цвет платьев к темам эпизода.:225 После того, как Рейна преобразилась во втором сезоне, она скрывает свою отвратительную внешность курткой с капюшоном, к которой Фоули тонко добавила цветочный узор, так как «она всегда должна была быть девушкой в цветочном платье, поэтому я хотела отдать должное этому».
Нелюдской облик Рейны был создан Гленном Хетриком из Optic Nerve Studios. Чтобы добраться до окончательного образа, сценаристы потратили много времени на обсуждение того, что повлечёт за собой её преображённый облик, например, будет ли у неё нос или хвост, а сценарист сериала Дрю Гринберг в конце концов предложил шипы. С идеей дизайна в руках Хетрик и его команда начали составлять потенциальные проекты для персонажа, обратив внимание на фильм Клайва Баркера «Ночной народ», в частности на персонажа Шуну Сасси, потому что «Она существо, покрытое иглами дикобраза, и этот образ настолько сильный — он создаёт такой поразительный силуэт». Поскольку у Хетрика и его команды не было исходного материала из комиксов, он хотел «заставить её почувствовать себя первым настоящим Нелюдем» и придать её лицу уровень симметрии. При создании сложного грима, который был сделан за две недели, продюсеры хотели, чтобы всё ещё можно было видеть глаза Негги, и Белл сказал: «У Рут Негги удивительно выразительные глаза и брови. И она так много понимает о том, кто такая Рейна, через глаза. Мы хотели, чтобы она всё ещё могла общаться, мы всё ещё хотели, чтобы вы чувствовали её выражения через весь [грим]».

#### Виктория Хэнд
Виктория Хэнд (актрисы — Саффрон Бёрроуз и Ракеле Шенк) представлена как высокопоставленный агент «Щ.И.Т.», которая управляет Хабом, базой «Щ.И.Т.а». Обнаружив, что «Гидра» существует в «Щ.И.Т.е», Хэнд восстаёт против Колсона, считая его двойным агентом. Однако Гарретт вскоре раскрывает себя как предателя, и Хэнд работает с Колсоном, чтобы задержать его. Она убита Уордом, когда становится известно, что является членом «Гидры», чтобы спасти Гарретта от заключения.
В 1983 году прошлая версия Хэнд пережила атаку Хроникомов на «Щ.И.Т.», перегруппировалась в нью-йоркской конспиративной квартире в Krazy Kanoe с другими выжившими агентами и внесла свой вклад в то, чтобы помочь современным агентам вернуться в своё время.
В ноябре 2013 года было объявлено, что Бёрроуз исполнит роль Хэнд, которая была создана Брайаном Майклом Бендисом и Майком Деодато и сыграла неотъемлемую роль в их серии комиксов «Тёмные Мстители». Танчароен была «очень сосредоточена» на том, чтобы Бёрроуз выглядела как версия персонажа в комиксах, и Бёрроуз сама получила красные пряди в волосах, прежде чем приехать на съёмки. Сценарист Рэйф Джадкинс добавил, что у Бёрроуз был «один из [самых] успешных внешних видов персонажей из комиксов в сериале».:90 Персонаж был намеренно представлен в первом сезоне, чтобы ввести в заблуждение относительно истинной личности Ясновидца. С появлением Люси Лоулесс в роли Изабель Хартли во втором сезоне исполнительные продюсеры рассмотрели возможность установления отношений между Хэнд и Хартли, поскольку версия Хэнд из комиксов состояла в отношениях с персонажем по имени Изабель, но Танчароен заявила, что «было бы безответственно, если бы мы обратились к нему, чтобы не уделять ему больше внимания, времени и энергии». Однако позже на эту связь намекнули на экране в эпизоде «Одна дверь закрывается».

#### Дэвис
Дэвис (актёр — Максимилиан Осински) — агент «Щ.И.Т.», который работал вместе с группой Фила Колсона над расследованием взрыва в комплексе ускорителей частиц StatiCorp до Восстания «Гидры». Позже он вернулся в «Щ.И.Т.» после того, как Джеффри Мейс стал его директором. После того, как ЖСМ проникли на Площадку, Дэвис и несколько выживших агентов «Щ.И.Т.» помогают Дейзи Джонсон и Джемме Симмонс сбежать и защищают их, пока они проникают в Скелет, чтобы спасти своих друзей. После того, как Офелия нападает на Дэвиса, Майк Питерсон спасает его, а затем воссоединяет с командой беглецов Колсона на Маяке. Позже Дэвис помогал в поисках Фитца и Инока. Во время налета Айзель на Маяк она завладела телом Дэвиса и заставила его упасть и разбиться насмерть. Через год после поражения Хроникомов ЖСМ-версия Дэвиса работает вместе с агентом Пайпер и Йо-Йо Родригес на задании.

#### Анна Уивер
Анна Уивер (актриса — Кристин Адамс) — директор Академии науки и технологий «Щ.И.Т.». После падения первоначальной организации, в которой она сражалась с одним из усиленных солдат «Гидры», пока её не спас Томас Кальдерон, она присоединяется к руководству «настоящего „Щ.И.Т.а“». Анна берёт на себя командование военным кораблем «Щ.И.Т.а» «Илиада» после смерти Роберта Гонсалеса.

#### Джон Гарретт / Ясновидец
Джон Гарретт (актёры — Билл Пэкстон и Джеймс Пэкстон) был агентом «Щ.И.Т.», которого оставили умирать, но он выжил после того, как он стал первым Детлоком. Присоединившись к «Гидре», он стал «Ясновидцем», лидером группы «Сороконожка», и посвятил себя раскрытию секрета воскрешения Колсона, учитывая надвигающийся провал его ныне устаревшей технологии Детлок. Под видом агента «Щ.И.Т.», которому поручено захватить и допросить Иэна Куинна, Гарретт присоединяется к усилиям Колсона по поиску препарата GH-325. Основываясь на его находках, Рейне удаётся синтезировать версию препарата, который спасает ему жизнь. Однако после того, как выясняется, что «Гидра» проникла в «Щ.И.Т.», а Гарретт оказывается Ясновидцем, Колсон убивает его.
В 1983 году Натаниэль Малик привлёк на свою сторону молодого Джона Гарретта и использовал Временной поток, чтобы показать ему его будущее. Когда ЖСМ Фила Колсона и Гордона захватывают наёмники Натаниэля, Гарретт подвергается переливанию крови, чтобы приобрести способности Гордона к телепортации, которые он использует, чтобы помочь Натаниэлю в его планах, таких как похищение Джеммы Симмонс, чтобы найти Лео Фитца. После того, как Хроникомы уничтожают большинство баз «Щ.И.Т.а», Гарретт телепортируется на Маяк и закладывает взрывчатку. Однако Колсон, Йо-Йо и Мэй заманивают его в ловушку с помощью устройства против телепортации в попытке заставить Натаниэля отменить уничтожение базы. Он решает оставить Гарретта умирать, хотя он переживает взрыв и встаёт на сторону «Щ.И.Т.а». Гарретт телепортирует своих новых союзников в безопасное место в Нью-Йорке, но после этого его убивает Виктория Хэнд, которая приняла его за угрозу.
В декабре 2013 года в сериал должен был быть добавлен «высокопоставленный агент „Щ.И.Т.“/эксперт по боеприпасам, который в прошлом был связан как с Колсоном, так и с Уордом». В следующем месяце Пэкстона взяли на роль агента Джона Гарретта, «грубоватого и неуклюжего бывшего соратника агента Колсона с небольшим отношением и развязностью курильщика сигар». Гарретт был впервые представлен Фрэнком Миллером и Биллом Синкевичем в комиксах «Электра: Убийца». Джед Уидон сказал, что «Мы на самом деле обсуждали Билла Пэкстона в комнате, когда говорили о персонаже… Затем, когда он появился как реальная возможность, мы не могли в это поверить». После раскрытия того, что Гарретт был Ясновидцем, Пэкстон сказал: «Он почувствовал, что нашёл настоящий дом в „Гидре“, которая больше похожа на дарвиновский наряд. Это выживание наиболее приспособленных. Он может иметь к этому отношение».

#### Антуан Триплетт
Антуан Триплетт (актёр — Б. Дж. Бритт) работал с Гарреттом до раскрытия «Гидры», после чего он присоединился к команде Колсона. Трип погибает, когда попадает в ловушку в камере, в которой Скай и Рейна подвергаются Терригенезису, и получает удар осколком Прорицателя. В Скелете Антуан Триплетт является внутренним человеком Джеффри Мейса, которого поймали и заключили в Лагерь Просвещения по культивированию «Гидры», пока его не освободили Мейс и Фил Колсон.
В декабре 2013 года в сериал должен был быть добавлен «афроамериканский агент, специализирующийся на боевых действиях/оружии». В феврале Бритт был объявлен исполнителем роли Триплетта. Улыбка и обаяние Бритта были включены в персонажа после того, как он поработал со сценаристами в нескольких эпизодах, причём Танчароен сказала Бритту: «Мне нравится твоя улыбка. Мы должны включить улыбку Трипа в шоу». Бритт сказал о персонаже: «Трипу нравится следить за тем, чтобы все было в порядке…он удостоверится, что всё не пойдёт наперекосяк. [Но] я всё ещё чувствую, что Трипу нужно что-то доказать. Это перейдёт ко второму сезону, где Трип хочет показать Колсону, что он может доверять ему». Бритт вернулся в четвёртом сезоне, чтобы сыграть персонажа в реальности Скелета.

#### Гленн Тэлбот / Гравитон
Гленн Тэлбот (актёр — Эдриан Пасдар) — полковник ВВС США, а затем бригадный генерал, который охотится на активных агентов «Щ.И.Т.» после расформирования организации. Со временем Колсон завоёвывает его доверие, и вскоре они заключают соглашение, в котором «Щ.И.Т.» предоставляет правительству чувствительные активы и помогает в уничтожении «Гидры» в обмен на то, что его оставят в покое. После смерти Розалинды Прайс его назначили главой Особой группы по предотвращению угрозы (ОГПУ), в результате чего он неохотно работает на Колсона. Гленн Тэлбот позже впадает в кому после выстрела в голову, который совершила ЖСМ Дейзи Джонсон на заседании правительства. Позже выяснилось, что Тэлбот был пленником генерала Хейла, пока Колсону не удалось освободить его. Однако, позвонив его жене Карле, подчинённая Хейла Кэндис Ли заставляет её прочитать сценарий, чтобы активировать его промывание мозгов, которое произошло во время его заключения. Тэлбот в конце концов входит в машину Перерождения, чтобы поглотить гравитоний, становясь Гравитоном. Он находит Робин Хинтон, чтобы она могла сказать ему, где находится гравитоний внутри Земли. Во время боя с Джонсон Тэлбота отбрасывает в космос после того, как Джонсон принимает сыворотку Сороконожки, где его тело замораживается во лёд.
Тэлбот был создано Стэном Ли и Стивом Дикто для «Tales to Astonish» #61, и он был постоянным антагонистом Халка. Пасдар был выбран на роль Тэлбота к марту 2014 года, причём эта версия была сосредоточена на уничтожении «Гидры». В пятом сезоне Тэлбот становится злодеем Гравитоном, несмотря на то, что в сериале ранее был представлен Франклин Холл в первом сезоне, персонаж, который становится злодеем в комиксах.

#### Кёниги
Эрик, Билли, Сэм и Тёрстон Кёниг (актёр — Пэттон Освальт) — четверняшки. Первые трое являются агентами «Щ.И.Т.», программистами в начальной программе ЖСМ «Щ.И.Т.».
Эрик находился на базе «Провидение» и помогал Колсону после появления «Гидры», но был убит Уордом.
Билли и Сэм находились на базе «Площадка», куда Колсон и его команда отправились после появления «Гидры». Билли и Сэм работали с Колсоном над протоколом «Тета», поддерживая хеликэриэр «Щ.И.Т.а» для Ника Фьюри. Позже Колсон доверил Даркхолд Билли и Сэму, которые спрятали книгу в Лабиринте, базе «Щ.И.Т.», доступной только Кёнигам.
Тёрстон — активист поэтри-слэма, который не является агентом «Щ.И.Т.» и называет их кучкой «овец» из-за смерти Эрика.
Дедушка Кёнигов, Эрнест «Хазард» Кёниг (актёр — Освальт), является владельцем бара под почтовым отделением в 1931 году, который в будущем станет активом СНР. После того, как агенты «Щ.И.Т.» пришли в его время и рассказали ему о будущем, Кёниг попытался остановить своего сотрудника Фредди Малика от связи с «Гидрой», но в него стреляют. Поправившись, он нанял застрявшего Инока в обмен на информацию о том, как он и его заведение будут помогать «Щ.И.Т.у» в будущем.
Освальт присоединился к сериалу в роли Эрика Кёнига в марте 2014 года. Эта версия персонажа в некоторой степени вдохновлена той, которая впервые появилась в «Sgt. Fury and his Howling Commandos» #27. Освальт также изображает братьев и дедушку Эрика. После предыдущей работы над «Кукольным домом» Джосса Уидона и будучи давним фанатом Marvel, Освальта специально хотели взять на эту роль.

#### Кэлвин Джонсон
Кэлвин Джонсон (актёр — Кайл Маклахлен) — молодой врач, встретивший Нелюдя Дзяйин, находясь в Китае. В конце концов они поженились, и у них родилась дочь Дейзи. После того, как Дзяйин была разорвана «Гидрой», а Дейзи была похищена агентами «Щ.И.Т.», Кэл снова соединил свою жену, нашёл невинных людей, чья жизненная сила была использована для возвращения Дзяйин к жизни, и начал искать свою дочь, в какой-то момент изменив свою фамилию. Он также начал экспериментировать над собой в попытке стать сильнее, обвиняя себя в том, что не защитил свою семью. Дзяйин в конце концов отказалась от поисков, чтобы жить мирной жизнью с другими такими же Нелюдями, как она, но Кэл продолжил, в конце концов встретив Дейзи — которую теперь зовут Скай — и со временем установив с ней связь, несмотря на её ненависть к его прошлым действиям. Позже Колсон убеждает Кэла, что Дзяйин — монстр, которая заставила его совершать ужасные поступки, и когда Дзяйин начинает войну со «Щ.И.Т.ом», которая приводит к столкновению лицом к лицу со Скай, Кэл убивает Дзяйин. «Щ.И.Т.» затем стирает память Кэла, чтобы позволить ему жить мирной жизнью.
Во время финала первого сезона отца Скай ненадолго видно сзади, и его роль исполнял дублёр. В августе 2014 года Маклахлена взяли на роль, которая должна будет повторяться на протяжении всего второго сезона. Первоначально упоминавшийся как «Доктор», его персонаж, как выяснилось, был Кэлвином Забо, также известным как мистер Хайд, в декабре 2014 года. Забо был создан Стэном Ли и Доном Хеком для «Journey into Mystery» в 1963 году и был вдохновлён «Странной историей доктора Джекила и мистера Хайда» Роберта Льюиса Стивенсона Нанесение грима Маклахлена для его превращения в мистера Хайда в финале второго сезона заняло около двух с половиной часов. После завершения второго сезона Белл сказал о сюжетной линии Кэла: «Он должен жить долго и счастливо прекрасным образом. Мы бы никогда не отказались от идеи найти для него ещё одну историю в будущем, но в этом году мы отлично провели время с Кайлом и чувствуем, что это была история, которая закончилась хорошо». Белл уточнил, что они «чувствовали, что всё, что он делал, исходило из правильного места, но он был просто действительно ужасным, сломленным человеком. Идея [использовать] программу Т.А.И.Т.И., чтобы перезапустить его как хорошего человека, который всегда был там, была слишком хороша, чтобы отказаться».

### Представленные во втором сезоне

#### Вернер Райнхардт / Дэниел Уайтхолл
Вернер Райнхардт (актёр — Рид Даймонд) — высокопоставленный нацистский офицер и элитный член «Гидры» в 1945 году, который проводил эксперименты над Прорицателем, когда его базу захватил СНР, и он был заключён в тюрьму пожизненно. Выпущенный Александром Пирсом в 1988 году, Райнхардт обнаружил, что женщина, на которую не повлиял Прорицатель, Дзяйин, по-видимому, не постарела за четыре десятилетия. Препарируя её, Райнхардт открыл секрет её молодости и использовал его, чтобы самому помолодеть. Взяв имя Дэниел Уайтхолл, он стал североамериканским лидером «Гидры» после смерти Пирса. Будучи лидером, он помог генералу Хейлу обучить следующего лидера «Гидры» и сражался с командой Колсона из «Щ.И.Т.а», сохраняя при этом свой интерес к Прорицателю и другим инопланетным артефактам. Он убит Колсоном, пытаясь открыть Прорицателя.
На San Diego Comic-Con в июле 2014 года было объявлено, что Даймонд изображает Дэниела Уайтхолла, также известного как Кракен в комиксах, где он был представлен Джонатаном Хикманом для «Secret Warriors» #7. Даймонд ранее работал с авторами сериала над «Кукольным домом» и «Много шума из ничего», и хотя они хотели, чтобы он появился в течение первого сезона, он был недоступен из-за обязательств перед другим сериалом. Даймонд согласился на роль Уайтхолла, имея всего 24 часа на подготовку, в течение которых он сформировал немецкий акцент персонажа, чтобы использовать его для сцен-флэшбэков. Разрабатывая персонажа, Даймонд смотрел нацистские документальные фильмы и пересматривал фильмы Marvel, в частности, рассматривая персонажей Локи и Красного Черепа. Из первого, Даймонд был вдохновлён его цитатой из «Мстителей»: «На меня возложена славная миссия», поскольку он никогда не играл суперзлодея, «того, кто действительно верил, что они лучший человек, чтобы править вселенной или, по крайней мере, Землёй». Для изображения Хьюго Уивингом Красного Черепа, Даймонд посмотрел на его гнев и голос, чтобы посмотреть, «как [Уайтхолл] вписался бы в этот спектр», и остановился на «это телевидение. Я улыбающийся, спокойный злодей». Даймонд также обратился за советом к Малькольму Макдауэллу, который посоветовал ему «Всегда улыбаться и позволить репликам делать свою работу». Персонажа часто можно увидеть чистящим очки — «отличительное качество», разработанное Джедом Уидоном.

#### Сунил Бакши
Сунил Бакши (актёр — Саймон Кассианидис) — правая рука Уайтхолла, играет важную роль в промывании мозгов подданным «Гидры», включая агента «Щ.И.Т.» Кару Паламас, которая позже мстит, промывая мозги самому Бакши. Став теперь верным Паламас и Уорду, Бакши жертвует своей жизнью, чтобы спасти последнего, когда Симмонс пытается убить его.
В Скелете Сунил Бакши является ведущим новостей, который ведёт передачу «The Bakshi Report», в которой он сообщает о действиях «Гидры» против сопротивления «Щ.И.Т.а».
Кассианидис, фанат сериала и комиксов в целом, получил «главную повторяющуюся роли» Бакши в июле 2014 года. Продюсеры планировали, что Бакши будет убит в пятом эпизоде второго сезона, но передумали после ранней читки сценариев с Кассианидисом и продлили его участие в шоу до девятнадцатого эпизода. Говоря об отношениях персонажа с Уайтхоллом, Кассианидис объяснил: «Бакши действительно чувствует, что он может действовать под руководством Уайтхолла самостоятельно, используя своё собственное суждение. Он пользуется доверием Уайтхолла и действует так, как считает нужным, последствия чего будут иметь место». О мотивациях и мыслительном процессе Бакши Кассианидис сказал: «Когда вы настолько привержены какой-либо идеологии, я думаю, что она допускает элементы безумия… было ли это в нём воспитано или это врождённое, неясно, но он, безусловно, находится в том состоянии, когда причинять людям боль, мучить людей и действовать в соответствии с этой идеологией — это то, что ему очень нравится».

#### Карл Крил
Карл Крил (актёр — Брайан Патрик Уэйд) — оперативник «Гидры», которого завербовал Гарретт и которому промыл мозги Уайтхолл, и который может поглощать свойства всего, к чему прикасается. Позже он был нанят Тэлботом в качестве своего телохранителя, но уволился, когда Тэлбот был ранен и госпитализирован. Некоторое время спустя Крила нанимает генерал Хейл, чтобы помочь ей в охоте на «Щ.И.Т.», но он предаёт её, узнав, что она держит Тэлбота в плену, помогая Колсону и Тэлботу сбежать. Крил также устанавливает ментальную связь с гравитонием и обнаруживает, что разумы Франклина Холла и Иэна Куинна продолжают жить в нём после того, как он поглотил их. Во время выздоровления в больнице Крила посещает Гленн Тэлбот, который поглощает Крила в себя своим гравитонием.
Уэйд получил роль в августе 2014 года.

#### Кара Паламас / Агент 33
Кара Паламас (актриса — Майя Стоян) — агент «Щ.И.Т.», преданная «Гидре» тогда находящейся под прикрытием Морс и подвергнутая промыванию мозгов Бакши и Уайтхоллом. Ныне верная «Гидре» Паламас использовала наномаску, чтобы принять облик Мэй, и когда последняя убивает Паламас электрическим током, находясь в этой маскировке, она остаётся такой же, как Мэй, но деформированной. После того, как Колсон убивает Уайтхолла, Паламас работает с Уордом, между ними завязываются романтические отношения, в то время как последний делает всё, что в его силах, чтобы дать Паламас «завершение». Они ремонтируют её наномаску, чтобы она могла стать кем пожелает, промывают мозги Бакши и похищают Морс в попытке вынудить её признаться. Когда Мэй и Хантер приходят спасать Морс, Уорд случайно убивает Паламас, пока она находится в маскировке Мэй.
В то время как Стоян изображает Паламас, персонажа также изображают другие члены актёрского состава, в том числе и Минг-На Вен и Хлоя Беннет, когда она принимает облик их персонажей. Стоян должна была балансировать работу над сериалом со своей параллельной повторяющейся ролью в «Касле», но всё ещё могла появляться в каждом предлагаемом ей эпизоде. Говоря о изображении Паламас и различиях между ней и Мэй, Вен сказала: «Она не только потеряла своё лицо, она действительно потеряла волю. Я имею в виду, что она полностью под контролем Уайтхолла и… для меня это довольно грустный персонаж, потому что она такая противоположность Мэй. Мэй так уверена в себе и точно знает, что ей нужно делать, и может выполнить работу, основываясь на своём собственном мнении, и с Агентом 33, она не только изуродована, у неё больше нет не только лица, у неё больше нет своей личности». После того, как Паламас освободилась от промывания мозгов и присоединилась к Уорду, Стоян сказала о персонаже и их новых отношениях: «Та любовь/роман, что у неё с Уордом… она действительно, я думаю, пытается найти себя — хорошо это или плохо. Она действительно верит в этого единственного мужчину, и она собирается последовать за ним».

#### Дзяйин
Дзяйин (актриса — Дичен Лакмэн) — Нелюдь-жена Кэлвина Джонсона, а также мать Дейзи и Коры, которая не стареет и может быстро исцеляться благодаря старейшине её деревни, отдающему свою жизнь каждый год. Собранная Кэлвином по кусочкам после того, как Дэниел Уайтхолл препарировал её, чтобы раскрыть секрет её способностей, Дзяйин навсегда перестаёт быть прежней и идёт на многое, чтобы найти свою дочь; даже заходит так далеко, что добровольно забирает невинные жизни, чтобы подпитывать её способности. В конце концов, Дзяйин пытается сбежать от этой новой личности, основав Загробье, убежище для Нелюдей, и когда Дейзи (по имени Скай) отправляется туда, она с радостью становится её наставником. Однако, когда «Щ.И.Т.» обнаруживает Загробье, Дзяйин начинает с ними войну и пытается убить всех людей с помощью искусственных кристаллов Терригена. После того, как Скай нападает на неё, она пытается лишить её жизни, но её останавливает Кэлвин, который убивает её.
Оказавшись в 1983 году, Мелинда Мэй и Елена Родригес посещают Дзяйин в Загробье, чтобы помочь Елене восстановить свои силы, что, по мнению Нелюдя, связано с психикой. После того, как Натаниэль Малик нападает на Загробье и завывает Кору на свою сторону, Мэй и Родригес убеждают Дзяйин сбежать и перегруппироваться. Позже она присоединяется к «Щ.И.Т.у» и встречает Дейзи, но их находит Натаниэль и убивает Дзяйин.
Говоря об уровнях насилия, изображённых в сериале, Белл признал, что исполнительные продюсеры и сеть действительно подвергли сомнению графическую природу сцены, в которой Уайтхолл препарирует Дзяйин, но в конечном итоге она была сохранена как есть, потому что они чувствовали, что «для вас было важно понять, насколько это было ужасно, и что она пережила и чудом выжила — это была большая часть нашей истории». Для костюма Дзяйин Фоули «хотела, чтобы у неё было потустороннее чувство, а также, в то время, Дичен [Лакмэн] была беременна, поэтому нам нужно было придумать силуэт, который мог бы скрыть беременность и как бы расти вместе с ней, вот почему мы остановились на этой тунике. Самое замечательное в ней то, что в ней было это действительно классное азиатское чувство с высоким вырезом и пуговицами спереди». Фоули выбрала ткани для туник Дзяйин, основываясь на том, что происходило в истории, и как она чувствовала, что персонаж думал.
Что касается воспринимаемой роли Дзяйин как главной злодейки второго сезона из-за её действий в финальных эпизодах, Белл сказал: «По нашему мнению, [Дзяйин] была не столько злодейкой, сколько антагонистом, но если вы посмотрите на то, почему она чувствуется как таковой, Дзяйин действительно заслужила эту должность». После того, как предыстория и мотивы персонажа были раскрыты, некоторые сравнивали её с персонажем Marvel Comics Магнето. В ответ на это Белл сказал: «Мы сознательно не имитировали [Магнето], но то, что у них обоих есть общего — это обоснованный мотив. Дзяйин была разорвана в клочья… Я чувствую, что её мотив действительно заслужен так же, как честно был заслужен мотив Магнето. Мы всегда хотим, чтобы у наших противников были хорошие мотивы… Мы старались сделать так, чтобы всё, что она говорила, было правдой».

#### Гордон
Гордон (актёры — Джейми Харрис, Филип Лейбс во втором сезоне, Фин Аргус в седьмом сезоне) — безглазый Нелюдь, обладающий способностью телепортироваться и излучать силовые поля. Его переход в Нелюдя был обусловлен Дзяйин, и он оставался верен ей в своей взрослой жизни. Благодаря своему положению он обеспечил, чтобы только немногие избранные могли войти в Загробье и покинуть его, и присоединился к Дзяйин в её войне против «Щ.И.Т.». Пытаясь распространить Туман Терриген через вентиляционную систему «Илиады», он был убит Фитцем.
Оказавшись в 1983 году, Мэй и Йо-Йо посетили Загробье, чтобы помочь последней восстановить свои силы; во время чего они столкнулись с молодым Гордоном. После нападения Натаниэля Малика Гордон помог Дзяйин сбежать, прежде чем в конечном итоге присоединиться к «Щ.И.Т.у» и помочь Колсону вернуться в Загробье. Однако их захватывают, и способности Гордона насильно передают Джону Гарретту. Позже он умирает от полученных травм, когда использует последние силы, чтобы спасти Колсона.

#### Эндрю Гарнер / Лэш
Эндрю Гарнер (актёр — Блэр Андервуд) — бывший муж Мэй и психолог из Калверского университета, который оценивает одарённых людей для «Щ.И.Т.». После отпуска с Мэй, чтобы попытаться возродить их отношения, Гарнер подвергается воздействию Терригена, который открывает в нём способности Нелюдя; он становится чудовищным Лэшом (актёр — Мэтт Уиллиг), который использует энергетические способности для охоты и убийства «недостойных» Нелюдей. Гарнер сдаётся «Щ.И.Т.у» до того, как трансформация становится постоянной, и успевает попрощаться с Мэй, прежде чем полностью превратиться в Лэша. «Щ.И.Т.» затем посылает Лэша сражаться с Ульем, надеясь, что его Нелюдская цель — уничтожить последнего. Хотя это не так, Лэшу удаётся освободить Дейзи Джонсон из-под контроля Улья, прежде чем быть убитым Адским пламенем.
В декабре 2014 года стало известно, что Андервуда взяли на роль Гарнера для нескольких появлений, начиная со второго сезона. В июле 2015 года было объявлено, что Нелюдь Лэш, который был создан Чарльзом Соулом и Джо Мадурейрой для «Inhumans» #1, появится в третьем сезоне. В августе того же года выяснилось, что Уиллиг будет исполнять роль Лэша, и Хетрик снова работал вместе с командами по гриму и визуальным эффектам сериала, чтобы воплотить «уникальный внешний вид» персонажа из комиксов. Уидон отметил, что это будет их «собственный взгляд на [Лэша]. Наверняка будут некоторые элементы из комиксов, но, как мы всегда делаем… мы немного изменим это». Белл уточнил, что «трудно иметь скрытый или волшебный город» в КВМ, такой как дом Лэша из комиксов, Ороллан, но «повестка дня Лэша, безусловно, может оставаться верной тому, что было в комиксах», и он будет судить, достойны ли нелюди. Грим Лэша Уиллига первоначально занимал шесть часов, но команда гримёров смогла сократить время до четырёх с половиной часов.
Уидон отметил, что в сериале уже есть несколько нелюдей, которые «довольно привлекательны», и продюсеры хотели «также показать другую сторону изменений, что могут произойти плохие вещи», при этом Танчароен уточнила, что «на самом базовом уровне мы были заинтересованы в том, чтобы включить монстра в микс, потому что он не человек, и его внешность довольно сумасшедшая и страшная. Мы хотели противопоставить нашу команду чему-то подобному». О том, как актёры и персонажи реагируют на появление Лэша, Беннет сказала: «Мне нравится думать, что они видели свою долю сумасшедшего дерьма, и это просто что-то довольно безумное, но не совсем умопомрачительное». После того, как выяснилось, что у Лэша всё ещё была человеческая форма, Белл сказал, что они потратят время на изучение разных персонажей в качестве потенциальных кандидатов, хотя двумя эпизодами позже человеческой формой оказался Гарнер. Для CGI-преобразования на экране из Гарнера в Лэша, Андервуд и Уиллиг были отсканированы в 3D (последний был полностью в гриме), а затем Андервуд обеспечил захват движения для сцены, поскольку руководитель визуальных эффектов Марк Колпак отметил отсутствие сходства между Андервудом и окончательным дизайном Лэша, и поэтому хотел сохранить как можно больше «сущности» Андервуда на протяжении всего процесса трансформации. Андервуд изобразил трансформацию как «болезненную», «жёсткую» и «утомительную», хотя он отметил, что персонажу будет легче трансформироваться, чем больше это будет происходить.
Идя в третий сезон, Андервуд знал только, что продюсеры хотели больше узнать о личной жизни Гарнера, после того как его появления во втором сезоне были «дополнением к агенту Мэй… устройством и конструкцией, чтобы открыть её и увидеть больше её жизни». Он также не ожидал раскрытия Лэш, о чём он не знал, пока началась читка сценария «Дьяволы, которых ты знаешь», когда предполагалось, что Гарнер мёртв, и продюсеры подошли к нему позже, чтобы рассказать им о своём плане для персонажа. Андервуд сравнил динамику Гарнера/Лэша с Джекиллом и Хайдом и Брюсом Бэннером/Халком, а также сравнил новую динамику Мэй/Гарнера с Красавицей и Чудовищем. О мотивациях Лэша Андервуд заявил, что «Лэш видит [Нелюдей] как возвышенное общество, и для него честь быть Нелюдем. Не все достойны этого прозвища. Он берёт на себя обязанность быть судьёй, присяжным и палачом тех, кто достоин быть Нелюдем, а кто нет». Разъясняя это и связь Гарнера с Лэшем, Андервуд сказал: «Если вы посмотрите на его работу как на психолога… в „Щ.И.Т.е“, он определяет, [кто] достоин и не достоин быть частью команды Секретных воинов… это логично, что это своего рода такое же обоснование, но на стероидах».

#### Роберт Гонсалес
Роберт Гонсалес (актёр — Эдвард Джеймс Олмос) — пожилой агент и тактик «Щ.И.Т.» и командир «Илиады» во время падения «Щ.И.Т.», которому поручено защищать монолит Крии. Он убеждён, что не стоит уничтожать корабль (чтобы помешать «Гидре» заполучить монолит), чтобы сотни агентов на борту могли жить, не подчиняясь приказам Фьюри, и впоследствии становится одним из основателей «настоящего „Щ.И.Т.а“» вместе с Анной Уивер, Томасом Кальдероном и агентом Оливером. Он по-прежнему критически относится к секретам и всему инопланетному, даже после того, как согласился оставить Колсона директором нового объединённого «Щ.И.Т.а», но всё ещё пытается мирно договориться с Дзяйин и нелюдями. Однако Дзяйин убивает Гонсалеса и стреляет в себя, утверждая, что он напал на неё, чтобы начать войну против «Щ.И.Т.а».
В январе 2015 года было объявлено, что Олмос присоединится к сериалу в роли Роберта Гонсалеса, и Олмос описал присоединение к КВМ как один из самых высоких моментов своей карьеры. Что касается очевидной разницы в философии между Гонсалесом и Колсоном, Олмос объяснил, что «ситуации, с которыми я столкнулся, и ситуации, с которыми он столкнулся, изменили нашу способность работать с одинаковым пониманием. Он работает так, как работал Фьюри, и при этом понимании. Я не работаю в соответствии с пониманием Фьюри… Я думаю, что философия Колсона такая же, как у меня! Мы — „Щ.И.Т.“. Мы не что иное, как люди из „Щ.И.Т.“. Просто наш „Щ.И.Т.“, тот, который мы изначально выдвинули, был очень, очень прозрачным. И „Щ.И.Т.“, который материализовался при Фьюри, а теперь и при Колсоне, гораздо более скрытен». Олмос также сравнил отношения между двумя фракциями «Щ.И.Т.а» с отношениями между демократами и республиканцами.

#### Алиша Уитли
Алиша Уитли (актриса — Алисия Вела-Бейли) — Нелюдь, способная создавать своих клонов, которая была верна Дзяйин, пока она не узнала, что последняя начала войну с «Щ.И.Т.ом». После смерти Дзяйин Алиша помогает «Щ.И.Т.у», пока она не попадает под влияние Улья. Позже её убивает жнец Крии.

#### Кибо
Кибо (актёр — Дез Кроуфорд) — член «Гидры», заместитель командира Уорда, пока его не убивает Морс. Кроуфорд подписал контракт только на финал второго сезона, но сценаристам он понравился в персонаже, и поэтому они вернули его в третий сезон. Кроуфорд сказал, что у Кибо есть сомнения по поводу Уорда как босса, но «некоторым людям нравятся их боссы, некоторым нет».

### Представленные в третьем сезоне

#### Розалинд Прайс
Розалинд Прайс (актриса — Констанс Зиммер) — глава ОГПУ, поскольку она пересекается с «Щ.И.Т.ом» в охоте на нелюдей. После развития романтических отношений с Колсоном, Уорд убивает Прайс.
В июле 2015 года Зиммер получила роль Прайс, которую Грегг описал как «мощную… Я бы не сказал, что двойник, но у неё определенно много общего с Колсоном. Она представляет персонажа, с которым он не сталкивается каждый день, у которого с ним больше общего, чем у большинства других людей». В сентябре того же года Белл уточнил: «В прошлом Колсон часто играл в шоу роль отца, потому что Дейзи — своего рода фигура суррогатной дочери — внезапно появляется другой взрослый [в лице Прайс], который может подшучивать, который может постоять за себя, и есть что-то приятное в том, чтобы видеть его в этих отношениях».

#### Лютер Бэнкс
Лютер Бэнкс (актёр — Эндрю Ховард) — агент ОГПУ и бывший морской пехотинец, который верен Прайс. Он убит Гийерой.

#### Джоуи Гутьеррес
Джоуи Гутьеррес (актёр — Хуан Пабло Раба) — Нелюдь и бывший рабочий-строитель, обладающий способностью плавить определённые металлы, которого вербует «Щ.И.Т.» для команды «Секретные воины» Дейзи Джонсон.
В августе 2015 года было объявлено, что Раба получил роль в сериале. Скотт Меслоу из Vulture и Оливер Сава из The A.V. Club, делая обзор эпизода третьего сезона «Законы природы», оба выразили своё удовольствие от того, что в сериале появился гей-персонаж Гутьеррес, который, как отметил Меслоу, оказался первым открытым гей-персонажем в КВМ.

#### Вернер фон Штрукер
Вернер фон Штрукер (актёр — Спенсер Трит Кларк) — сын лидера «Гидры» барона Вольфганга фон Штрукера, которого Уорд завербовал в «Гидру» после смерти Вольфганга. После того, как он не выполнил приказ Уорда убить Гарнера, Кибо оставил Вернера в вегетативном состоянии, и «Щ.И.Т.» взял его под стражу. Позже он госпитализируется в психиатрическую больницу и, после освобождения, объединяется с генералом Хейл и её дочерью Руби. Вернер уступил требованиям генерала Хейл, когда увидел один из экспериментов своего отца в виде Карла Крила, поднимающего тяжести. После того, как Руби получает 8% гравитония в себе, она случайно убивает Вернера.

#### Гийера
Р. Гийера (актёр — Марк Дакаскос) — Нелюдь-телекинетик и глава службы безопасности ОГПУ, тайно верный Малику. В конце концов Улей подчиняет его себе, пока Фитц не убивает его.

#### Полли Хинтон
Полли Хинтон (актриса — Лола Глодини) — жена Чарльза Хинтона и мать Робин Хинтон.

#### Дж. Т. Джеймс / Адское пламя
Дж. Т. Джеймс (актёр — Аксель Уайтхед) — Нелюдь, которому Дзяйин отказала в праве на Терригенезис и изгнала из Загробья. Джонсон подвергает Джеймса трансформации, находясь под влиянием Улья, давая Джеймсу возможность наполнять объекты огнём. Затем он сам попадает под влияние Улья и выбирает кодовое имя Адское пламя. После того, как Улей уничтожен, Джеймс страдает ужасными симптомами абстиненции и в результате начинает ненавидеть быть Нелюдем. Он предаёт свой вид Сторожевым псам, помогая им выслеживать и убивать других Нелюдей, обещая, что они убьют его, когда закончат.
Уайтхед впервые появился в качестве приглашённой звезды в роли Джеймса в эпизоде «Потерянный рай», где он представлен как кто-то из прошлого Линкольна, причём Уайтхед и Митчелл ранее снимались вместе в сериале «Домой и в путь». После повторных появлений персонажа в течение оставшейся части третьего сезона, выяснилось, что он является адаптацией персонажа Адское пламя из комиксов про Секретных воинов. Исполнительный продюсер Танчароен сочла «несложным» включить Адское пламя в сериал, несмотря на то, что он не был Нелюдем в комиксах. Уидон расширил, сказав: «Нам понравилось его отношение. Он парень, который говорит всё как есть. Он немного придурковат. Ему всё равно, нравится ли он, и писать об этом весело». Продюсеры также смогли найти способ включить в сериал фирменную огненную цепь Адского пламени. В четвёртом сезоне выясняется, что его полное имя — Дж. Т. Джеймс.

#### Андерсон
Андерсон (актёр — Александр Рэйт) — агент «Щ.И.Т.» и ассистент Колсона.

#### Натаниэль Малик
Натаниэль Малик (актёры — Джоэл Дэбни Кортни в третьем сезоне, Томас Э. Салливан в седьмом сезоне) — брат Гидеона, которого он принес в жертву Улью. Позже Улей воспользовался его воспоминаниями и использовал их, чтобы отомстить Гидеону, убив племянницу Натаниэля, Стефани.
Путешествуя во времени, чтобы остановить Хроникомов, команда «Щ.И.Т.» столкнулась с Натаниэлем в 1970-х годах, который жил долго после своей смерти в первоначальной линии времени после того, как Хроникомы объединились с его отцом Уилфредом. После встречи с Дейзи и увидев, как она использует свои силы, Натаниэль вдохновился работать независимо от «Гидры», прежде чем захватить её и передать её способности себе. К 1980-м годам он усовершенствовал свой контроль над ними и присоединился к хроникому Сивилле. Как только они завладели её Временным потоком, Натаниэль почерпнул из него знания о будущем и использовал их, чтобы завербовать единомышленников, чтобы посеять хаос, таких как молодой Джон Гарретт и нелюдь Кора, а также попытаться устранить Фитца, поскольку у него есть ключ к срыву его планов. Однако, потеряв терпение, он непреднамеренно разрушает план Сивиллы найти Фитца, прежде чем забрать силы Коры после её предательства и сразиться с Дейзи, во время чего она взрывает корабли Хроникомов; убивая Натаниэля в процессе.

#### Пайпер
Пайпер (актриса — Бриана Венскус) — агент «Щ.И.Т.» и член ударной команды Мэй. Она периодически появляется, помогая команде в их различных миссиях, и устанавливает связь с агентом Дэвисом.

#### Аида «Офелия» / Мадам Гидра
Аида (актриса — Мэллори Дженсен) — Жизнеспособная Модель человека, тело андроида, основанное на бывшей любовнице и партнёре Рэдклиффа Агнес Китсворт (актриса — Дженсен), в которую он перенёс свой искусственный интеллект АИДА (озвучка — Аманда Ри). После того, как Даркхолд показывает Рэдклиффу секрет вечной жизни, Рэдклифф программирует Аиду, чтобы она сбежала в попытке украсть книгу у «Щ.И.Т.а». В конечном итоге она обезглавлена в битве против «Щ.И.Т.а», и Рэдклифф строит новую модель андроида. Позже Аида убивает Китсворт, чтобы её сознание могло пребывать в реальности Скелета. Аида входит в Скелет, где она берёт имя «Офелия» и также известна как Мадам Гидра, лидер «Гидры». У неё также есть отношения с Лео Фитцем, у которого псевдоним Доктор. Агнес также находится в Скелете, живя с сознанием Рэдклиффа на Огигии, пока её не удаляет Доктор. С помощью проекта «Зазеркалье» Аиде удаётся создать своё органическое тело, и она снова становится Офелией. Офелия также получает Нелюдские способности к телепортации, манипуляции с электрическим зарядом и исцеляющему фактору. Позже она была убита Филом Колсоном, одержимым Призрачным гонщиком.
Искусственный интеллект АИДА была кратко озвучена Амандой Ри в финале третьего сезона. К июню 2016 года шёл кастинг «очень привлекательной» актрисы, чтобы изобразить робота в повторяющейся роли для четвёртого сезона. Персонаж был описан как передвигающийся «вполне естественно», но говорящий «немного формально», как Д.Ж.А.Р.В.И.С. Железного человека в фильмах КВМ. В августе Дженсен была выбрана на роль; она также изображает Агнес Китсворт, для которой она использует свой родной австралийский акцент. В апреле 2017 года выяснилось, что Аида появится в реальности Скелета в роли Мадам Гидры, также в исполнении Дженсен. Когда Аида стала Мадам Гидрой, Уидон отметил: «У нас была одна из самых грозных злодеек женского пола, которые у нас когда-либо были [в лице Аиды], и мы мы возвращали „Гидру“, так что это казалось естественной парой. Она подключилась к этому миру и явно пытается жить какой-то другой, новой, уникальной жизнью. Мы чувствовали, что если бы вы выросли в мире и пытались быть настолько могущественными, насколько это возможно, и в этом мире доминировала „Гидра“, тогда было бы естественно, что она станет [Мадам Гидрой]. Мы подумали, что это будет забавный способ представить этого персонажа, который такой жуткий, странный, странный и весёлый».
Костюм Аиды был сшит на заказ и вдохновлён работами Александра Маккуина. Фоули хотела, чтобы он был простым, чтобы «совсем не отнимать у персонажа», но также был «то-то вроде чувства „Откуда взялся этот наряд?“, чтобы это было именно её костюм. Это просто добавляет загадочности тому, кто она». Дженсен описал «Аиду 2.0» как запрограммированную быть более безжалостной, причём костюм персонажа был более тёмного оттенка серого, чем тот, который носила оригинальная Аида, чтобы отразить эти изменения. Новый художник по костюмам Аманда Райли взяла костюмы Фоули для Аиды в качестве базовой формы костюма Мадам Гидры, но стремилась сделать так, чтобы он чувствовался «сильнее» и более по-военному, чем эти костюмы, благодаря тому, что плечи костюма напоминают эполеты. В костюме используется зелёный цвет, который тесно связан с персонажем комиксов.

### Представленные в четвёртом сезоне

#### Робби Рейес / Призрачный гонщик

Робби Рейес в сериале «Агенты „Щ.И.Т.“».

Роберто «Робби» Рейес (актёр — Гэбриел Луна) — механик, который вместе со своим братом Гейбом подвергся нападению членов банды, нанятых для убийства их дяди Элая Морроу. Гейб был парализован, а Робби убит, но его жизнь была спасена, когда Призрачный гонщик на мотоцикле дал Робби свою силу, создав нового Призрачного гонщика. Робби живёт, чтобы защищать Гейба, и по ночам он ищет мести, выслеживая виновных и убивая их. Его действия приводят его в контакт с линчевателем Дрожью и агентами «Щ.И.Т.», через которых он узнаёт об интересах своего дяди в Даркхолде. Это приводит к тому, что Робби ведёт Морроу через портал в другое измерение. После возвращения на Землю Робби Рейес помогает победить Аиду и использует свои новые способности по созданию порталов, чтобы увести Даркхолд далеко.
Реклама «Агентов „Щ.И.Т.“» в преддверии San Diego Comic-Con International 2016, в которой присутствовала пылающая цепь, привела к предположению, что к сериалу в течение этого сезона присоединится персонаж Призрачный гонщик, хотя было отмечено, что изображение может просто указывать расширенную роль Адского пламени после его появления в третьем сезоне. Когда выяснилось, что в сериале идёт кастинг на роль латиноамериканского персонажа, соответствующего описанию Робби Рейеса, дальнейшие предположения указывали на включение Призрачного гонщика, звание, которое Рейес взял на себя в комиксах. На панели Comic-Con, посвящённой сериалу, это предположение подтвердилось, и Луна был объявлен в роли Рейеса. Луна изначально не решался подписаться на повторяющуюся, а не главную роль, но передумал, как только ему сказали, что персонажем будет Призрачный гонщик, которого он любил в детстве. Он чувствовал, что это было «слишком хорошо, чтобы быть правдой», что Рейес «был персонажем, который выглядел как я, действовал как я, и у него была эта удивительная семейная динамика со своим братом», причём Луне это было близким, так как его отец умер до его рождения, оставив Луну «самым старшим мужчиной в [его] ближайшей семье».
Луна описал Призрачного гонщика как «отдельную сущность» от Рейеса, сравнивая динамику с Халком. Рейес был выбран в качестве Призрачного гонщика для сериала, по сравнению с другими версиями персонажа, так как он является новейшей версией из комиксов, и исполнительные продюсеры подумали, что «было бы интересно привести кого-то с [его] прошлым в нашу динамику». Относительно того, будет ли персонаж одержим сатанинским серийным убийцей, как в комиксах, или более традиционным Духом возмездия, Танчароен сказала: «Мы остаёмся верны его обстоятельствам. Но, как всегда с любым свойством, которое мы используем, мы позволяем себе с ним вольности», причём Уидон добавил, что они «немного почерпнут из разных версий Призрачного гонщика», с «небольшим смешиванием и сопоставлением». Луна сказал, что из-за недавнего появления персонажа в комиксах, «большая часть шоу будет расширять канон Призрачного гонщика»; однако, чтобы подготовиться, Луна прочитал все 12 выпусков серии «All-New Ghost Rider», в которой был представлен Рейес. Персонаж водит в шоу Dodge Charger 1969 года, «Адский чарджер» из комиксов, который Луна прозвал Люси, что сокращённо от Люцифера. У производства была герой-машина и дублёр для трюков, в то время как команда визуальных эффектов использовала CG-дублёра, когда это было необходимо. Эрик Норрис выступает в качестве водителя-каскадёра Луны, а Морган Бенуа, частый сотрудник Луны — в качестве его дублёра-каскадёра.
Фирменная куртка персонажа и пылающая голова были разработаны креативным директором Marvel Television Джошуа Шоу на основе дизайна Фелипе Смита из комиксов. Дизайн черепа включает в себя струи пламени выхлопного типа, исходящие из висков, чтобы имитировать эффекты на его автомобиле. Для CG-черепа Луна носил маркеры отслеживания на лице, чтобы обеспечить производительность для этих сцен, особенно для анимации угольных глаз Призрачного гонщика. Луна также носит капюшон с мерцающими огнями, чтобы создать эффект огня, освещающего его костюм и поверхности вокруг него. Освещение можно регулировать в соответствии с различной температурой огня для различных ситуаций. Уидон отметил, что в сериале изображена пылающая голова Рейеса «ровно столько, сколько мы можем себе позволить», добавив: «Мы надеемся, что у персонажа есть не только пылающий череп, но и какое-то настоящее сердце для него и некоторая глубина». Фоули соединила куртку персонажа с джинсами и обувью Vans, чтобы Рейес «был приземлённым в реальности того места, где он вырос в Лос-Анджелесе». Фоули также работала с Колпаком, чтобы убедиться, что костюм не будет мешать визуальным эффектам. Поскольку у скелета нет голосового аппарата, Призрачный гонщик не говорит в сериале.
В августе 2016 года глава Marvel Television Джеф Лоуб сказал, что персонаж «может отправиться в другие разделы Кинематографической вселенной Marvel», в зависимости от реакции аудитории на их работу с ним, сказав: «Если мы сможем рассказать эту историю убедительно, тогда нужно сделать так, чтобы люди хотели ещё. И если они хотят ещё, сети говорят: „О, мы хотим ещё“». На это Луна отметил, что он «подписался, чтобы выполнить всю необходимую работу… это чрезвычайно захватывающе». В октябре того года Луна сказал, что были «слухи» о спин-оффе для персонажа, но повторил, что это будет зависеть от реакции зрителей.

#### Гейб Рейес
Гэбриел «Гейб» Рейес (актёр — Лоренцо Джеймс Хенри) — младший брат Робби, который был парализован в результате несчастного случая, в результате которого Робби стал Призрачным гонщиком.
Выяснилось, что проводился кастинг на роль латиноамериканского персонажа, соответствующего описанию Гейба Рейеса, в то же время, что и на роль Робби. Появление Робби Рейеса в сериале было подтверждено в сентябре 2016 года, и позже в том же месяце выяснилось, что Хенри будет изображать Гейба. Роль была одной из первых, на которую Хенри прослушивался после того, как он закончил съёмки в «Бойтесь ходячих мертвецов», где его персонаж был убит. На своём прослушивании Хенри подтвердил, что сможет посвятить своё время «Агентам „Щ.И.Т.“», не раскрывая события «БХМ» для кастинговой команды «Агентов», и он получил роль на следующий день. Его представление в роли Гейба вышло в эфир всего через несколько недель после того, как вышла в эфир его смерть в «Бойтесь ходячих мертвецов».

#### Люси Бауэр
Люси Бауэр (актёр — Лилли Бёрдселл) — учёная, работавшая в Momentum Labs в группе, включавшей её мужа Джозефа и инженера Элая Морроу. Они экспериментировали с таинственным Дархолдом, пока Морроу не предпринял шаги, чтобы получить силу книги для себя, создав машину, которая превратила Люси и её коллег в призрачных существ. Позже Люси пытается заставить Морроу восстановить её тело, но его племянник Робби Рейес первой изгнал её силой Призрачного гонщика, уничтожив её.

#### Джеффри Мейс / Патриот
Джеффри Мейс (актёр — Джейсон О’Мара) — новый директор «Щ.И.Т.», который был назначен, чтобы попытаться восстановить доверие общественности после публичного объявления вне закона Стива Роджерса и нескольких Мстителей из-за Заковианского договора. Первоначально общественность и другие члены «Щ.И.Т.а» считали Мейса Нелюдем со сверхсилой и неуязвимостью, но вместо этого он получил свои способности от проекта правительства США «Патриот», в котором использовалась суперсыворотка, полученная по формуле Кэлвина Джонсона. Мейс получил сыворотку после того, как его провозгласили за героический момент на церемонии в Вене, Австрия, после подписания Заковианского договора. Поскольку «Щ.И.Т.» нуждался в новом, усиленном директоре по рекомендации уходящего директора Колсона, Тэлбот и правительство США поручили эту работу Мейсу, которому они могли доверять. После того, как выяснилось, что силы Мейса были ложью, Колсон решил, что Мейс должен остаться «Патриотом» и лицом и политическим лидером «Щ.И.Т.а», в то время как Колсон берёт на себя командование операциями «Щ.И.Т.а». В Скелете, Мейс является главой сопротивления «Щ.И.Т.». Во время налёта на Лагерь Просвещения по культивированию «Гидры» Мейс жертвует собой, чтобы выиграть время для всех, чтобы выбраться из разрушающегося карантинного здания, что привело к его смерти и в реальном мире.
Флэшфорвард в конце финала третьего сезона показал, что Колсон больше не будет директором «Щ.И.Т.а» в четвёртом сезоне. В этой сцене шоураннеры намеренно избегали намёков на то, кто будет новым директором. После предположений в СМИ о том, какой из ранее представленных персонажей может взять на себя эту роль, выяснилось, что новым лидером на самом деле будет новый персонаж сериала в исполнении О’Мары, описанный как персонаж, «чьи корни Marvel уходят в 1940-е годы». Персонаж всегда должен был быть новым в сериале, поскольку исполнительные продюсеры чувствовали, что замена Колсона кем-то, кого он знает, «не будет [создавать] такого напряжения из него». Этим персонажем оказался Мейс, который был Нелюдем с суперсилой, после его введения в «Встречайте нового босса». О’Мара, будучи большим фанатом Marvel в детстве, который много работал с ABC, узнал, что Marvel «действительно серьёзно» интересовалась им на эту роль в том же звонке, когда его агент сказал ему, что его пилот для A&E «Печально известный» не станет сериалом. В течение 24 часов О’Мара поговорил с Лоубом, посмотрел часть третьего сезона «Агентов „Щ.И.Т.“» и принял предложение присоединиться к сезону, не читая сценарий для него. Он описал персонажа как «высокого статуса», сказав, что «он приходит, и он босс, отдающий приказы другим персонажам. Вот я прихожу после того, как [другие актёры] делали это в течение четырёх лет, и я говорю им, что делать. Это немного неловко».

#### Эллен Надир
Эллен Надир (актриса — Парминдер Награ) — сенатор и лидер движения «В первую очередь — люди», которая ненавидит нелюдей после смерти своей матери во время вторжения Читаури. Её ненависть к нелюдям проистекает из непонимания их происхождения, считая их инопланетянами, которые завладели телами людей. Она боится, что произойдёт вторжение, когда все нелюди станут просто новым меньшинством на Земле. Эллен даже пытается убить своего брата Виджая, который сопротивлялся Терригенезису в течение семи месяцев, пока его не освободили. Это приводит к тому, что он во второй раз закутывается в кокон. Надир вступает в союз со Сторожевыми псами в качестве их благодетеля. Когда высокопоставленный Сторожевой пёс Такер Шокли проверяет человечность Надир с помощью кристалла Терригена, он раскрывает его собственные Нелюдские способности к взрывам. Надир и те, кто был с ней, погибли в результате последовавшего взрыва.

#### Бёрроуз
Бёрроуз (актёр — Патрик Кавана) — член отдела «Щ.И.Т.а» по связям с общественностью, верный Мейсу. Он погибает во время засады в самолёте, на котором летят Колсон и Мейс. В Скелете Бёрроуз является частью сопротивления «Щ.И.Т.а».

#### Элай Морроу
Элайас «Элай» Морроу (актёр — Хосе Суньига) — дядя Робби и Гейба Рейес, инженер, который помогал воспитывать своих племянников. После того, как его коллеги из лаборатории Momentum Energy начали экспериментировать с Даркхолдом, Морроу стал жаждать его силы для себя. Он погрузил Джозефа Бауэра в кому, пытаясь найти книгу, и в конечном итоге превратил остальных своих коллег в призрачных существ. «Щ.И.Т.» освобождает его из тюрьмы, считая его жертвой, но он использует Даркхолд для создания машины, которая даёт ему силу создавать материю. Призрачный гонщик утаскивает Элая и себя в другое измерение.
Версия Элая Морроу в комиксах является сатанистом, который после смерти вселяется в своего племянника Робби и превращает его в Призрачного гонщика. В августе 2016 года Уидон предупредил, что сериал не обязательно будет напрямую адаптировать сюжетную линию из комиксов, сказав: «Мы не можем много сказать о том, что мы собираемся делать с происхождением [Робби Рейеса], но мы делаем свой собственный поворот в этом. Мы не хотим, чтобы люди, которые читали комиксы, точно знали, что будет дальше». В октябре было подтверждено, что Морроу появится в сериале в исполнении Суньиги. Его изменили для сериала, представив его как явно невинного человека, а затем показав, что он так же жаждет власти, как и его коллеги-учёные, экспериментирующие над Даркхолдом. Способности, которые он получает в результате своих экспериментов, сравниваются с способностями персонажа комиксов Молекулярного человека.

#### Антон Иванов / Главный
Антон Иванов (актёр — Зак Макгоуэн) — российский промышленник-затворник, известный как «Главный», который отстаивает традиционные ценности и старомодное оборудование над современными технологиями и внеземными сущностями. Он считает, что Колсон является причиной инопланетных проблем Земли (из-за фотографий, на которых он исследует неизвестные объекты), и работает со Сторожевыми псами, сенатором Надир и Холденом Рэдклиффом, чтобы бороться с «Щ.И.Т.ом». Он сильно заблуждается, полагая, что Нелюди — мошенники и монстры. Будучи искалеченным от рук Дейзи Джонсон, Аида обезглавливает Иванова и создаёт тело андроида, которым управляет его разум. Затем Иванов создаёт несколько дополнительных тел, чтобы его разум мог ими управлять. Найдя голову Антона Иванова, генерал Хейл убедила Иванова присоединиться к ней. Его голова была на теле робота, когда он столкнулся с Йо-Йо, чтобы он мог использовать Камеру для инфузии частиц. Йо-Йо выкинула Иванова из окна, что в конце концов убило его и деактивировало его механических солдат.

#### Хоуп Маккензи
Хоуп Маккензи (актриса — Джордан Ривера) — дочь Мака. Она умерла вскоре после рождения в реальной жизни, но в Скелете она оказывается живой. Аналог Хоуп в Скелете позже удаляется, когда Скелет разрушается.

#### Инок
Инок Колтрейн (актёр — Джоэл Стоффер) — хроником-антрополог с планеты Хроника-2, который выдаёт себя за человека. Он похищает и отправляет группу Фила Колсона, за исключением Фитца, во времени к Маяку в 2091 году из-за пророчества, которое раскрыла Робин Хинтон. Позже он помогает Фитцу добраться до того же времени, чтобы спасти остальных членов своей команды. Во время финальной битвы с Касиусом Инок и Дик жертвуют собой, чтобы вернуть команду Колсона в своё время.
В шестом сезоне его нынешняя форма позже работает над тем, чтобы тело Фитца было в безопасности, когда их корабль подвергается нападению Конфедерации. Когда они прибывают на планету Китсон, Инок и Фитц работают, чтобы позволить себе покинуть планету. После того, как Фитца захватывает хроником-охотник Малахи, Инох сталкивается с Симмонс. Когда начальник Инока, Атара, приказывает ему использовать Фитца и Симмонс, чтобы выяснить, как путешествовать во времени, чтобы спасти Хронику-2, он предаёт её и помогает своим новым друзьям сбежать. Как только он удостоверился, что они будут в безопасности, Инок уходит, чтобы связаться с коллегой, хроникомом-антропологом Исайей, но узнаёт, что его перевели. Несмотря на это, Инок завладевает его телом и возвращается на Землю, чтобы спасти Фитца и Симмонс, когда Малахи совершает набег на Маяк. Чтобы помочь «Щ.И.Т.у» в борьбе с хроникомами, он привносит технологии со своей планеты в создание ЖСМ Фила Колсона.
В седьмом сезоне Инок помог «Щ.И.Т.у» совершить путешествие во времени в 1930-е годы, чтобы не дать хроникомам убить Фредди Малика, отца будущего лидера «Гидры» Гидеона Малика. Хотя он не смог добраться до своих друзей до того, как они были вынуждены отправиться в другое время, Инок остался с Эрнестом Кёнигом; став его новым барменом в обмен на информацию о том, как он будет помогать «Щ.И.Т.у» в будущем. К 1955 году Инок сохранил свою должность бармена, продолжая помогать команде «Щ.И.Т.а» остановить последний заговор хроникомов. В 1973 году Инок воссоединился с агентами «Щ.И.Т.», помогая им избежать засады «Гидры». Когда «Зефир» попадает во временную бурю, Инок жертвует своим Пространственно-временным механизмом, чтобы Дик смог починить Временной привод. Прежде чем отключиться, он говорит Дейзи и ЖСМ Колсона, что это будет последняя миссия команды.
Стоффер первоначально появился в финальном эпизоде четвёртого сезона, где он просто указан как «силуэтный человек». Вернувшись в первый эпизод пятого сезона, Стоффер узнал, что персонаж был инопланетянином, и узнал, что начальная нарезка видео эпизода, которая включала одну из «любимых песен [Стоффера] всех времён», будет об Иноке. Кроме того, персонажа изначально звали Сайлас, прежде чем его переименовали в Инока, «потому что это просто звучит лучше». Стоффер назвал исполнение роли Инока «возможностью всей жизни», потому что он смог придумать, кем был Инок, а также раса хроникомов. Майкл Ар из Den of Geek почувствовал, что выступление Стоффера в роли Инока «войдёт в историю научной фантастики как одно из лучших изображений андроида со времён Дейты из сериала „Звёздный путь: Следующее поколение“».

### Представленные в пятом сезоне

#### Тесс
Тесс (актриса — Ив Харлоу) — находчивая, самодостаточная обитательница Маяка с надеждой на лучшее будущее. Позже Крии повесили её с прикреплённым к ней посланием, требующем, чтобы Флинта доставили к Крии. Позже Касиус попросил доктора Крии выполнить процедуру Крии, чтобы оживить Тесс, чтобы она могла передать сообщение Маку и Йо-Йо о сдаче Флинта. После смерти Касиуса Тесс и Флинт готовятся использовать способности Флинта в попытке восстановить Землю.
В ноябре 2017 года было объявлено, что Харлоу получила роль в сериале.

#### Касиус
Касиус (актёр — Доминик Рэйнс) — дворянин Крии и перфекционист в 2091 году, который является надзирателем Маяка. Касиус был послан своим отцом присматривать за Маяком после неудачи в предыдущей битве, в то время как его брат Фолнак руководил Империей Крии. Во время боя с Маком, Касиус принял лекарство Крии, которое убирает его боль после убийства Елены из будущего. С помощью Джеммы Мак смог убить Касиуса.
Нанесение грима Рэйнса занимало 4 часа.

#### Синара
Синатра (актриса — Флоранс Февр) — женщина Крии из 2091 года, которая служит заместителем Касиуса, стражем порядка и главой Наблюдателей Крии. Она владеет летающими сферами, которые использует либо для нападения на своих врагов, либо для убийства любого, кто обидел Касиуса. После того, как большая часть группы Фила Колсона сбежала на остатки Земли, Касиус послал Синару, чтобы избавиться от них. Во время боя с Дейзи Джонсон на борту модифицированного «Зефира-Один» Синара была убита, когда Дейзи Джонсон пронзила её трубой.
Нанесение грима Синары занимало 3,5 часа.

#### Грилл
Грилл (актёр — Пруитт Тейлор Винс) — «грубый надсмотрщик» свалки Маяка с неумолимым темпераментом, у которого нет иллюзий о мире, в котором он живёт. Когда Грилл узнаёт о Йо-Йо, Нелюдские способности Флинта проявляются, когда он убивает Грилла собранными камнями в целях самообороны.
В ноябре 2017 года было объявлено, что Винс получил роль в сериале.

#### Флинт
Флинт (актёр — Кой Стюарт) — молодой человек и обитатель Маяка, который хочет чего-то добиться и доказать, что он способен на большие дела. Он подвергается Терригенезису и развивает геокинез, который он впервые использовал, чтобы убить Грилла в целях самообороны. Позже Флинт помогает Маку и Йо-Йо победить атакующих вреллнексианцев. Перед смертью пожилая Робин Хинтон рассказывает Мелинде Мэй о видении с участием Флинта, которое было у неё, когда она была ещё ребенком. После восстановления Монолита времени Флинт присоединяется к Тесс, чтобы восстановить Землю.
В 6-м сезоне Айзель использует энергию Диалласа для создания клона Флинта из воспоминаний Мака и Йо-Йо, чтобы помочь ей восстановить Монолиты. Овладев для этого Флинтом, Айзель овладела Йо-Йо и сломала Флинту ногу, прежде чем Пайпер помогла его эвакуировать.
В 7-м сезоне Флинт и Пайпер помогают защитить Инока, Лео Фитца, Джемму Симмонс и их дочь Алию, пока они побеждают Хроникомов. Год спустя Флинт становится студентом Академии Колсона под руководством Мэй.
В ноябре 2017 года было объявлено, что Стюарт получил роль в сериале. Роль основана на одноимённом персонаже из комиксов «Inhumans».

#### Хейл
Хейл (актриса — Кэтрин Дент) — бригадный генерал и мать Руби, которая охотится на группу Фила Колсона после того, что случилось с Гленном Тэлботом. Алисса Джиррелс изображает Хейл в подростковом возрасте. В подростковом возрасте она была соперницей барона Штрукера и одноклассницей Джаспера Ситуэлла. Дэниел Уайтхолл выбрал её, чтобы вырастить следующего лидера «Гидры» путём оплодотворения. Позже она наткнулась на инопланетное устройство, которое позволило ей связаться с Ковасом из инопланетного альянса под названием Конфедерация. Именно её усталость от Конфедерации привела к попыткам генерала Хейл заставить «Щ.И.Т.» и «Гидру» работать вместе. Вскоре она объединяется с Карлом Крилом и Антоном Ивановым. После смерти Руби Хейл сообщает Ковасу, что у «Щ.И.Т.а» теперь есть гравитоний. После того, как Тэлбот поглощает гравитоний и принимает командование кораблем Коваса, Хейл пытается контролировать его с помощью перепрограммирования «Гидры», но он восстаёт и сокрушает Хейл своими силами.

#### Руби Хейл
Руби Хейл (актриса — Дав Камерон) — дочь генерала Хейл, которая одержима Дейзи Джонсон. Её мать тренировала её как убийцу, и она владеет чакрами, которые она использовала, чтобы отрезать половину рук Елены, когда она нападала на Мака. Выяснилось, что она родилась в результате оплодотворения. Когда Руби получает 8% гравитония в себе, она начинает слышать голоса Франклина Холла и Иэна Куинна в своей голове, как в случае с Карлом Крилом, что приводит к её случайному убийству Вернера фон Штрукера. После попыток Дейзи Джонсон и генерала Хейл заставить её позволить им помочь, у Елены не было выбора, кроме как использовать одну из чакр Руби, чтобы избавить её от страданий, и она мстит Руби за то, что отрезала ей руки.
В ноябре 2017 года Marvel сообщила, что Дав Кэмерон присоединилась к сезону в неизвестной роли, которой, как выяснилось в январе 2018 года, была роль персонажа Руби. Кэмерон описалв Руби как «очень интересную, сложную, темноволосую девушку» и «непредсказуемую». При прослушивании на роль Кэмерон, которая ничего не знала ни о Руби, ни о персонаже, сыграла её как убийцу, что понравилось продюсерам. Это помогло Кэмерон, как только она получила роль и узнала, что Руби была что-то вроде убийцы. Что касается отношений Руби с её матерью, Кэмерон чувствовала, что отношения были «сложными» с обеими этими сильными женщинами. Она продолжила: «Там также много любви. Это похоже на настоящие, сложные отношения матери и дочери. Это очень печально. Это очень приятно. Это очень страшно. Это очень быстро. Это очень физически».

#### Ковас
Ковас (актёр — Питер Менса) — Реморатский представитель Конфедерации, которому подчиняется генерал Хейл. Ковас преследует гравитониум, находящийся в распоряжении «Щ.И.Т.», отправляя воинов-реморатов на Маяк. Это заканчивается тем, что воинов-реморатов убивает Гленн Тэлбот, усиленный гравитонием. Во время боя с Мэй, в котором он потерпел поражение, Ковас запускает ионизирующие ракеты, предназначенные для удара по Маяку, но узнаёт, что Дик изменил координаты, чтобы нанести удар по его кораблю, убивая его.

### Представленные в шестом сезоне

#### Маркус Бенсон
Маркус Бенсон (актёр — Барри Шабака Хенли) — профессор естественных наук и коллега Эндрю Гарнера, которого Мэй наняла, чтобы предложить его научные знания «Щ.И.Т.у». Позже он получил самолёт, чтобы отправиться в Центральную Америку, где он нашёл информацию об Айзель. Айзель вызывает его к «Зефиру», одновременно завладевая Маком для определения местоположения храма, который ей нужен. Она мучает его видением умершего мужа Бенсона Томаса, который утверждает, что Бенсон был пьян, когда приказал Томасу отключить систему жизнеобеспечения после автомобильной аварии. Бенсон выдаёт местоположение. Маку и Йо-Йо удаётся отправить его в безопасное место, выбросив его из защитного отсека самолёта, чтобы уведомить «Щ.И.Т.» о местонахождении Айзель.

#### Джако
Джако (актёр — Уинстон Джеймс Фрэнсис) — умный и сильный неизвестный инопланетный наёмник, который является членом группы Сержанта. Он был самым маленьким в семье и хотел быть пекарем, пока его семью «не превратили в удобрение». Когда дело дошло до драки в технологической компании Дика Шоу, Джако был побеждён Диком и Маком с помощью симуляции Скелета. Притворившись, что он умер от невозможности дышать земной атмосферой, Джако раскрыл свои огнедышащие способности, прежде чем Дейзи вырубила его. После того, как он помог спасти ФитцСиммонс с корабля Айзель, Джако жертвует своей жизнью, чтобы взорвать Ленивую комету ядерной бомбой Сержанта.

#### Снежинка
Снежинка (актриса — Брук Уильямс) — странная, но смертоносная женщина, которая является членом группы Сержанта и увлекается смертью и воскрешением. Позже она влюбляется в Дика после того, как её бросил Сержант, который поставил свою месть выше её безопасности. После задержания Сержанта после его попытки угона «Зефира-1», Дейзи задержала Снежинку за совершённые ею убийства, к большому разочарованию Дика; хотя у него был телевизор с большим экраном, установленный в её камере.

#### Пакс
Пакс (актёр — Мэтт О’Лири) — опасный, но весёлый наемник, который является членом группы Сержанта. Когда дело дошло до драки в технической компании Дика Шоу, Пакса вырубают Отбоем. Во время миссии по захвату Айзель на борту её корабля после захвата «Зефира-1», Йо-Йо толкает Пакса лицом вперёд в Заряд Укрытия (устройство, генерирующее силовое поле, принесённое Сержантом). В то время как Джако хотел оказать ему медицинскую помощь, Сержант решил застрелить его, полагая, что он замедляет его в стремлении отомстить.

#### Малахи
Малахи (актёр — Кристофер Джеймс Бейкер) — хроником-охотник с Хроники-2, который охотится за Фитцем и отвечает Атаре. Он владеет специальными чакрами, которые позволяют ему телепортироваться куда угодно. Во время драки между хроникомами-охотниками и Дрожью на Китсоне, Малахи убегает с Фитцем после того, как он ненадолго воссоединился с Симмонс. Когда Атара начинает терять терпение из-за того, что ФитцСиммонс не может решить проблему путешествий во времени, Инок отключает Малахи, Атару и хроникомов с ними и забирает чакры Малахи, чтобы телепортировать себя, Фитца и Симмонс. Позже Малахи отклоняет предложение Баал-Гэда выследить Фитца и Симмонс, раскрывая, что у них есть копия их мозга в аппарате слияния мозгов. Получив необходимую ему информацию, Малахи рекомендует Атаре создать Хронику-3, но она непреклонна в том, что Хронику-2 всё ещё можно спасти. В ответ на это Малахи стреляет в неё и приказывает своим коллегам-хроникомам выследить две цели. Это приводит к тому, что он переводит всех антропологов-хроникомов на охотников и ведёт осаду Маяка. Хотя Иноку удалось спасти Фитца, Симмонс и тех, кто был с ними, Малахи смог захватить Маяк.

#### Айзель
Айзель (актриса — Каролина Выдра) — таинственная, рыжеволосая, нематериальная инопланетная наемница, который покупает Фитца, Симмонс и Иноха у мистера Китсона, чтобы они могли помочь ей в миссии на Землю, чтобы найти её Ди’Аллы (монолиты, с которыми команда «Щ.И.Т.» сталкивалась в прошлом). Позже выяснилось, что она является создателем Сорокопутов и стала мишенью Сержанта с тех пор, как она уничтожила его семью. После уничтожения её корабля Айзель начинает вселяться в агентов «Щ.И.Т.», чтобы получить доступ к Маку; в результате Сержант получает пулю и Дэвис гибнет. Поправившись и исцелившись, Сержант вырвался на свободу и противостоит Айзель по поводу местонахождения генератора Гравитония, удерживающего энергию Ди’Аллов. Сержант был сбит с толку, когда Айзель утверждает, что он из нематериального мира, как и она, и что «семья» — это воспоминания Колсона о его команде. Когда она выходит из комнаты, Йо-Йо бросается перед Дейзи, чтобы она не стала одержимой. Мак соглашается пойти вместе с Айзель, чтобы не было новых жертв в «Щ.И.Т.» и защитить Йо-Йо. Получив информацию о конкретном храме от Бенсона, Айзель держит Мака и Йо-Йо рядом, чтобы помочь ей восстановить три Ди’Аллы; используя их энергию, чтобы проявить клона Флинта из своих воспоминаний. Она вселяется в него и воссоздаёт Ди’Аллы. После этого она вселяется в Йо-Йо, чтобы сломать ногу Флинту. Когда Айзель столкнулась с Сержантом, он не смог убить её, ударил Мэй ножом и отправил её на другую сторону портала в качестве знака. Из-за природы мира Айзель Мэй смогла предотвратить ритуал с той стороны, заставляя Айзель сразиться с Мэй. Ненадолго вернувшись на Землю, Айзель находит Сержанта, сражающегося с Маком и Дейзи. Как только появилась Мэй и пронзила Айзель мечом, оставшиеся Сорокопуты растаяли в слизи, освобождая тех, кто был одержим.

### Представленные в седьмом сезоне

#### Уилфред «Фредди» Малик
Уилфред «Фредди» Малик (актёры — Даррен Барнет в 1931 году, Нил Бледсо в 1955 и 1970-х годах) — швейцар бара под почтовым отделением в 1931 году. Он был мишенью хроникомов-охотников, так как он является отцом будущего лидера «Гидры» Гидеона Малика. Несмотря на вмешательство хроникомов и попытки его босса Эрнеста отговорить его от этого, Фредди встретился с представителем «Гидры» и дал им компонент для сыворотки суперсолдата, которую сделает Абрахам Эрскин.
К 1955 году Фредди пришёл к власти в «Гидре» и якобы в «Щ.И.Т.е». После того, как его люди захватили Дика вместо учёного из «Щ.И.Т.а», Фредди решил пощадить его, как Дик пощадил его жизнь в 1931 году. Он также заказал убийство Дэниела Сузы, хотя команде Дика удалось инсценировать его смерть, чтобы помочь ему выжить. После этого хроникомы заключают союз с Фредди и помогают ему пережить 1970 год; год, когда он умер в первоначальной линии времени. Используя своё положение в «Щ.И.Т.е» и знания хроникомов о будущем, он пытается создать Проект «Озарение» на 40 лет раньше, хотя Дик убивает его, прежде чем он сможет довести план до конца.

#### Люк
Люк (актёр — Люк Бейнс) — хроником-охотник, работающий над тем, чтобы остановить создание «Щ.И.Т.а». В 1931 году он принял облик капитана полиции Нью-Йорка (актёр — Тобайас Джелинек), чтобы убить Фредди Малика, но «Щ.И.Т.» спас последнего, заставив хроникомов бежать через закрывающееся Окно времени. После очередного неудачного заговора в 1955 году он пытается склонить ЖСМ Фила Колсона на сторону хроникомов, но безрезультатно. В ответ он остаётся, чтобы заключить союз с Фредди Маликом. В 1976 году он присоединяется к хроникомам, чтобы довести проект «Озарение» до конца и заменить агентов «Щ.И.Т.» большим количеством себе подобных, но его убивает генерал Рик Стоунер.

#### Сивилла
Сивилла (актриса — Тамара Тейлор) — хроником-предсказатель, способная определять будущие вероятности с помощью устройства, называемого Временным потоком. После встречи с ЖСМ Колсона, который уничтожил корабль её хроникомов-охотников в 1976 году, она оказалась заперта в энергосистеме Риверс-Энд без тела до 1983 года, когда она убедила программиста создать для неё грубое тело, прежде чем убить его, как только он выполнил свою задачу. Создавая грубых, новых Охотников, она использовала их, чтобы отвлечь команду Колсона, пока она восстанавливала свой Временной поток и объединяла силы с Натаниэлем Маликом. После того, как Кора отключила питание Маяка, она смогла вторгнуться в системы «Щ.И.Т.а» загрузить информацию о местоположении их баз, чтобы её коллеги-хроникомы могли уничтожить их. Она присоединилась к своим коллегам-хроникомам и восстановила своё тело, чтобы найти Лео Фитца, поскольку у него был ключ к победе над ними. Однако нетерпеливый Натаниэль разрушил её планы, и агенты «Щ.И.Т.» привели её силы на их линию времени, прежде чем настроить их против неё и уничтожить её корабли, убивая её.

#### Кора
Кора (актриса — Дайян Доан) — Нелюдь со способностями к манипулированию энергией, дочь Дзяйин и сводная сестра Дейзи. Она была воспитана Дзяйин в Загробье, но боялась вреда, который она может причинить своими способностями. В то время как она покончила с собой в первоначальной линии времени, Натаниэль Малик спас её, используя знания хроникомов о будущем, и убедил её вступить в его ряды. Принимая участие в его набеге на Загробье, Кора начала верить, что её мать сдерживала её и получила более тонкий контроль над своими силами. Когда «Щ.И.Т.» проник в Загробье, чтобы спасти пленных Нелюдей, они захватили Кору, которая утверждала, что хочет присоединиться к ним. Однако она помогает Сивилле загружать информацию с компьютеров «Щ.И.Т.», прежде чем её заберут обратно к Натаниэлю. Узнав о смерти Дзяйин, когда она находилась под стражей у «Щ.И.Т.а», Кора противостояла Натаниэлю по этому поводу, но он манипулирует ею, чтобы она вместо этого сразилась с Дейзи. Она говорит своей сводной сестре правду, заставляя её колебаться и заставляя Натаниэля предать Кору и передать её силы себе. Однако Мак спас её, чтобы она могла помочь «Щ.И.Т.у» победить Натаниэля и Хроникомов. После этого Кора присоединилась к организации, работая вместе с Дейзи и Дэниелом Сузой.

## Приглашённые персонажи
Ниже приведён дополнительный список приглашённых звёзд, которые появляются в меньших ролях, выступают в значительных эпизодических ролях или появляются в графе «Также в главных ролях» за множественные появления. Персонажи перечислены по работам в КВМ или сезонах, в которых они впервые появились.
| - Мария Хилл (актриса — Коби Смолдерс, впервые в первом сезоне): Бывший заместитель директора «Щ.И.Т.». - Ник Фьюри (актёр — Сэмюэл Л. Джексон, впервые в первом сезоне): Бывший директор «Щ.И.Т.». - Джаспер Ситуэлл (актёры — Максимилиано Эрнандес, Адам Фэйзон как подросток, впервые в первом сезоне): Оперативник «Гидры» внутри «Щ.И.Т.», который тренировался вместе с Хейл и Штрукером. - Сиф (актриса — Джейми Александр, впервые в первом сезоне): Асгардская воительница. - Пегги Картер (актриса — Хейли Этвелл, впервые во втором сезоне): Сооснователь «Щ.И.Т.а». - Тимоти «Дум-Дум» Дуган (актёр — Нил Макдонаф, впервые во втором сезоне): Член Воющих Коммандос. - Джим Морита (актёр — Кеннет Чои, впервые во втором сезоне): Член Воющих Коммандос. - Лист (актёр — Генри Гудман, впервые во втором сезоне): Учёный «Гидры», заинтересованный в Нелюдях. - Мэттью Эллис (актёр — Уильям Сэдлер, впервые в третьем сезоне): Президент США. - Вольфганг фон Штрукер (актёр — Джои Дефор, впервые в пятом сезоне): Лидер «Гидры», который специализируется на экспериментах с людьми, передовой робототехнике и искусственном интеллекте. Томас Кречман изображает взрослую версию персонажа в фильмах КВМ. | - Феликс Блейк (актёр — Титус Уэлливер, впервые в первом сезоне): Агент «Щ.И.Т.», чей позвоночник сломал Детлок. Он становится лидером террористической группы «Сторожевые псы», которая настроена против Нелюдей, и теперь передвигается в инвалидном кресле. |

| - Стрейтен (актёр — Рон Гласс): Врач «Щ.И.Т.а», который наблюдал за воскрешением Колсона. - Эйс Питерсон (актёр — Аджани Райтстер): Сын Майка Питерсона. - Дебби (актриса — Шеннон Лучио): Учёная из проекта «Сороконожка», которая работала над Майком Питерсоном. Она позже работала над Ожогом и позже была сожжена им после того, как её бросила Рейна. - Камилла Рейес (актриса — Леонор Варела): Перуанская военная и бывшая коллега Фила Колсона, которая искала 0-8-4 для своего правительства. - Франклин Холл (актёр — Иэн Харт): Учитель «Щ.И.Т.», который экспериментировал с гравитонием, полученным его бывший партнёром Иэном Куинном. Позже он был поглощён гравитонием. Первоначально Харт должен был периодически появляться в сериале, но в итоге появился только в одном эпизоде после того, как сценаристы решили пойти в другом направлении со своими планами относительно персонажа. - Эдисон По (актёр — Каллен Дуглас): Лидер проекта «Сороконожка». Позже он был убит Ясновидцем за то, что подвёл его. - Чан Хо Йен / Ожог (актёр — Луис Одзава Чангчьен): Уличный исполнитель со способностью к пирокинезу, который присоединяется к Рейне и проекту «Сороконожка», чтобы усилить свои способности, в то время как они тайно перекачивали его тромбоциты, чтобы улучшить свою формулу Сороконожки. Он убит Мелиндой Мэй. - Эллиот Рэндольф (актёр — Питер Макникол): Асгардский каменотёс и бывший берсерк, выдающий себя за профессора человеческого колледжа. - Якоб Нюстром (актёр — Майкл Грациадей): Соруководитель Скандинавской языческой группы ненависти, которая охотилась за частями Посоха Берсерка. - Петра Ларсен (актриса — Эрин Вэй): Девушка Якоба Нюстрома и соруководитель Скандинавской языческой группы ненависти, которая охотилась за частями Посоха Берсерка. - Томас Уорд (актёры — Тайлер Риттер как взрослый, Мика Нельсон как ребёнок): Подвергшийся насилию брат Гранта и Кристиана, живущий, скрываясь от своей семьи под вымышленным именем. - Кристиан Уорд (актёры — Тим Дикей как взрослый, Алекс Ньюстаедтер как ребёнок): Сенатор от Массачусетса и жестокий брат Гранта и Томаса. Грант позже убивает Кристиана за кадром. - Гудман (актриса — Имельда Коркоран): Врач «Щ.И.Т.а» в проекте Т.А.И.Т.И. - Т. Ванчат (актёр — Эйден Тёрнер): Торговец на чёрном рынке, который продаёт инопланетные технологии. В то время как Грант Уорд ранее украл нейронную связь Читаури из его квартиры в Париже, Ванчат позже был задержан «Щ.И.Т.ом», чтобы получить информацию о том, куда Рейна забрала Фила Колсона. - Ллойд Рэтмен (актёр — Роб Хюбел): Директор по управлению активами ТОО «Kester, Dyer and Rathman», с компьютера которого Скай под псевдонимом Мелинда Мэй должна была получить транзакцию после того, как его оффшорный счёт был отслежен по одной из транзакций Ванчата. - Донни Гилл (актёр — Дилан Миннетт): Ученик Академии наук и технологий «Щ.И.Т.», который приобретает криокинетические способности после эксперимента с метеорологической машиной. - Кэлли Ханниган (актриса — Майара Уолш): Ученица Академии наук и технологий «Щ.И.Т.». - Ричард Ламли (актёр — Бойд Кестнер): Агент «Щ.И.Т.» из прошлого Скай. - Лорелея (актриса — Елена Сатине): Асгардка, способная соблазнить любого мужчину. Она сбежала во время нападения Малекита Проклятого на Асгард. - Томас Нэш (актёр — Брэд Дуриф): Вегетативный мужчина, которого Гарретт использует в качестве подставного Ясновидца. Убит Грантом Уордом. - Маркус Дэниелс (актёр — Патрик Бреннан): Учёный, способный высасывать энергию из чего угодно после эксперимента с Темной силой. Он взрывается после воздействия чистого света, питаемого гамма-излучением от «Щ.И.Т.а». - Одри Нейтан (актриса — Эми Экер): Виолончелистка, которая была возлюбленной Колсона до «Мстителей», и которой одержим Маркус Дэниелс. - Лиан Мэй (актриса — Цай Чинь): Мать Мелинды Мэй. Стэн Ли появляется в эпизодической роли в роли пассажира поезда. Крис Хемсворт появляется в роли Тора на архивных кадрах из фильма «Тор 2: Царство тьмы». | - Изабель Хартли (актриса — Люси Лоулесс): Агент-ветеран «Щ.И.Т.а». Она убита Карлом Крилом. - Карла Тэлбот (актриса — Ракель Гарднер): Жена Гленна Тэлбота. - Джордж Тэлбот (актёр — Джек Фишер): Сын Гленна и Карлы Тэлбот. - Кеннет Тёрджен (актёр — Адам Кулберш): Учёный из лаборатории «Гидры» вместе с Симмонс. - Маркус Скарлотти (актёр — Фальк Хенчель): Наёмник, связанный с «Гидрой», который выдаёт себя за агента «Щ.И.Т.», чтобы дискредитировать «Щ.И.Т.». - Себастьян Дерик (актёр — Брайан Ван Холт): Убийца из «Щ.И.Т.», воскрешённый Т.А.И.Т.И. - Вин-Так (актёр — Эдди Макклинток): Крии, намеревающийся уничтожить Прорицателей и Нелюдей. - Режущие когти: Группа суперзлодеев, перечисленных в Индексе «Щ.И.Т.», которых собрал Кэл. - Карла Фэй Гидеон (актриса — Дреа де Маттео): Женщина на Индексе и бывшая медсестра со скальпелями в ногтях, которая объединяется с Кэлом. - Уэнделл Леви (актёр — Рик Сарабия): Мастер-компьютерный хакер, который объединяется с Кэлом. - Фрэнсис Нош (актёр — Гео Корвера): Бывший боевик мафии в союзе с Кэлом, который приобрёл сверхсилу после приёма экспериментальных стероидов. - Дэвид А. Ангар (актёр — Джефф Дэниел Филлипс): Заключённый «Щ.И.Т.а», объединившийся с Кэлом, чьи голосовые связки издают звуки, вызывающие кататонию. - Томас Кальдерон (актёр — Кёрк Асеведо): Лидер «настоящего „Щ.И.Т.а“». Скай тяжело ранила его. - Оливер (актёр — Марк Аллан Стюарт): Агент «настоящего „Щ.И.Т.а“». Погиб от рук Дзяйин. - О’Брайен (актёр — Дерек Филлипс): Агент «Щ.И.Т.». Позже он превращается в Примитивного Нелюдя. - Ева Белякова (актриса — Винтер Эйв Золи): Нелюдь, убитая Мэй в Бахрейне. - Катя Белякова (актриса — Ава Акрес): Молодая Нелюдь, убитая Мэй в Бахрейне. В Скелет Мэй не убила Катю, и она начала посещать школу в Кембридже, Массачусетс, где она позже стала причиной «Кембриджского инцидента», который позволил «Гидре» прийти к власти. - Ассистент Дзяйин (актёр — Брендан Уэйн): Безымянный Нелюдь, верный Дзяйин. Джордж Стефанопулос появляется в эпизодической роли самого себя. |

| - Уильям Мэй (актёр — Джеймс Хонг): Отец Мелинды Мэй. - Уилл Дэниелс (актёр — Диллон Кейси): Космонавт, застрявший на Мавете, который влюбляется в Симмонс и жертвует собой, чтобы спасти её от Улья. - Виктор Рамон (актёр — Янси Ариас): Коррумпированный полицейский Национальной полиции Колумбии, убивший Франсиско. - Люсио (актёр — Гэбриел Сальвадор): Нелюдь и сотрудник Национальной полиции Колумбии, который может временно парализовать людей своим взглядом. Лусио был похищен «Гидрой» и был убеждён служить Улью. Его убивает Джоуи Гутьеррес. - Франсиско Родригес (актёры — Пол Линкольн Алайо как взрослый, Лукас Амандарис как ребёнок): Кузен Елены, который помогал ей в её деятельности. Был убит Виктором Рамоном. - Антон Петров (актёр — Равиль Исьянов): Русский делегат, планирующий убежище для Нелюдей, которое связано с Гидеоном Маликом. Его убивает Лэнс Хантер. - Стефани Малик (актриса — Бетани Джой Ленз): Дочь Гидеона. Её убивает Улей. - Дмитрий Ольшенко (актёр — Эндре Хулс): Премьер-министр России. - Андрович (актёр — Кристоф Конрад): Русский генерал и Нелюдь, который может проявлять и контролировать теневых существ Тёмной силы. Он был убит Бобби Морс. - Рубен Маккензи (актёр — Гай Чарльз): Брат Мака. - Чарльз Хинтон (актёр — Бьёрн Джонсон): Нелюдь. Когда он прикасается к кому-то, он видит и показывает им видение будущей смерти. Он умер, спасая Дейзи от Гидеона Малика, при этом показывая, как тот умрёт. - Кёрк Фогель (актёр — Марк Аттеберри): Член ближайшего окружения Гидеона Малика, который был предан Улью. Он умирает вместе с двумя другими членами внутреннего круга «Гидры» во время эксперимента Холдена Рэдклиффа. - Уолтер Томас (актёр — Дориан Грегори): Заместитель министра обороны. - Робин Хинтон / Провидец (актрисы — Уиллоу Хейл как пожилая женщина, Ава Колкер в 12 лет, Лекси Колкер в 7 лет): Дочь Чарльза и Полли Хинтон. Её терригенезис позволил ей заглянуть в прошлое, настоящее и будущее, что привело к пророчеству, которое позволило Иноку отправить большую часть группы Фила Колсона в 2091 год, чтобы спасти человечество. Однако это лишало её возможности различать их троих. В 2091 году пожилая Робин живёт на обломках «Зефира» вместе с выжившими людьми на оставшемся клочке Земли. После того, как Сэмюэл Восс нанёс ей удар ножом и она умирала на руках Мелинды Мэй, она рассказывает Мэй о видении, вращающемся вокруг Флинта. Когда группа Колсона возвращается в прошлое, Робин помогает им остановить генерала Хейл. Усиленный гравитонием Гленн Тэлбот позже похищает Робин и Полли, чтобы заставить их помочь ему найти неиспользованный гравитоний, хотя Мак и Фитц спасают их. Ноэль Мэбри, Фрэнк Моран и Ральф Ламми, участники веб-сериала в стиле реалити «Агенты „Щ.И.Т.“: Академия», появляются в эпизодических ролях в качестве агентов «Щ.И.Т.». | - Натансон (актёр — Блейз Миллер): Лаборант «Щ.И.Т.а». Убит Аидой. - Принс (актёр — Рикардо Уокер): Агент «Щ.И.Т.». Убит Аидой/Офелией. - Чен (актёр — Джен Кьюо Санг): Главарь китайской банды, вступивший в союз со Сторожевыми псами. Его убивает Люси Бауэр. - Фредерик (актёр — Дэн Донохью): Учёный из Лаборатории Моментум, которого Морроу превратил в призрака. Он был изгнан Призрачным гонщиком. - Хьюго (актёр — Уорд Робертс): Учёный из Лаборатории Моментум, которого Морроу превратил в призрака. Он был изгнан Призрачным гонщиком. - Винсент (актёр — Усман Элли): Учёный из Лаборатории Моментум, которого Морроу превратил в призрака. Он был изгнан Призрачным гонщиком. - Канело (актёр — Дэниел Сакапа): Дружелюбный, но жёсткий босс Робби Рейеса в «Автомастерской Канело». - Сесилио (актёр — Дерен Тэдблок): Агент «Щ.И.Т.», верный Джеффри Мейсу. - Джозеф Бауэр (актёр — Керр Смит): Муж Люси, которого Элай Морроу избил до комы. После того, как Люси использует свои призрачные способности, чтобы вывести его из комы, чтобы узнать местоположение Даркхолда, Джозефа навестили Колсон и Мак, но он умер от побочных эффектов призрачного прикосновения Люси. - Джонни Блейз / Призрачный гонщик (актёр — Том Маккомас): Призрачный гонщик, который дал Робби Рейесу его силу. - Виджай Надир (актёр — Маниш Дайал): Брат Эллен Надер, который является Нелюдем и развил суперскорость. После того, как его застрелила и сбросила в озеро сестра, Виджай подвергся ещё одному Терригенезису. В Скелете, Виджай является одним из пленников «Гидры». - Такер Шокли (актёр — Джон Пайпер-Фергюсон): Член Сторожевых псов, который случайно обнаруживает, что сам является Нелюдем, когда ему удаётся взорваться, а затем собрать свои молекулы. - Сунджина Надир (актриса — Шари Вассеги): Мать Эллен и Виджая, которая погибла во время нападения Читаури на Нью-Йорк. - Л. Т. Кёниг (актриса — Артемис Пебдани): Агент «Щ.И.Т.» и сестра братьев Кёниг. - Алистер Фитц (актёр — Дэвид О’Хара): Отец Фитца. Он впервые виден в Скелете как сторонник «Гидры» и любящий отец Фитца, пока его случайно не убила Симмонс. Джордж Стефанопулос снова появляется в эпизодической роли самого себя. |

| - Вёрджил (актёр — Дениз Акдениз): Член Маяка, который верил, что «Щ.И.Т.» отправится в 2091 год и спасёт человечество. Его убил вреллнексиан. - Зев (актёр — Калети Уильямс): Правая рука Грилла. После того, как его арестовали за ношение оружия в нарушение правил Маяка, Зев был отправлен на поверхность Земли, где он был убит вреллнексианами. - Ава (актриса — Туниша Хаббард): Обитательница Маяка и одна из многих рабов Касиуса. Во время финальной битвы против Касиуса Ава была освобождена Джеммой Симмонс после смерти Хек-Села и эвакуирована на траулер Флинтом. - Баша (актриса — Риа Килстедт): Неизвестная инопланетная дворянка, которая является одной из знакомых Касиуса. - Тай (актёр — Макс Э. Уильямс): Боевой тренер-нелюдь под руководством Касиуса на Маяке. После того, как его подвергли воздействию лекарства Крии, сопровождая оставшихся нелюдей в другую часть Маяка, Тай был убит Дейзи Джонсон. - Эбби (актриса — Сиэра Браво): Молодая Нелюдь с манипуляциями плотностью, которую Касиус заставил тренировал Симмонс. После победы над чемпионом Баши на арене Маяка под названием Кратер, Касиус продал Эбби Баше. - Бен (актёр — Майко Оливие): Нелюдь, живущий на Маяке. Он может читать мысли других людей, находящихся поблизости, что позволяет ему слышать их мысли. После оказания помощи в сокрытии остальной части команды Фила Колсона, находящейся на Маяке, Бен убит Синарой по приказу Касиуса. - Гай Понариан (актёр — Патрик Фабиан): Неизвестный инопланетный сенатор, который является одним из знакомых Касиуса и хотел купить Дейзи Джонсон в качестве своей рабыни. В какой-то момент он продал Касиусу вреллнексианский помёт. - Караба (актриса — Эрика Ирвин): Высокая неизвестная инопланетная дворянка с жестокой и сумасшедшей личностью, которая является одной из знакомых Касиуса. Она соперница сенатора Понариана. - Фолнак (актёр — Сэмюэл Рукин): Брат Касиуса, который помогает своему отцу управлять империей Крии. Был убит своим собственным братом. - Мастон-Дар (актёр — Ремингтон Хоффман): Солдат Крии, нанятый Фолнаком. Он был убит Синарой во время охоты Крии на группу Фила Колсона. - Сэмюэл Восс (актёр — Майкл МакГрэйди): Член общины Истинно Верующих, проживающий на поверхности постапокалиптической Земли. Он был жителем Маяка до того, как вместе со многими другими Истинно Верующими был сослан на оставшуюся часть поверхности Земли. - Хек-Сел (актёр — Люк Масси): Член Стражи Крии, который предан Касиусу. Он и его товарищ Крии были убиты Флинтом. - Рик Стоунер (актёр — Патрик Уорбёртон): Генерал и член «Щ.И.Т.» в 1970-х годах, который основал Маяк в качестве аварийного бункера. После раннего развития проекта «Озарение» Хроникомы попытались украсть его лицо, но им помешали ЖСМ Фила Колсона и Мелинда Мэй. Мэй советуют Рику придумать историю, чтобы скрыть то, что произошло. - Ной (актёр — Джоэл Дэвид Мур): Хроником, который встречается с Колсоном и его командой на Маяке, когда они возвращаются в наши дни. Он жертвует собой, чтобы спасти Дейзи и Фитца от маяка Крии, который генерал Хейл подстроила, чтобы взорвать. - Кэндис Ли (актриса — Шонта Салдана): Одна из главных подчинённых генерала Хейл, которая помогает в охоте на группу Фила Колсона. - Тони Кейн (актёр — Джейк Бьюзи): Бывший студент Академии «Щ.И.Т.» и друг Мака, который помогает группе Фила Колсона в поиске гравитония. После того, как он помог поместить Полли и Робин Хинтон в безопасное место, он даёт Дейзи устройство из Проекта «Сороконожка» и информацию о том, что дало Джону Гарретту силу, что приводит Дейзи к эксгумации могилы Дзяйин. - Алия (актрисы — Кэти Аманда Кин как взрослая; Харлоу Хэппи Хексам как ребёнок): Покойная мать Дика и будущая дочь Фитца и Симмонс. - Эстелла (актриса — Найо Уоллес): Представитель неизвестной инопланетной расы и член Конфедерации. - Магей (актёр — Э. Р. Руис): Представитель Раджаков и член Конфедерации. - Джоко (актёр — Мэттью Фостер): Представитель Каллузианцев и член Конфедерации. - Криксон (актёр — Гэбриел Хоган): Представитель Астранцев, член Конфедерации и самый мудрый из них. Тэлбот поглотил его с помощью гравитония, когда тот не допустил человека в Конфедерацию. - Тариан (актёр — Крэйг Паркер): Представитель Крии из Конфедерации и нынешний член Дома Касиуса. Дерек Мирс появляется в роли капитана Стража Крии, который пытает Мака и Йо-Йо, пока его не убивает Мак. Джей Хантер появляется в роли командира Стражи Крии. Айзек С. Синглтон-мл. появляется в роли викария Крии, который наблюдает за Терригенезисом на Маяке, которого убивает Флинт. | - Келлер (актёр — Лукас Брайант): Агент «Щ.И.Т.», который стал вторым любовным интересом Йо-Йо, пока Мак был занят. После того, как он оказался одержимым Сорокопутом и кристаллизует Маяк, Йо-Йо была вынуждена убить паразита ценой жизни Келлера. - Трок (актёр — Гленн Кео): Д’Риллианец, которого Дрожь и Симмонс допрашивают о местонахождении Фитца и Инока. - Диас (актёр — Джери-Николь Лав): Агент «Щ.И.Т.», которая была завербована Мэй под руководством Мака. - Тинкер (актёр — Ксавьер Хименес): Член группы Сержанта и эксперт по механике, который не полностью проявился на Земле и оказался в ловушке в цементной стене. После краткого оживления в заключении у «Щ.И.Т.а», он предупреждает их, что они не могут остановить то, что грядёт. Его последним словом был «Пачакутик». - Фокс (актёр — Леви Миден): Агент «Щ.И.Т.», который присоединился по рекомендации своего друга Келлера. Пока он задерживал Снежинку, в него смертельно выстрелил ОТБОЙ Сержанта. - Виро (актёр — Пол Телфер): Сивианец с планеты Сивос, который является Контролёром своего грузового космического корабля, который доставлял ксандарианские улитковые фермы на другие планеты. Он был выкинут из воздушного шлюза благодаря трюку Фитца. - Преториус Прайс (актёр — Кларк Миддлтон): Наро-Атцианский корабельный инспектор, который осматривает «Зефир-1», а затем указывает его экипажу на планету Китсон, куда направлялись Фитц и Инок. - Бойл (актёр — Скотт Крузе): Инопланетный наёмник, которого агенты «Щ.И.Т.» нанимают для перевозки их через космос на корабле под названием «Ленивая комета». Позже он был заражён одним из Сорокопутов Айзель и позже был убит, когда Джако использовал ядерную бомбу Сержанта, чтобы взорвать «Ленивую комету». - Тоад (актёр — Т. Дж. Альварадо): Инопланетный наёмник, которого агенты «Щ.И.Т.» нанимают для перевозки их через космос на корабле под названием «Ленивая комета». Позже он был заражён одним из Сорокопутов Айзель и позже был убит, когда Джако использовал ядерную бомбу Сержанта, чтобы взорвать «Ленивую комету». - Монтальбан (актёр — Луи Ски Карр): Астранец, который работает охранником в Доме игр. - Секвойя (актриса — Морисса Танчароен): Медиа-инфлюэнсер, которая работает в технологической компании Дика. Сначала она встречалась с Диком, но позже встречалась с Тревором после того, как он доставил её в безопасное место. - Тревор Кхан (актёр — Шайну Бала): Агент «Щ.И.Т.», посланный присматривать за Диком Шоу в его технологической компании под псевдонимом Спаситель. Секвойя позже влюбляется в него после того, как он помог спасти её. Тревор и сопровождавшие его агенты «Щ.И.Т.» были позже убиты за кадром, когда хроникомы-охотники осадили Маяк. - Атара (актриса — Шерри Сом): Главный хроником-охотник с внешностью женщины, которая является начальником Инока и Малахи. Она замышляла поглотить воспоминания ФитцСиммонс в попытке спасти свой народ. После того, как Малахи узнаёт некоторую информацию от Аппарата слияния мозгов, он рекомендует Атаре установить Хронику-3. Атара остаётся непреклонной в том, что Хронику-2 всё ещё можно спасти, поэтому Малахи стреляет в неё и берёт командование на себя. - Мистер Китсон (актёр — Энтони Майкл Холл): Правитель планеты Китсон и владелец Дома игр, который он унаследовал от своего отца и деда. - Исайя (актёр — Ян Аддин): Хроником-антрополог, которого Инок нанимает, чтобы собрать их разрушенную цивилизацию, чтобы восстановить её. Малахи назначил его в отряд охотников и атаковать Инока, но он проигрывает битву и умирает за кадром. Инок переоделся в Исайю, чтобы спасти Фитца и Симмонс во время осады Малахи Маяка. - Баал-Гад (актёр — Кристиан Очоа): Хроником-охотник, который работает вместе с Малахи. - Томас (актёр — Робб Дерринджер): Муж Маркуса Бенсона, который впал в кому после автомобильной аварии, и Бенсон отключил систему жизнеобеспечения вопреки желанию семьи Томаса. Айзель использовала энергию Ди’Алл, чтобы ненадолго воссоздать Томаса, чтобы заставить Бенсона сообщить ей местоположение храма, который она ищет. - Первый (актёр — Эрик Шлоссер): Существо, привязанное к Чёрному Монолиту (Ди’Алла Пространства). Оно было убито Мэй. - Второй (актёр — Кевин Александр Сти): Существо, привязанное к Белому Монолиту (Ди’Алла Времени). Оно было убито Мэй. - Третий (актёр — Джина Гонсальвас): Существо, привязанное к Серому Монолиту (Ди’Алла Создания). Оно было убито Мэй. |

### Представленные в седьмом сезоне
- Виола (актриса — Нора Зехетнер): Контакт Фредди, которая работает на «Гидру».
- Тиллман (актёр — Грег Финли): Бармен в баре под почтовым отделением в 1931 году.
- Франклин Д. Рузвельт (актёр — Джозеф Калп[англ.]): Губернатор Нью-Йорка в 1931 году. Когда он стал президентом США, Франклин основал СНР в 1940 году.
- Паскаль Вега (актёр — Джулиан Акоста): Учёный из «Щ.И.Т.», работавший в Зоне 51 в 1955 году.
- Джеральд Шарп (актёр — Майкл Гэстон): Сотрудник Министерства обороны США в 1955 году, которого похитили агенты «Щ.И.Т.», чтобы узнать больше о Проекте Гелиус.
- Том (актёр — Ларри Кларк): Секретарь из «Щ.И.Т.» и завсегдатай бара The Krazy Kanoe.
- Лана (актриса — Стефани Драпо): Агент «Гидры», принимавшая участие в нападении на Дэниела Сузу в поезде, в котором ехали он и ЖСМ Фила Колсон.
- Джо (актёр — Филип Александер[англ.]): Агент «Гидры», которого Фредди послал, чтобы убить Дэниела Сузу.
- Форд (актёр — Даван Оуэнс): Агент «Щ.И.Т.», работавший под командованием Рика Стоунера. Его лицо позже было украдено хроникомом, который выдавал себя за него.
- Джон Маккензи (актёр — Седале Третт-мл.): Отец Мака и Рубена из 1976 года. Поскольку Фредди организовал их задержание, Мак приказал Мэй и ЖСМ Фила Колсона прекратить затопление Маяка. После того, как Мак и Елена спасли его, они обнаруживают, что он был заменён на хроникома. Мак сворачивает хроникому шею, и его тело выбрасывают из Квинджета во время полёта.
- Лилла Маккензи (актриса — Полина Бугембе): Мать Мака и Рубена из 1976 года. Поскольку Фредди организовал их задержание, Мак приказал Мэй и ЖСМ Фила Колсона прекратить затопление Маяка. После того, как Мак и Елена спасли её, они обнаруживают, что её заменили на хроникома, и её выбросили из Квинджета во время полёта.
- Ольга Пачинко (актриса — Джолин Андерсен): Член Балканского сопротивления и эксперт по разрушениям, которую Дик завербовал в 1983 году, чтобы она стала членом его новых рекрутов «Щ.И.Т.а», а также его группы Команда Дика.[358]
- Рассел Фельдман (актёр — Остин Бэсис): Одинокий сотрудник компьютерного магазина из 1983 года, которого Сивилла использует, чтобы восстановить свою физическую форму, прежде чем убить его, как только он выполнит свою задачу.
- Сверчок (актёр — Райан Доноху[англ.]): Торговец кокаином, которого Дик завербовал в свою группу, полагая, что он продаёт Кока-колу. Он убит роботом-охотником.[358]
- Рокси Гласс (актриса — Типпер Ньютон[англ.]): Тактический эксперт, которую Дик завербовал в 1983 году, чтобы она стала членом его новых рекрутов «Щ.И.Т.а», а также его группы Команда Дика.[358][359]
- Ронни и Томми Чанг (актёры — Мэтт и Джон Юань[англ.]): Братья-близнецы, известные под общим названием «Банда Чанг», которых Дик завербовал в 1983 году, чтобы они стали новыми рекрутами «Щ.И.Т.а», а также членами его группы Команда Дика.[358][359]
- Макрус Маккензи (актёр — Маркус Джордан): Дядя Мака и Рубена, который присматривает за ними после потери их родителей.
- Ли (актёр — Байрон Манн): Нелюдь со способностью материализовывать ножи и заместитель Дзяйин из 1983 года. Во время набега Натаниэля Малика на Загробье, Ли тяжело ранен, после чего силы переданы одному из людей Натаниэля и Кора убивает его.
- Оскар Родригес (актёр — Рикардо Сиснерос): Дядя Елены и отец Франсиско, который взял к себе Елену после смерти её отца. Он был убит в схватке с наркоторговцем.
- Хавьер (актёр — Дэвид Бьянчи): Наркоторговец, ответственный за смерть отца Елены и Оскара Родригеса.
- Дюрант (актёр — Гэбриел Суза): Наемник, который, якобы, первоначально погиб в авиакатастрофе. Используя знания хроникомов о будущем, Натаниэль предотвратил его смерть и завербовал в свои ряды до того, как Кора убила его.
- Доктор Грэйди (актёр — Джон Ли Эймс): Учёный, который работал над опасной технологией и был убит «Щ.И.Т.ом» за это. Используя знания хроникомов о будущем, Натаниэль предотвратил его смерть и завербовал его в свои ряды, возложив на него задачу по надзору за трансплантацией сил Нелюдей.
- Кимбалл (актриса — Кэти М. О’Брайан): Наёмница, работающая под командованием Натаниэля. Когда Натаниэль предаёт Кору за то, что она проявила мягкость к Дейзи, он даёт Кимбалл повышение.
- Шепард (актёр — Кристофер Чарльз): Один из людей Натаниэля Малика, которого он убивает за то, что тот разозлил его.
- Брэндон Гэмбл (актёр — Стивен Бишоп): Агент «Щ.И.Т.» из 1983 года, который пережил нападение хроникомов и встретился с другими агентами в Krazy Kanoe.
- Грейс Малкэхи (актриса — Кассандра Баллард): Агент «Щ.И.Т.» из 1983 года, которая пережила нападение хроникомов и встретилась с другими агентами в Krazy Kanoe.

Билл Коббс изображает неназванного пожилого агента «Щ.И.Т.», который прибывает, чтобы предложить последний объект 0-8-4, оставленный ему Иноком.